# Коряжма
Коря́жма — город в Архангельской области Российской Федерации, центр городского округа город Коряжма. Численность населения — 34 002 чел. (2023). Площадь города — 50,11 км². Первые летописные упоминания о территории приходятся на 1535 год. В 1985 году Коряжме присвоен статус города областного подчинения. Особое развитие получил со строительством Котласского целлюлозно-бумажного комбината, ныне — филиал АО «Группа Илим». С 2021 года через город проходит федеральная трасса А123.

## География
Город расположен на левом берегу реки Вычегды, в 40 км от её слияния с Малой Двиной, в 635 км от Архангельска, в 35 км от Котласа, и в 12 км к востоку от Сольвычегодска.
Территория города увеличивается: на начало 1985 года площадь, занимаемая городом составляла 2217 га, а на начало 1995 года уже 5011 га. Коряжма входит в территорию, на которой залегают пласты каменной соли мощностью до 16 метров. Находится в часовой зоне московского времени (MSK), UTC+3:00.
Согласно редакции от 25 марта 2016 года № 408-24-ОЗ закона «О статусе и границах территорий муниципальных образований в Архангельской области» городской округ Коряжма состоит из территорий :
- города Коряжмы;
- садоводческого товарищества «Садоводы Севера»;
- садоводческого товарищества «Строитель»[5].

## История

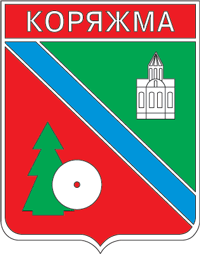
Герб (1988)

Датой основания Коряжмы принято считать 1535 год, указанный в летописи города Сольвычегодска как год основания монахом Павло-Обнорского монастыря Лонгином Николо-Коряжемского монастыря.
Также Вычегодско-Вымская летопись в 1535 г. указывает:

Лета 7043 на Каряжме-реке на Вычегде преподобный Симон и Логим создвигли манастырское строение и дворы манастырские и церкви святеи

Старейшее существующее в городе здание — церковь Спаса Нерукотворного, освящённая в 1746 году.
Коряжемский Николаевский монастырь был расположен в Воробинской волости. Волость, вероятно, относилось к числу первоначальных мест освоения русскими Сольвычегодской земли.
В 1678 году за Коряжемским Николаевским монастырем были приписаны слободы крестьян: Ямская, Пырская, Шаламова, Поршенина..
Название пристани в форме «Коряжма» встречается в 1909 году..
В октябре 1916 года братья Рябушинские купили возле Котласа участок земли в несколько сот десятин для постройки писчебумажной фабрики, вели переговоры о получении в бассейне северных рек «концессии на лесные площади в несколько миллионов десятин»..
После революции 1917 года Коряжемский Николаевский монастырь стал недействующим, а на бывших монастырских землях возникло общественное хозяйство. В деревнях Слободка, Глубокое, Большое и Малое Копытово и Коряжемка образовались колхозы. В 1921 году Всероссийская конференция заводоуправлений и фабкомов бумажной промышленности в своем решении записала Котлас в числе районов развития бумажной промышленности. На декабрьском пленуме ЦК ВКП(б) было сделано сообщение, что строительство завода начнётся в 1936 году и его местом была названа площадка у деревни Коряжемка в Сольвычегодском районе Архангельской области.
Предприятие, строящееся в 1930-е годы, носило название «Котласский целлюлозный завод». В литературе также говорилось о «экстракционно-канифольном заводе с крафт-целлюлозным цехом», который был включен в план первой пятилетки. Также в плане был Котласский бумажный комбинат.

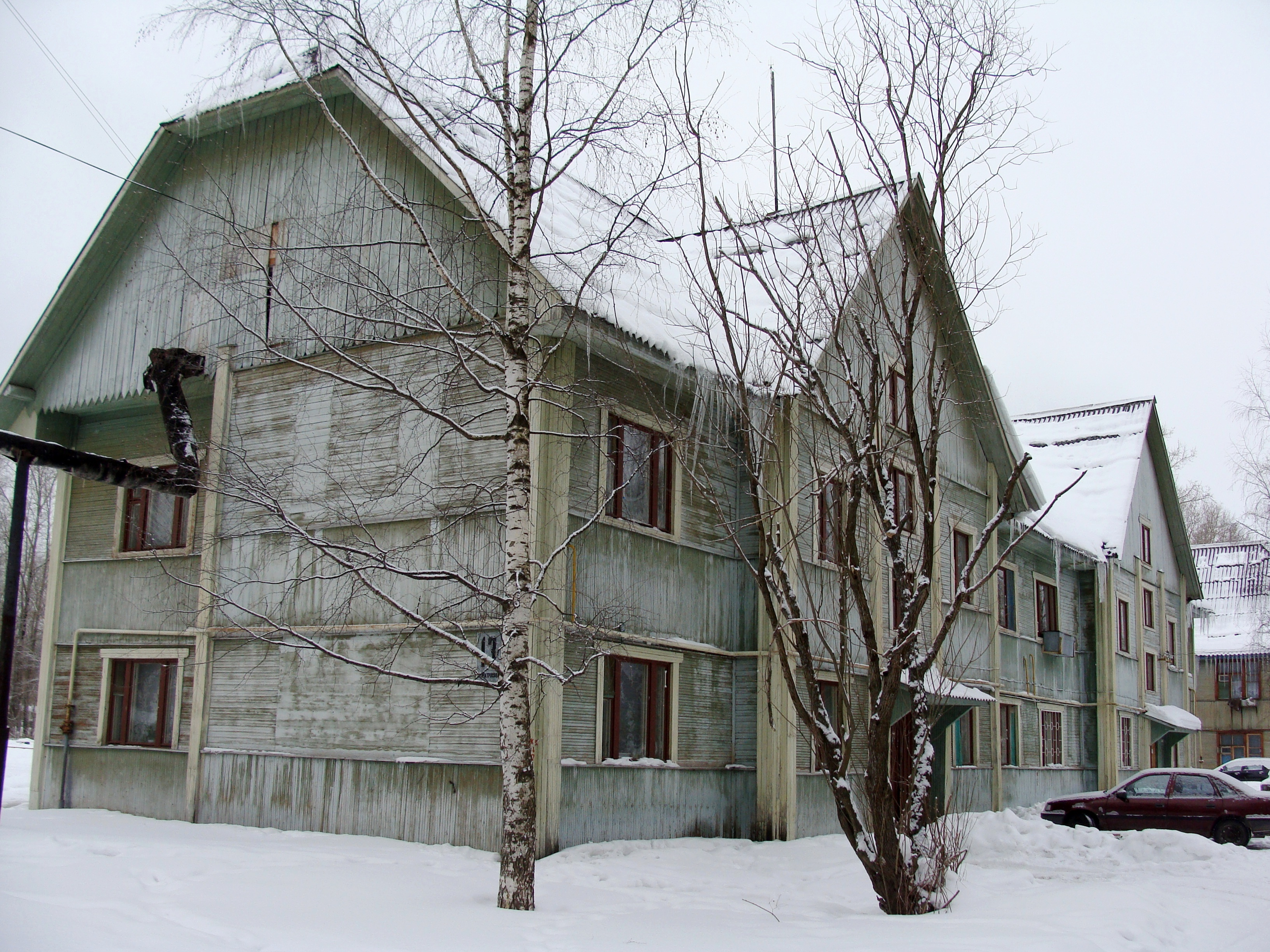
ул. Матросова, д.13. Построен в 1937 г.

Весной 1936 года техническим директором строительства Котласского целлюлозно-бумажного завода был назначен Дмитрий Николаевич Гардинг. Он начал организацию подготовительных работ на совершенно неосвоенной площадке у посёлка Коряжма. Через два года строительство в Коряжме было законсервировано, и Гардинга перевели на Кондопожский бумажный комбинат в Карелии.
С 1936 года проводились изыскательские работы у деревни Коряжемка в Сольвычегодском районе Архангельской области, но только в 1954 году были начаты строительные работы по возведению предприятия и рабочего посёлка Коряжма. В 1954 году на строительстве работало 359 рабочих, ИТР и служащих, которыми были построены около 200 четырёхквартирных домов, несколько десятков щитовых общежитий.
В 1937 году производились изыскания нефти. Скважина, которая была пробурена, стала источником минеральной воды. Минеральная вода в 1969 году была подана в профилакторий.
На 1939 год в Коряжемский сельсовет входили: «Коряжемка мельница», «Коряжемка деревня», «Котласстрой (Копытово) поселок» и другие.
Перед 1941 годом в городе была одна школа.

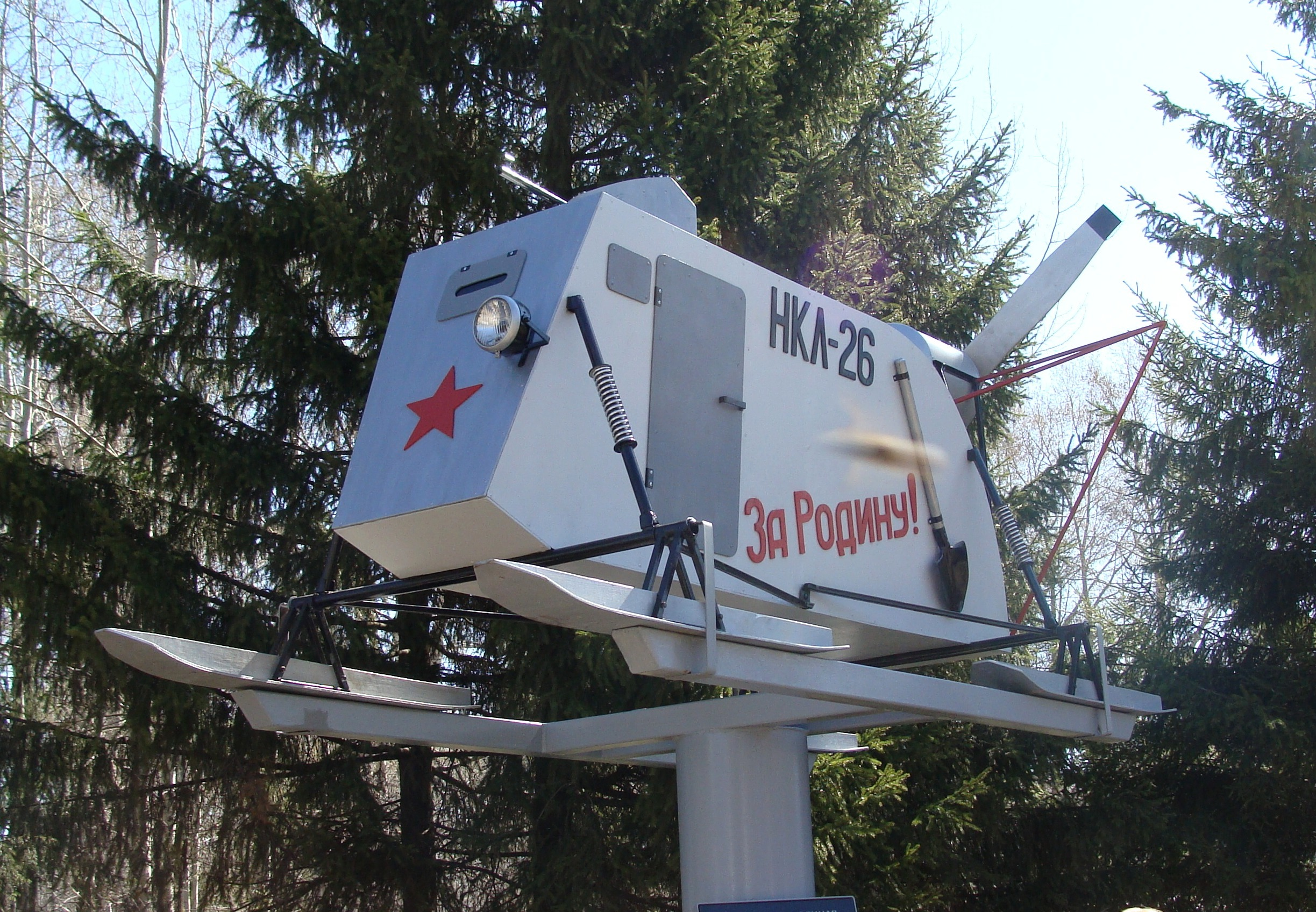
Памятник в Коряжме

В 1941 году в местечке Коряжма создано Котласское военное аэросанное училище. Штаб училища размещался на территории Николо-Коряжемского монастыря. От деревни Копытово до Слободки стояли дощатые навесы, под которыми находились аэросани. В 1944 году училище переведено на подготовку командиров взводов самоходной артиллерии СУ-76 с присвоением училищу наименования «Котласское училище самоходной артиллерии». В 1944 году училище передислоцировано в Киев. В училище были двухэтажные дома для офицерского состава, солдатские казармы, магазин военторга, полигон, склады ГСМ, лесобаза, пекарня, аэродром на набережной.
На схеме железных дорог СССР 1943 года железнодорожная станция Коряжма присутствует как конец тупиковой ветки от станции П.Ватса.
Осенью 1948 года была создана Коряжемская лесобаза. Через год на ней уже имелись элеваторы, оборудованные лебедки, подъездные железнодорожные пути. В июне 1953 года на лесобазе работало более 1100 человек.
В марте 1957 года Коряжемский сельсовет Сольвычегодского района был преобразован в Коряжемский поселковый совет. В марте 1957 года издаётся совместный приказ министра лесной промышленности и министра внутренних дел о создании в Коряжме колонии № 5. Целью и задачей колонии было строительство Котласского целлюлозно-бумажного комбината. Строительство нуждалось в рабочих руках, а создание колонии решало эту проблему. Она была построена с марта по июнь 1957 года. Первый этап осуждённых был в пределах 2500 человек. К 1962 году списочный состав увеличился до 3800 человек.
14 августа 1961 года на комбинате была изготовлена первая партия целлюлозы.
На 1963 год численность населения посёлка составляла 25 тысяч человек. Существующая жилая застройка частично попадала в санитарно-защитную зону ЦБК, застройка велась в небольших кварталах двух- трёхэтажными домами, градостроительная идея в планировке и застройке посёлка отсутствовала, он не имел плана развития, была неизвестна его перспективная численность, развитие дорожной сети и инженерной инфраструктуры не велось.
На строительстве Котласского ЦБК в мае 1973 года в составе болгарских строителей трудилось 510 семей, из них 136 семей — смешанные, брак в этих семьях был зарегистрирован в СССР.
До середины семидесятых годов бараки осуждённых занимали территории от поселковой центральной дороги до берега реки. К тому месту, где теперь высятся девятиэтажные здания, подходила железнодорожная линия. По ней зэков в вагонах возили на строительство ЦБК. Рядом, в таких же бараках, была расположена воинская часть, её штаб и штаб колонии.
Указом Президиума Верховного Совета РСФСР от 15 августа 1985 года № 1215 Коряжме присвоен статус города областного подчинения. В это время в городе было 5 микрорайонов, 27 улиц, 2 проспекта.
Муниципальное образование «Город Коряжма» 17 июня 1999 года зарегистрировано в Федеральном реестре Российской Федерации под № 000105. В соответствии с законом Архангельской области от 23 сентября 2004 года, город получил статус городского округа. Сформированные на выборах органы управления приступили к работе с 1 января 2006 года — городской округ «Город Коряжма».
В 2010 году ОАО «Группа „Илим“» начала строительство в Коряжме фабрики по производству офисной бумаги, которая сможет производить до 200 000 тонн высококачественной офисной бумаги потребительских форматов, а также бумаги больших форматов и в рулонах под заказ. Параллельно с этим, на фабрике будет установлена автономная меловальная установка производительностью 70 тыс. тонн в год и устройство для резки бумаги. Таким образом, в Коряжме впервые в России начнётся производство высококачественной мелованной бумаги.
Распоряжением Правительства РФ от 29.07.2014 N 1398-р (ред. от 13.05.2016) «Об утверждении перечня моногородов», включен в список моногородов Российской Федерации с риском ухудшения социально-экономического положения.

## Исторические виды

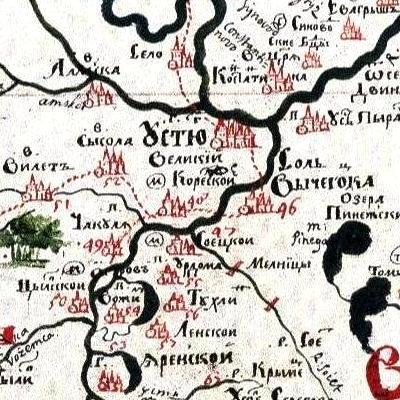
Коряжемский Николаевский монастырь на карте 1701 года
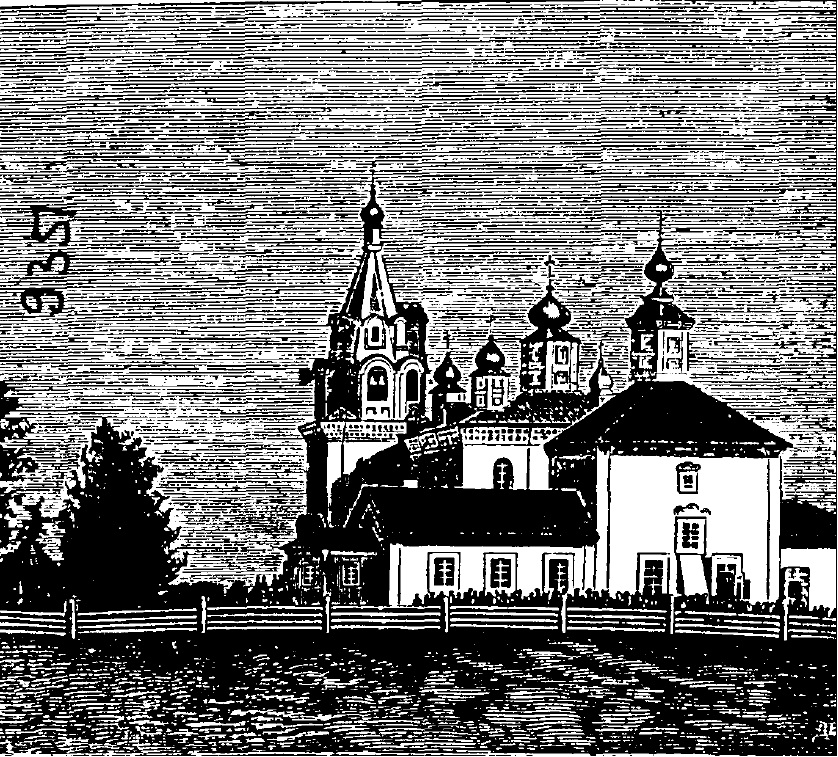
Вид Коряжемского монастыря, 1903 год
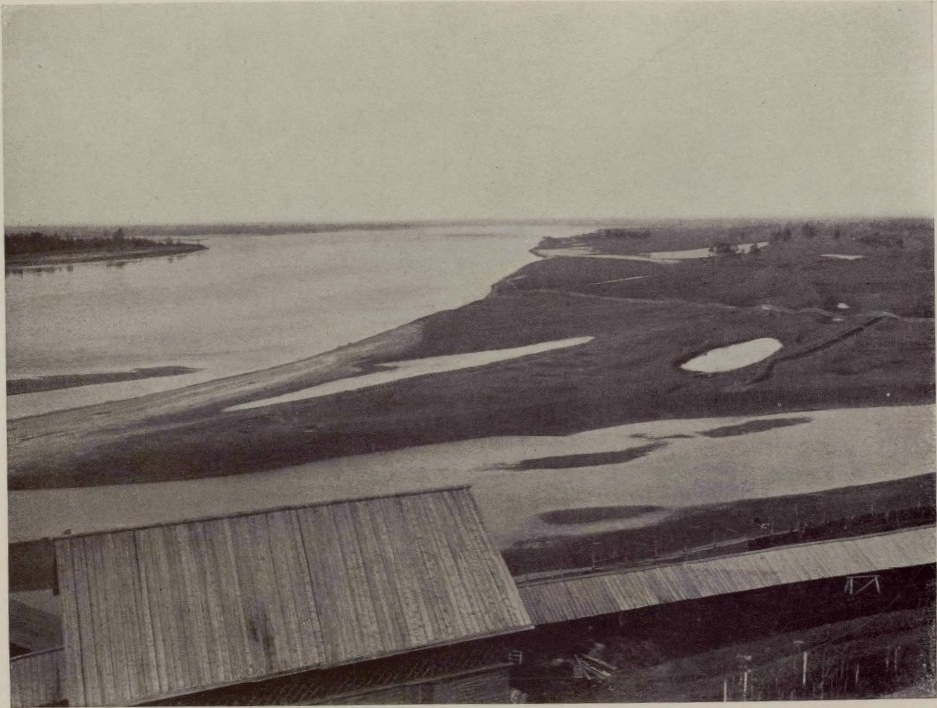
Вид на Вычегду с колокольни, 1908 год
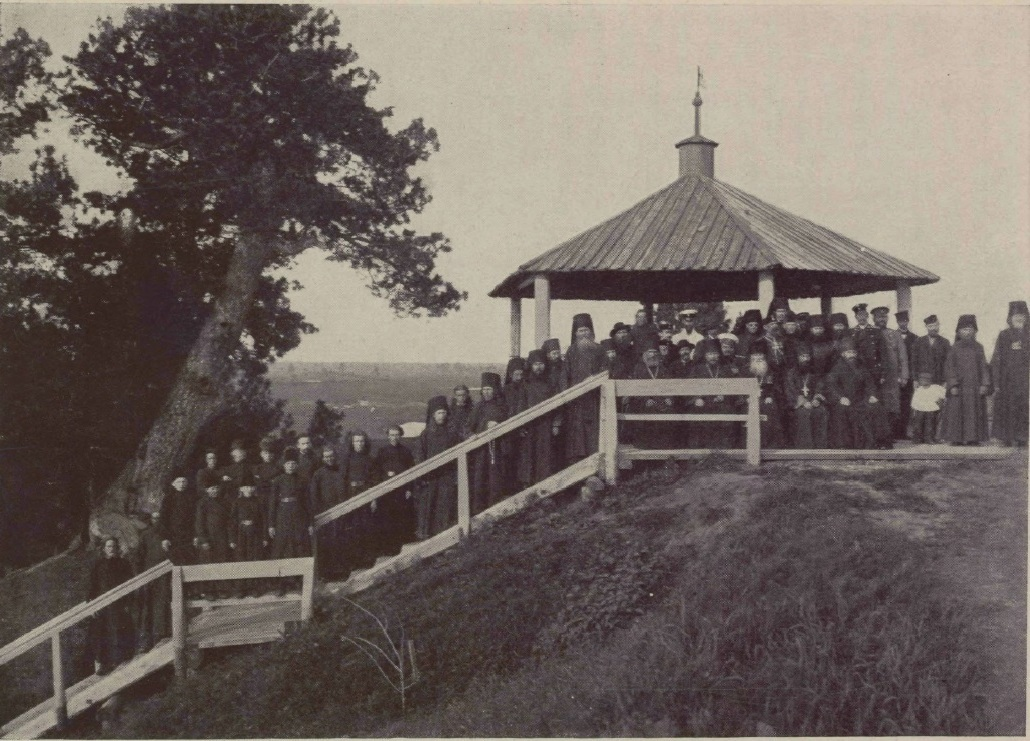
Братия Коряжемского монастыря в 1908 году. Беседка построена в 1898 году, была расположена в двух саженях западнее церкви[34].
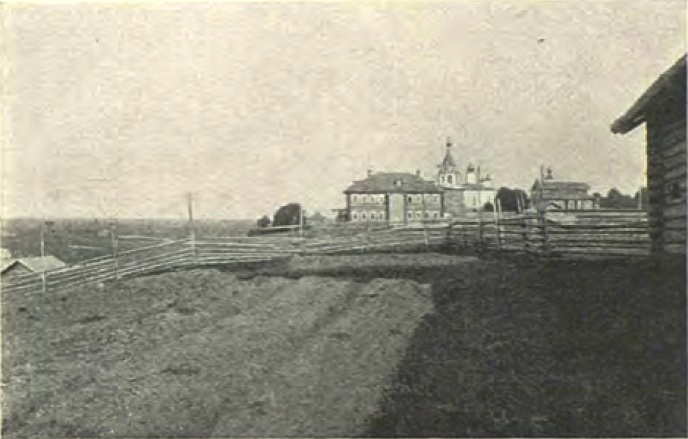
Коряжемский монастырь в 1908 году
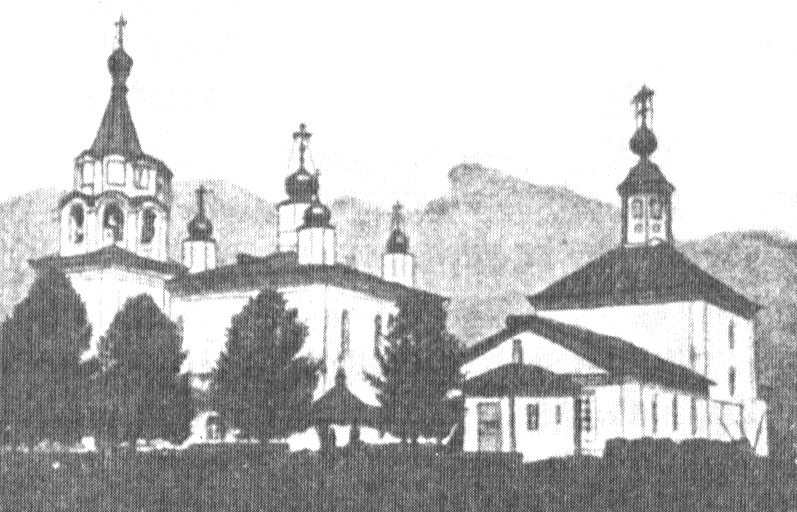
Кедры в книге 1909 г. издания
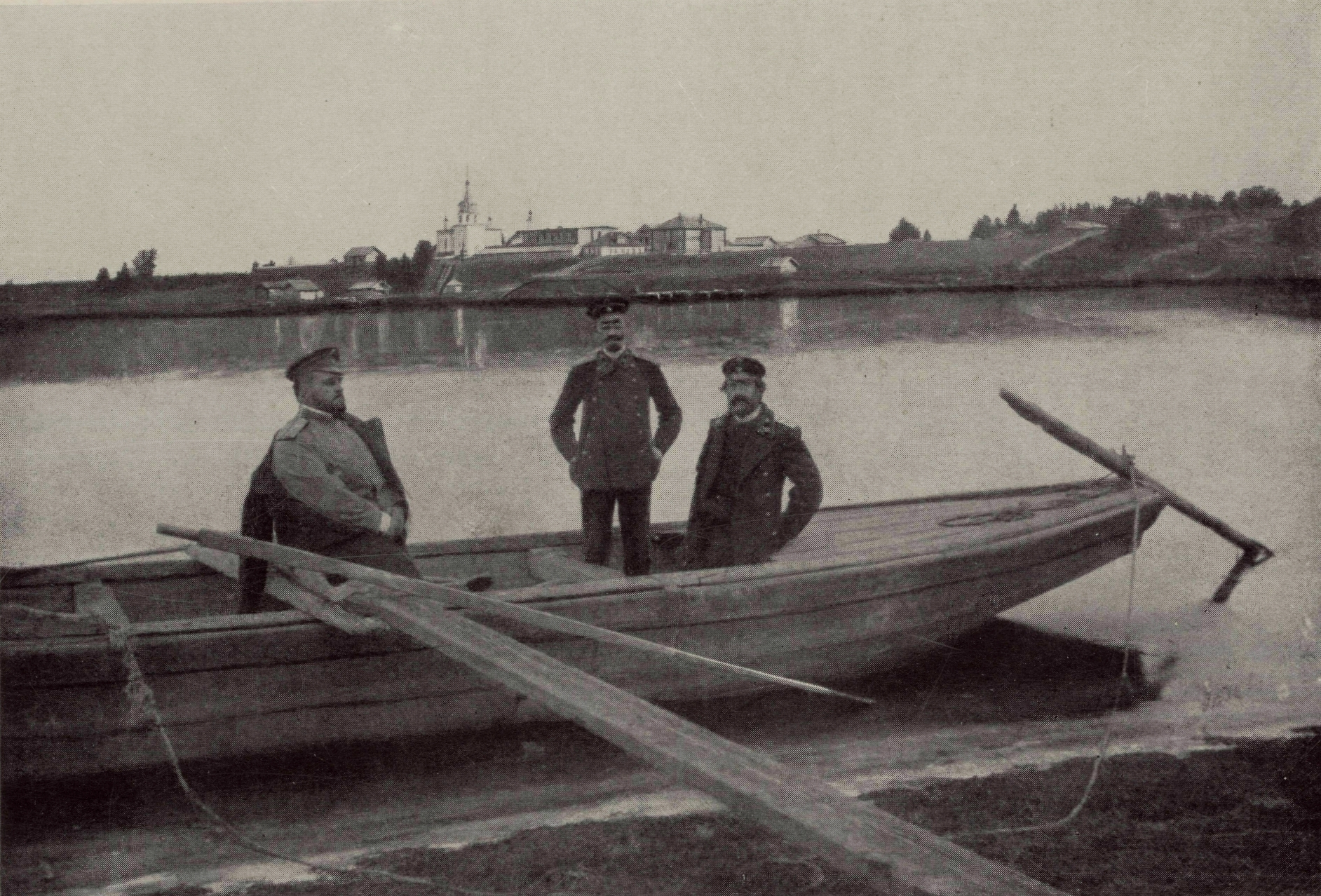
Хвостов А.Н. Безсонов Б.В., Шемигонов И.М. на фоне Коряжемского монастыря. 1909 год

## Герб города
Герб города Коряжма утверждён решением № 148 Коряжемской городской думы от 27 августа 2002 года. Автор герба — житель города Коряжма — Алексей Баскаков. Состоит из лазоревой полосы поверх окаймлённого щита, разделяющего зелёный и красный фон. На первом расположено изображение церкви, на втором — ели и безанта соответственно.
Полный герб, действующий с 1995 года, включает в себя окаймление щита, украшение в виде башенной короны, воина и еловых венков. На данный момент в государственном геральдическом реестре находится зарегистрированное изображение герба от 2002 года. Номер в геральдическом реестре — 1308..

## Население
| 1959    | 1970    | 1971    | 1979    | 1989    | 1992    | 1995    | 1996    | 1997    |
| ------- | ------- | ------- | ------- | ------- | ------- | ------- | ------- | ------- |
| 11 191  | ↗33 230 | ↘33 000 | ↗42 793 | ↘41 795 | ↗43 100 | ↗43 900 | ↗44 300 | →44 300 |
| 1998    | 2000    | 2001    | 2002    | 2003    | 2005    | 2006    | 2007    | 2008    |
| ↗44 400 | ↘44 200 | →44 200 | ↘42 811 | ↘42 800 | →42 800 | →42 800 | →42 800 | →42 800 |
| 2009    | 2010    | 2011    | 2012    | 2013    | 2014    | 2015    | 2016    | 2017    |
| ↘42 646 | ↘39 641 | ↘39 572 | ↘39 117 | ↘38 570 | ↘38 006 | ↘37 587 | ↘37 256 | ↘37 092 |
| 2018    | 2019    | 2020    | 2021    | 2023    |         |         |         |         |
| ↘36 742 | ↘36 224 | ↘35 714 | ↘34 523 | ↘34 002 |         |         |         |         |

На 1 января 2025 года по численности населения город находился на 453-м месте из 1124 городов Российской Федерации.
Национальный состав
По итогам переписи населения 2020 года проживали следующие национальности (национальности менее 0,1 % и другое, см. в сноске к строке «Другие»):
| Национальность | Численность, чел. | Доля     |
| -------------- | ----------------- | -------- |
| Русские        | 32 215            | 93,31 %  |
| Украинцы       | 116               | 0,34 %   |
| Белорусы       | 72                | 0,21 %   |
| Азербайджанцы  | 68                | 0,20 %   |
| Другие         | 2052              | 5,94 %   |
| Итого          | 34 523            | 100,00 % |

## Известные уроженцы
- Александр Песков (род. 1962) — советский и российский артист эстрады, пародист, телеведущий.
- Михаил Казакевич (род. 1976) — российский хоккеист.
- Александр Коврижных (род. 1971) — российский актёр театра и кино, актёр дубляжа, телеведущий.
- Павел Соколов (род. 1974) — российский эстрадный певец и танцор, экс-солист поп-группы «На-На».

## Органы власти
Высшим должностным лицом в городе является глава муниципального образования «город Коряжма» — Андрей Александрович Ткач, вступивший в должность 16 марта 2016 года. Структура органов муниципального самоуправления состоит из городской думы, исполнительно-распорядительным органом является администрация муниципального образования, управление которой идёт от главы МО через четырёх заместителей, курирующих экономическое развитие, социальные вопросы, городское хозяйство и организационно-правовую работу. Председателем городской думы является Андрей Сергеевич Рулёв.

### Руководители города
- Валерий Андреевич Мальчихин (1985—2003) — Первый мэр города Коряжмы.
- Александр Александрович Дементьев (2003—2008) — Второй мэр города Коряжмы.
- Валерий Иванович Елезов (2008—2016) — Третий мэр города Коряжмы.
- Андрей Александрович Ткач (с 2016 г.) — Четвёртый мэр города Коряжмы.

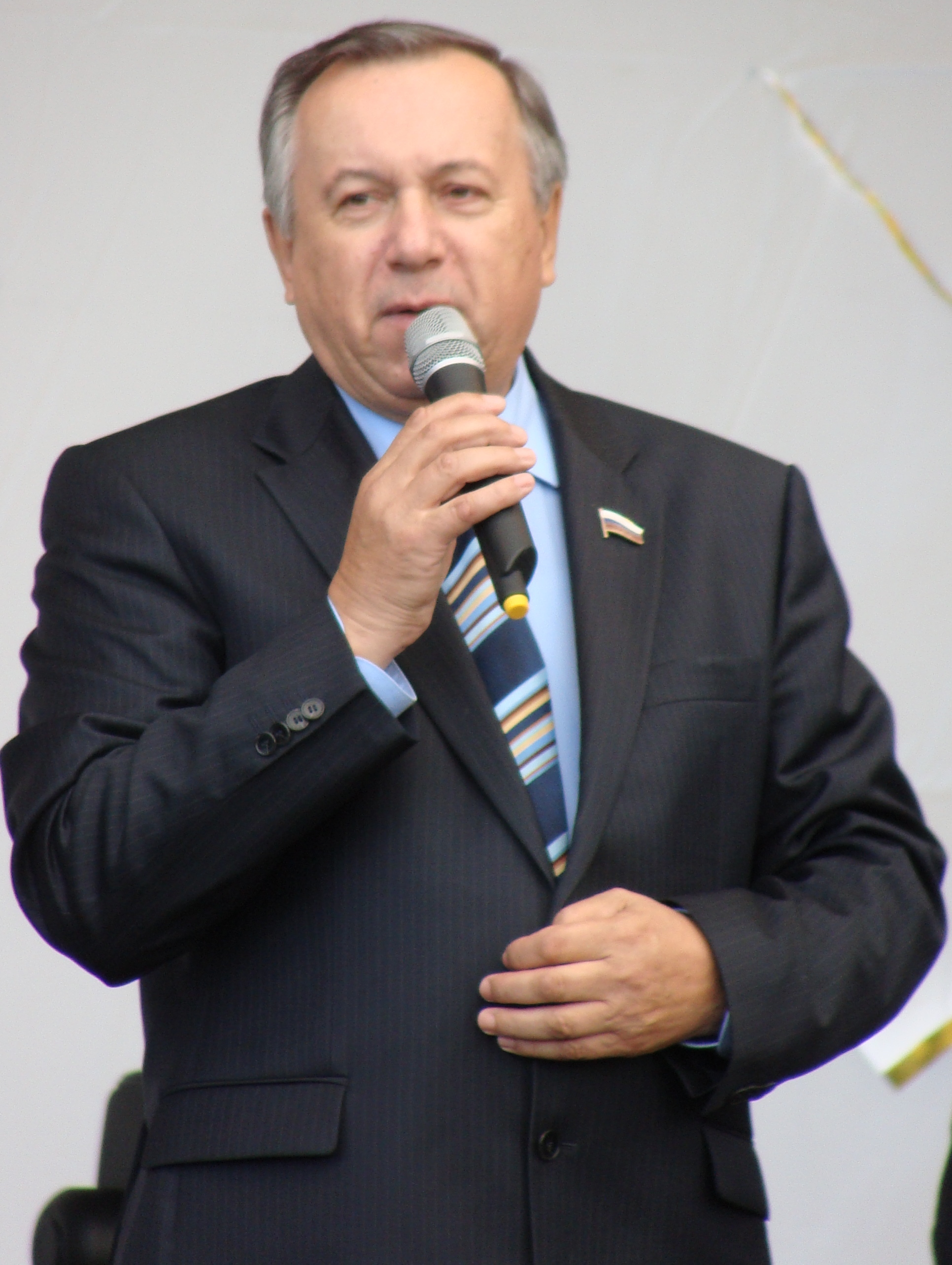
Валерий Мальчихин
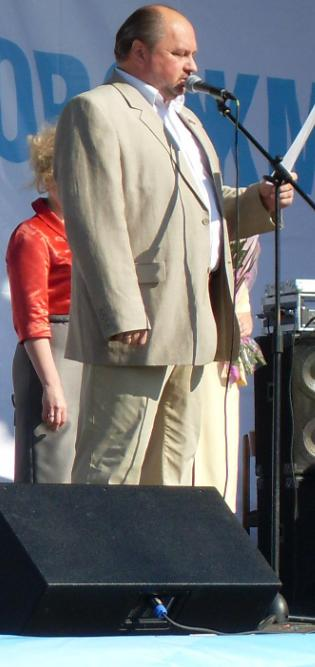
Валерий Елезов

## Достопримечательности
В Коряжме находится ансамбль памятников архитектуры, состоящий из Николаевского собора, Спасской церкви и Архиерейских палат.

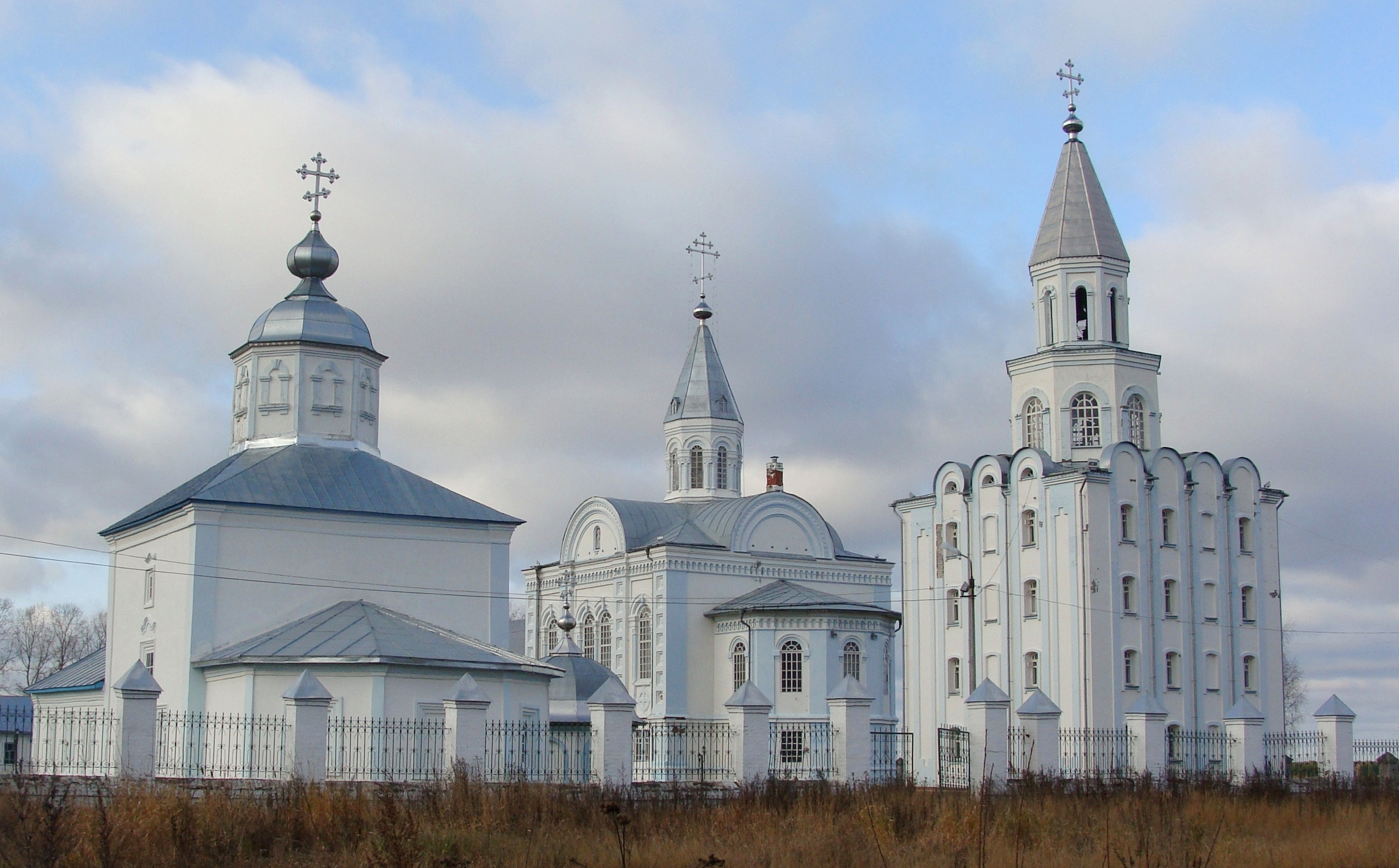
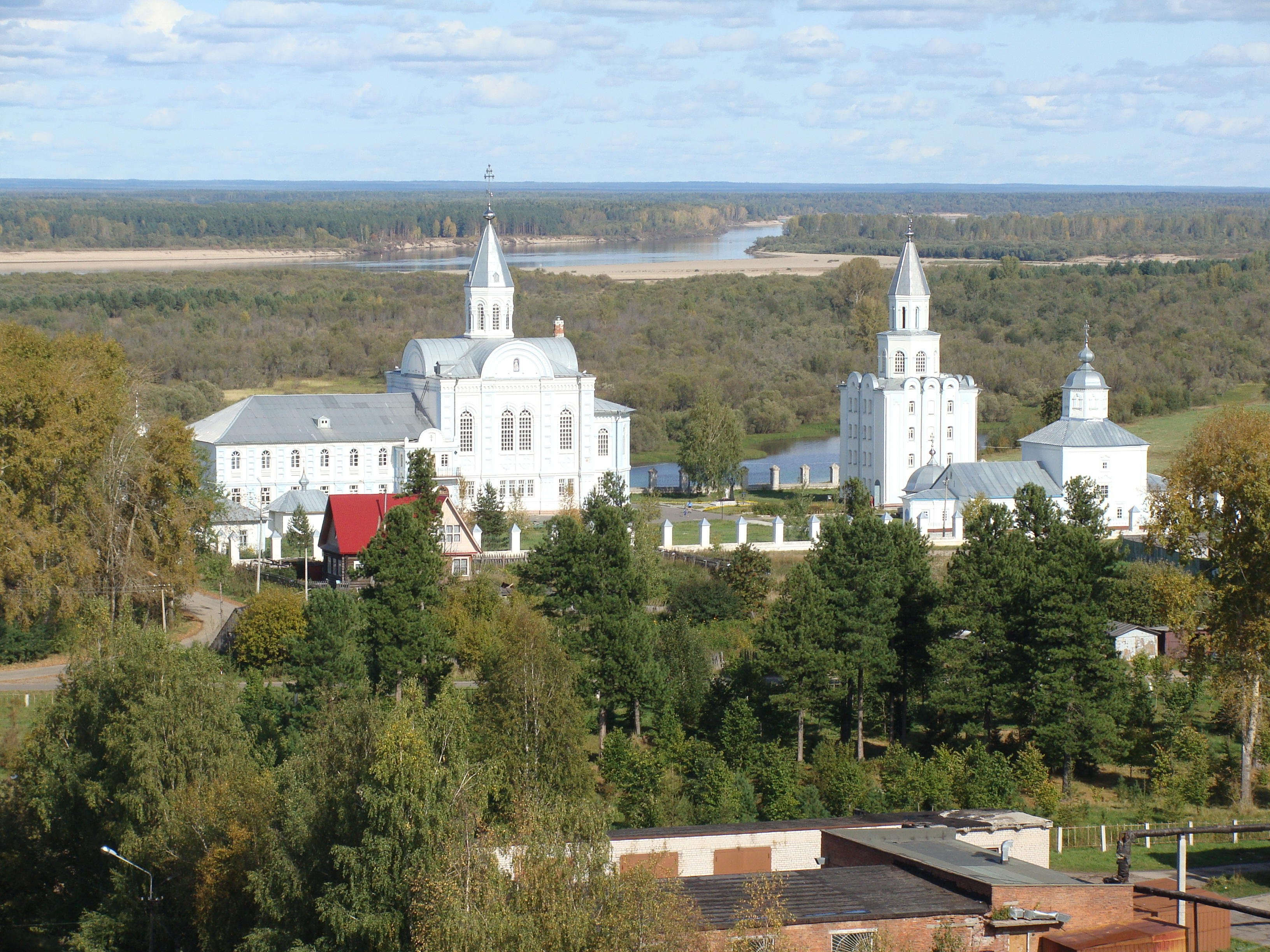
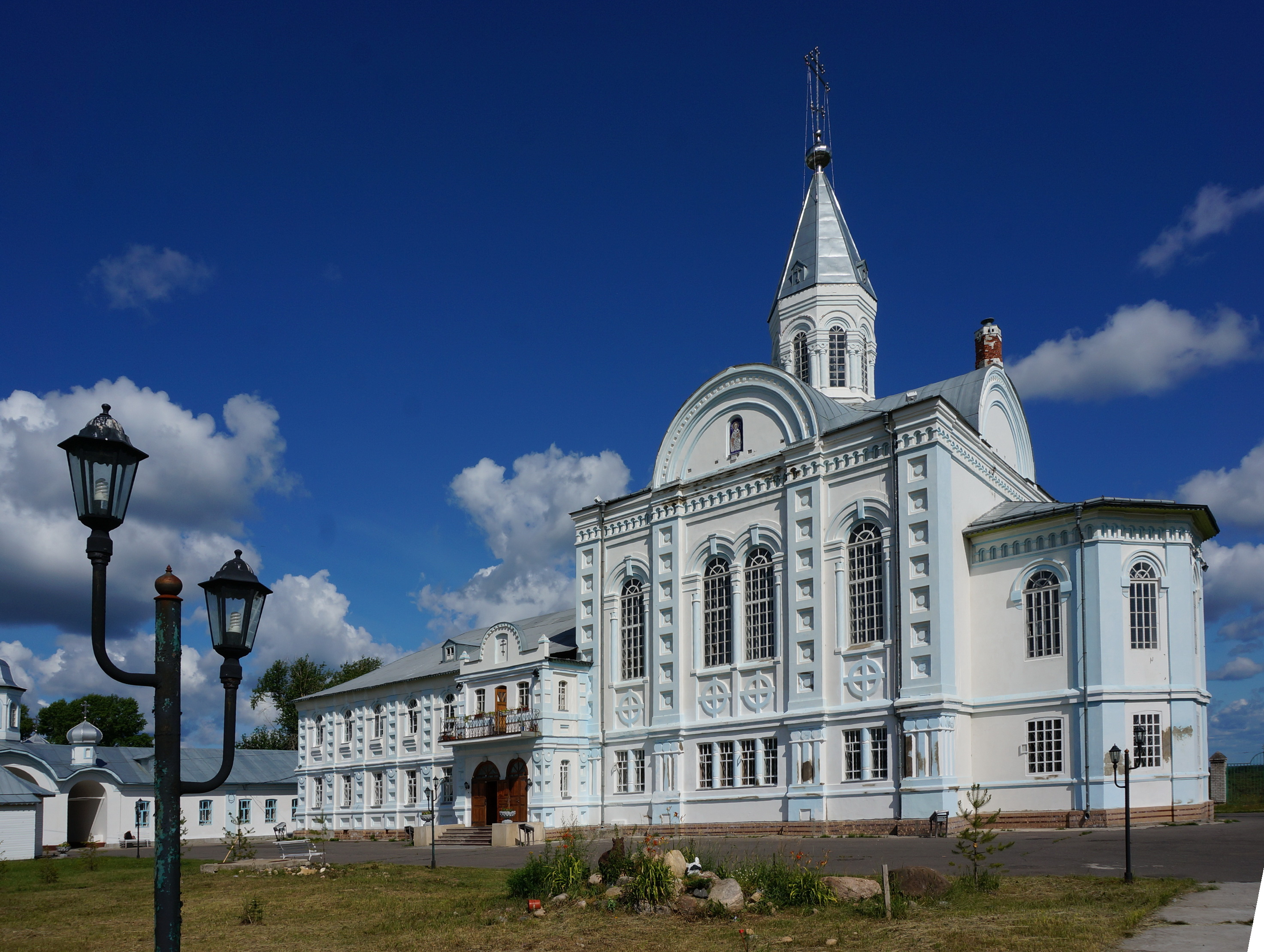
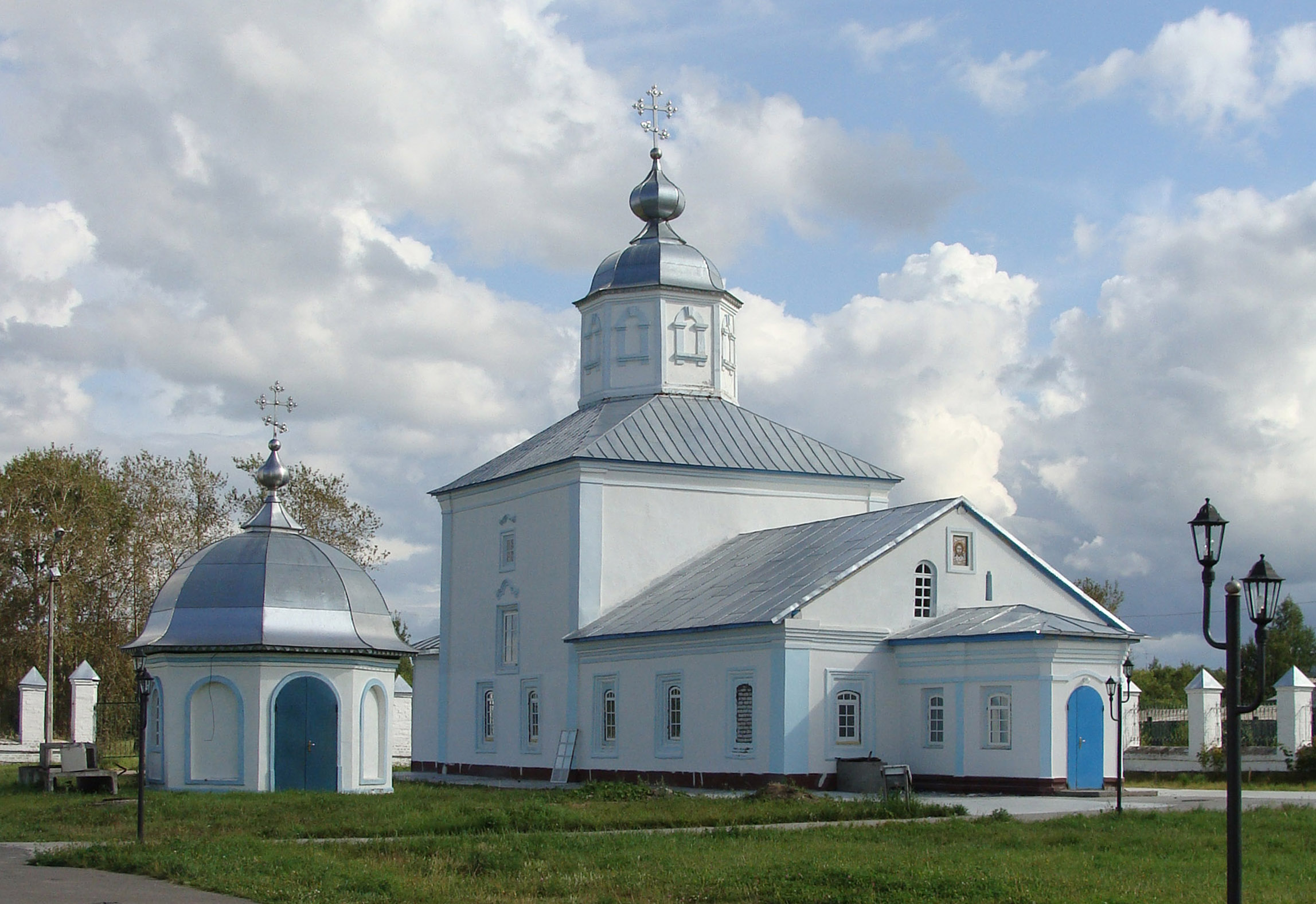
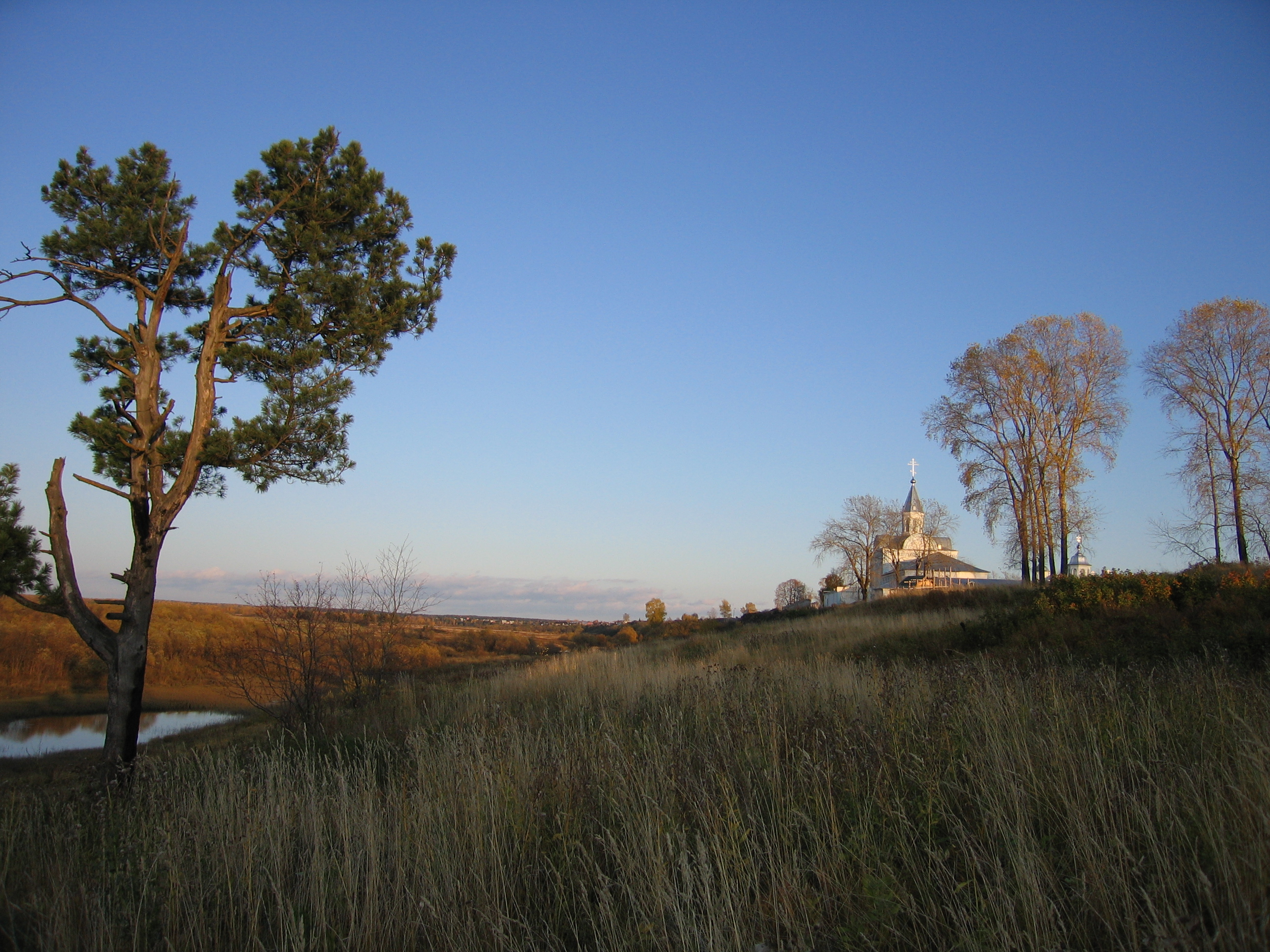
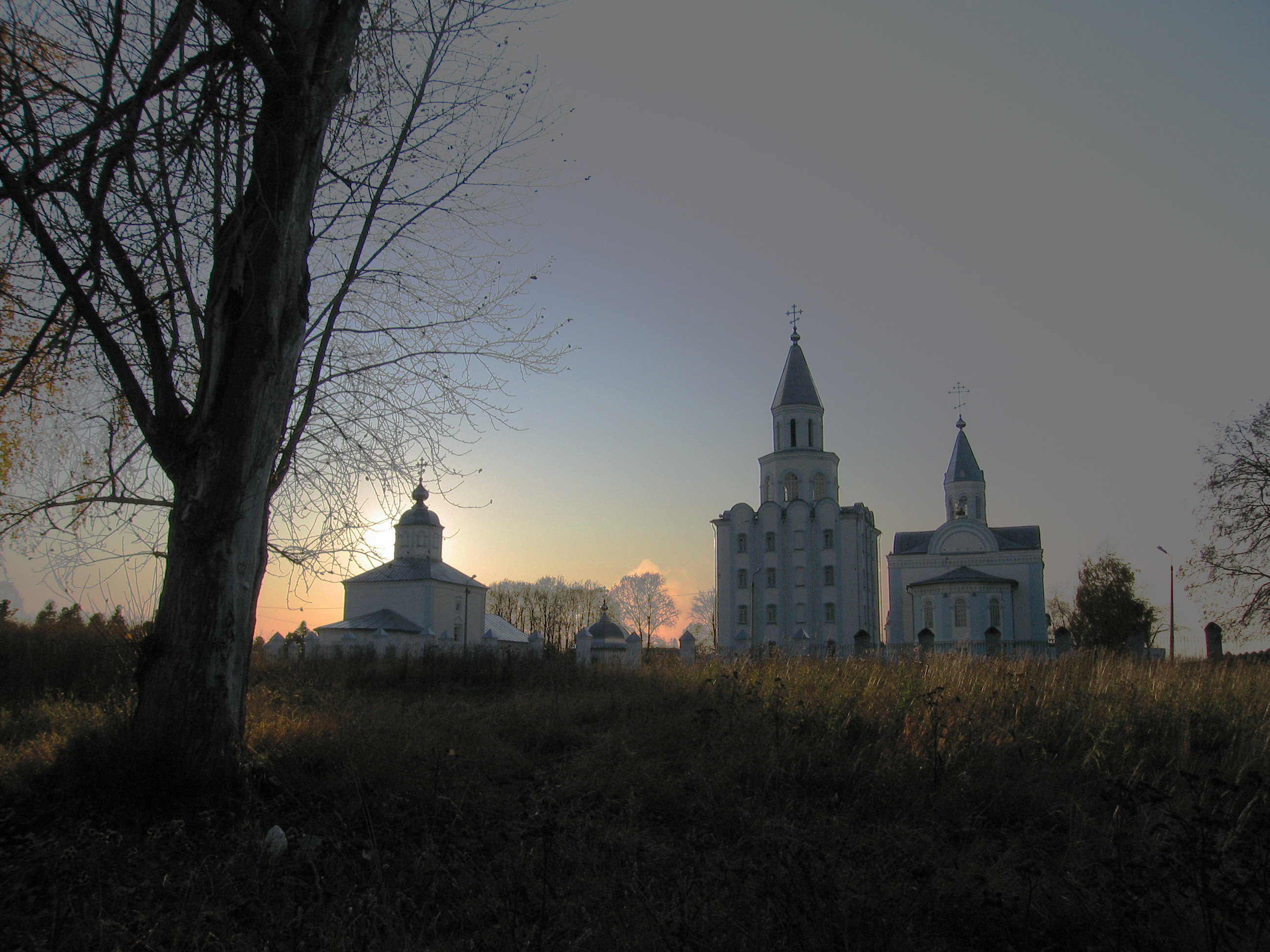
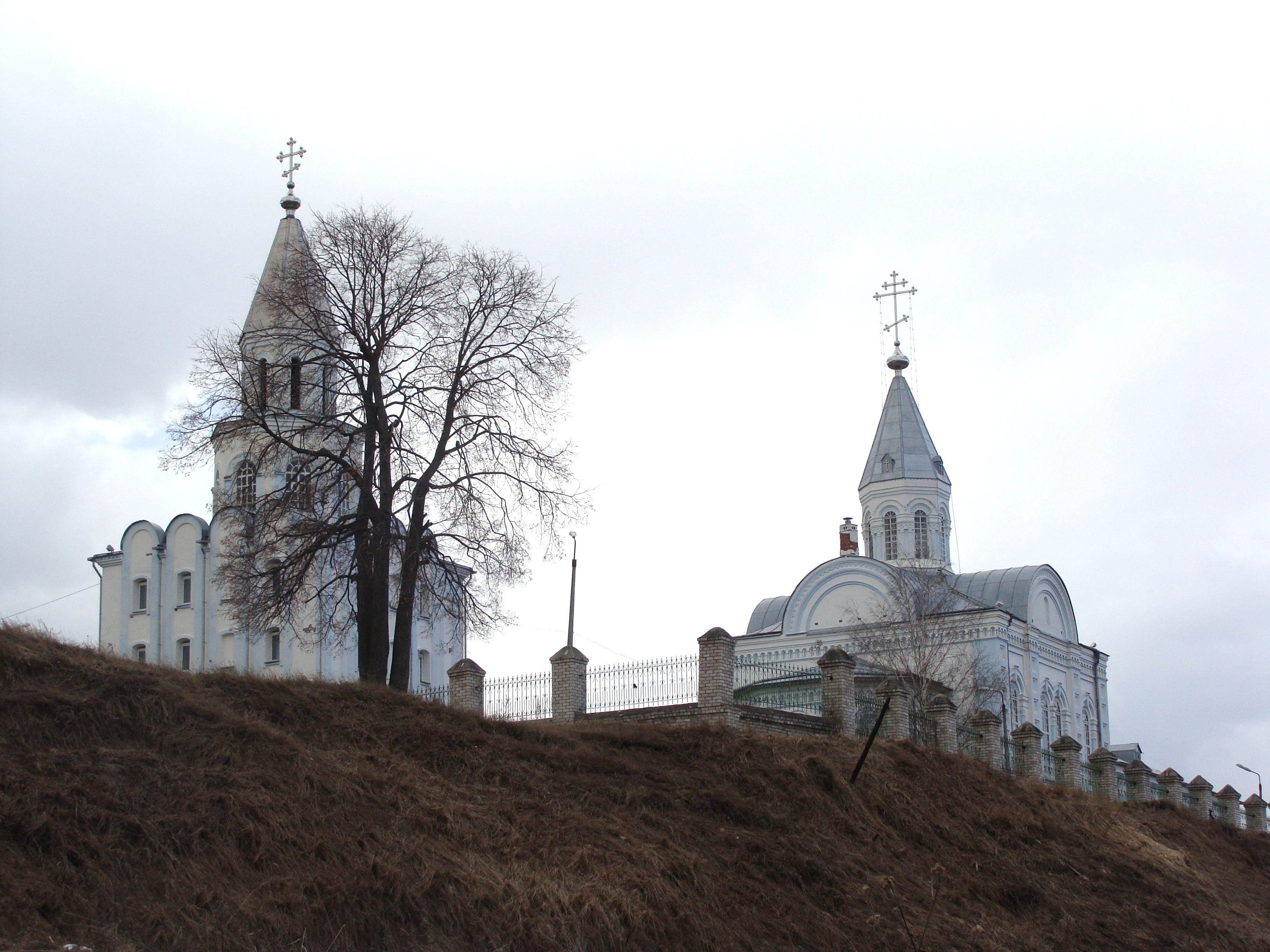
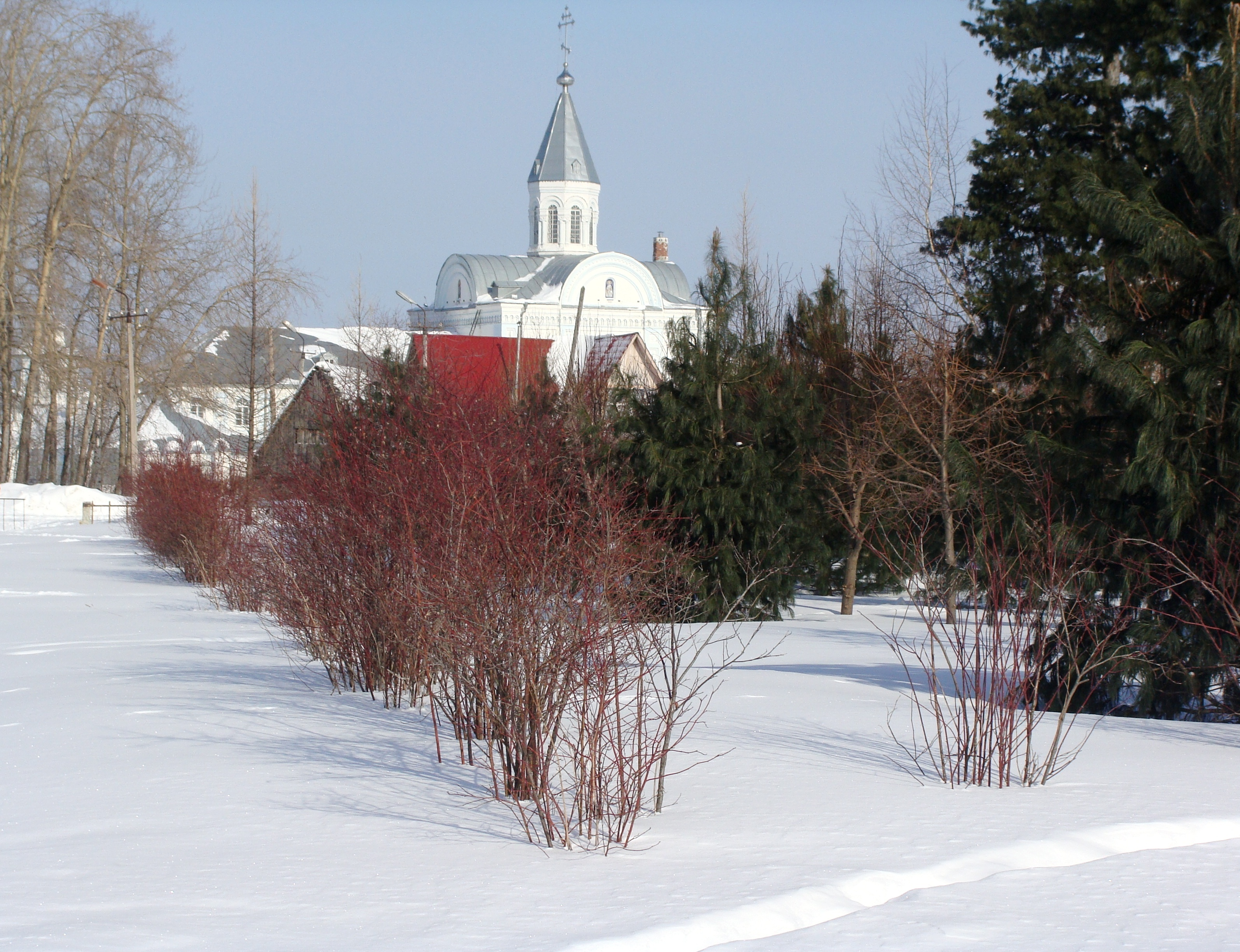
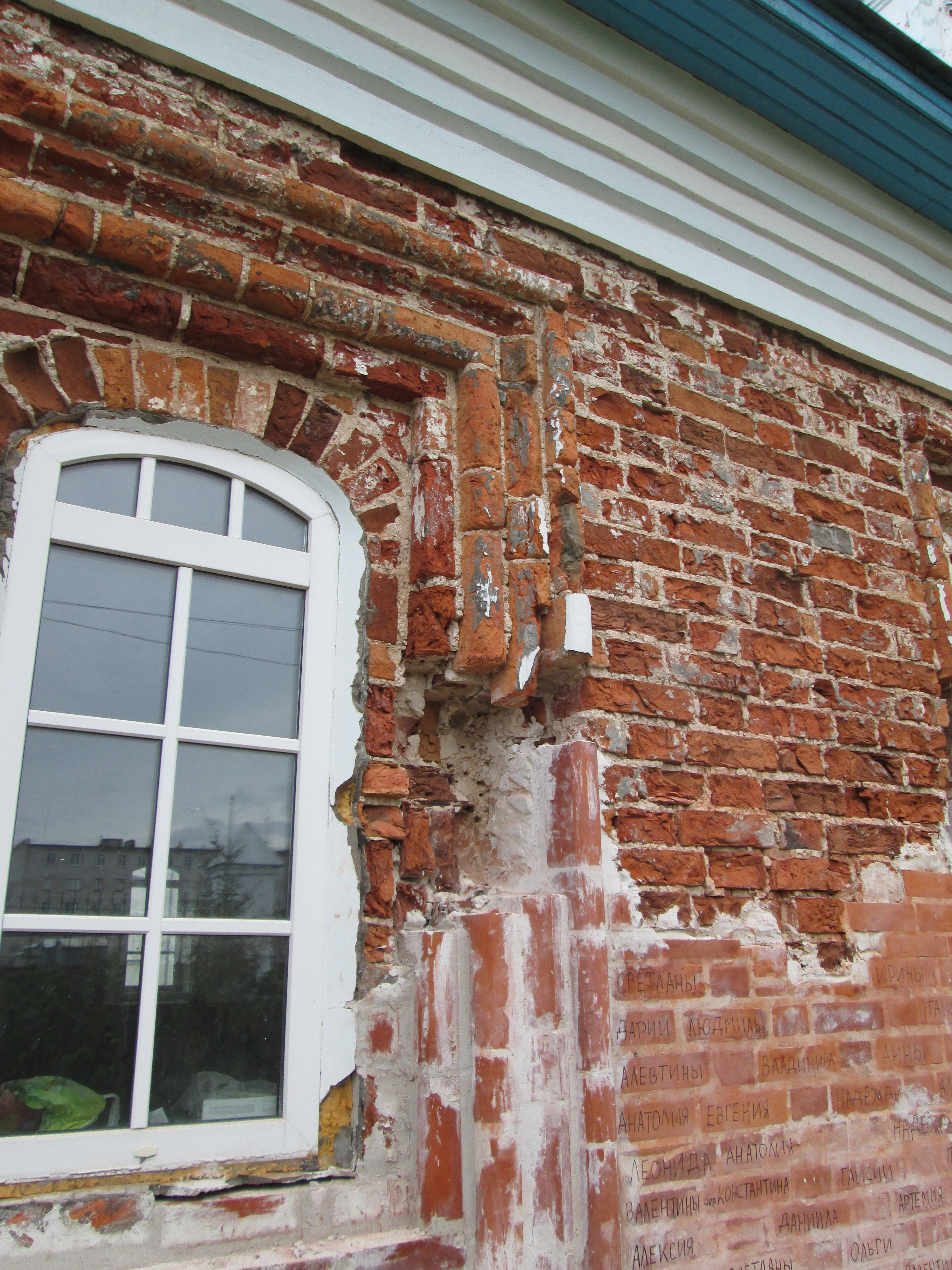

### Храм Спаса Нерукотворного
Каменный храм Спаса Нерукотворного построен в первой половине XVIII века на средства монастырской казны и был освящён в 1746 году. В 1897—1898 годах был проведён капитальный ремонт здания. Храм строился по образцам деревянных храмов трапезного типа, характерных для XVIII—XIX веков на севере европейской части Российской империи.

### Памятники
Одними из достопримечательностей Коряжмы являются памятники и скульптурные группы:

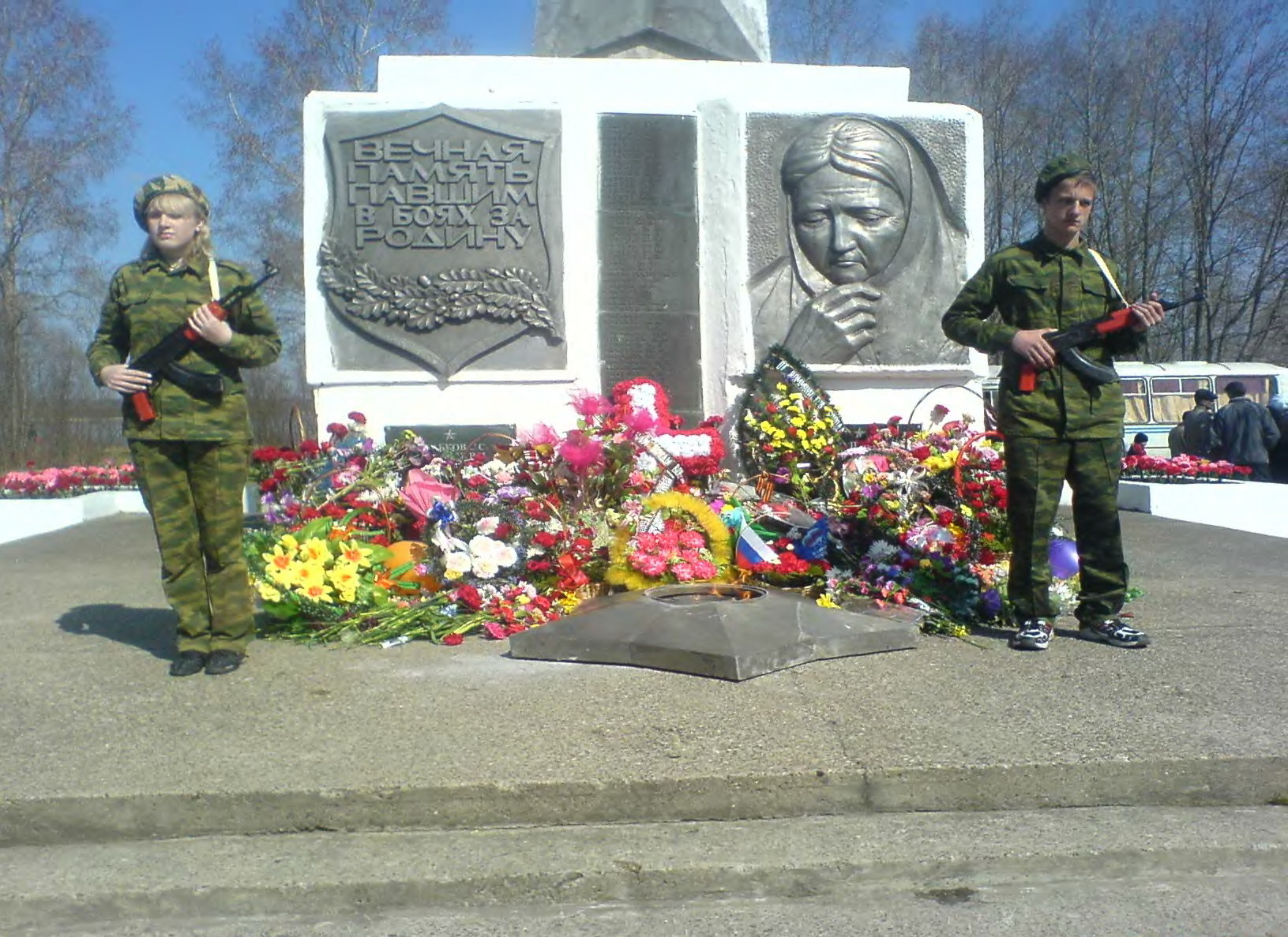
Празднование Дня Победы 9 мая 2008 у Обелиска Славы в архитектурном мемориальном ансамбле на берегу реки Вычегды

- памятник В. И. Ленину — первый памятник, расположенный в городе. Был установлен на одноимённой центральной площади в связи с развитием города[67].
- памятник герою Великой Отечественной войны Александру Матросову был поставлен в 1967 году возле школы № 11 (ныне — школа № 2). Скульптором является коряжемский мастер Евгений Рожковский[67].
- В 1980 году был открыт обелиск Славы в архитектурном мемориальном ансамбле на берегу реки Вычегды. Автором обелиска является художник Александр Андреевич Коптяев. Эскиз обелиска, макет, барельефы, надписи постамента и списки погибших выполнены руками Александра Андреевича Коптяева. Аллею Славы венчают с двух сторон постаменты со скульптурными символами флагов, звезд и автоматов, выполненные скульптором Е.В. Рожковским. Также Евгений Васильевич Рожковский является автором четырех постаментов со скульптурными барельефами солдат. Мемориальный ансамбль Аллея Славы в Коряжме посвящён погибшим жителям во время Великой Отечественной войны[67].
- Памятник Михайло Васильевичу Ломоносову был установлен в октябре 1981 года в связи с 270-летием учёного и принадлежностью его Архангельской земле. Является уменьшенной копией памятника, находящегося перед МГУ. Автор памятника — народный художник СССР Томский, скульптура выполнена под руководством скульптора Рожковского[67].
- Памятник первостроителям Коряжмы, открытый 15 ноября 2008 года. Представляет собой монумент с низким постаментом в виде кирпичной стены, рядом с которой располагается возвышающаяся стрела строительного крана (справа) и строительная каска (слева). Сооружён к 55-летию треста № 6 Главархангельскстроя, автор проекта — третий мэр города Валерий Елезов, идейный вдохновитель — ветеран треста Николай Ларионов[68].
- Также недолгое время, начиная с 1964 года рядом со школой № 14 (ныне — школа № 4) располагался памятник Бонивура, посвящённый Виталию Бонивуру, герою гражданской войны. В связи с погодными условиями и ненадлежащим использованием со временем памятник разрушился. Ныне остался лишь постамент[67].

### Парк «Кедровая роща»
Также в городе расположился парк «Кедровая роща» площадью 17316,9 м² — памятник природы местного значения. Её посадили монахи в 1660—1670 годах. В начале XX века это была самая крупная кедровая роща на европейском Севере. Ученые-лесоводы считают, что она являлась источником распространения кедра по берегам Северной Двины. В 1979 году Коряжемская роща была объявлена памятником природы. Рядом со старой рощей высаживали саженцы. Благодаря усилиям членов общества ВООПИК и администрации города гибель рощи была приостановлена.
На территории рощи находятся:
- основные посадки сосны кедровой сибирской (кедр) Pinus sibirika Du Tour;
- сопутствующие посадки лиственницы сибирской Larics sibirica Lbd для формирования аллей;
- сопутствующие посадки липы мелколистной Tilia cordata Mill (подгон для кедра);
- крупнокустарниковые сопутствующие посадки живой изгороди из сирени обыкновенной, сирени венгерской, шиповника морщинистого.[71]

В 1922 году на территории кедровой рощи произрастало 358 кедров. Возраст отдельных деревьев в 1922 году составлял 250—300 лет.
Владимир Чивилихин «Слово о кедре»:

Помню, приехал я несколько лет назад на строительство Котласского целлюлозно-бумажного комбината и рядом со стройкой, у стен старинного Коряжемского монастыря, увидел прекрасную кедровую рощу стволов в триста… В Коряжме я разыскал древнего деда. Он, ссылаясь на множество свидетелей, клялся, будто роща давала «по сто кулей шишек в год, на десяти возах отвозили».

С 1998 года начаты работы по её восстановлению, работы ведутся по проекту, который прошёл государственную экологическую экспертизу. В роще дополнительно высажены 550 молодых кедров, 350 лиственниц, вдоль дорожек появились кусты шиповника. В 2006 году проведены подсадки 89 молодых кедров. В 2007 году проводились работы по внесению удобрений, скашиванию травы, поливу в жаркий период, углублению и чистке дренажных систем, организована охрана кедровой рощи.
Создан питомник по выращиванию саженцев липы (502) и лиственницы (111) для озеленения улиц и парков города.

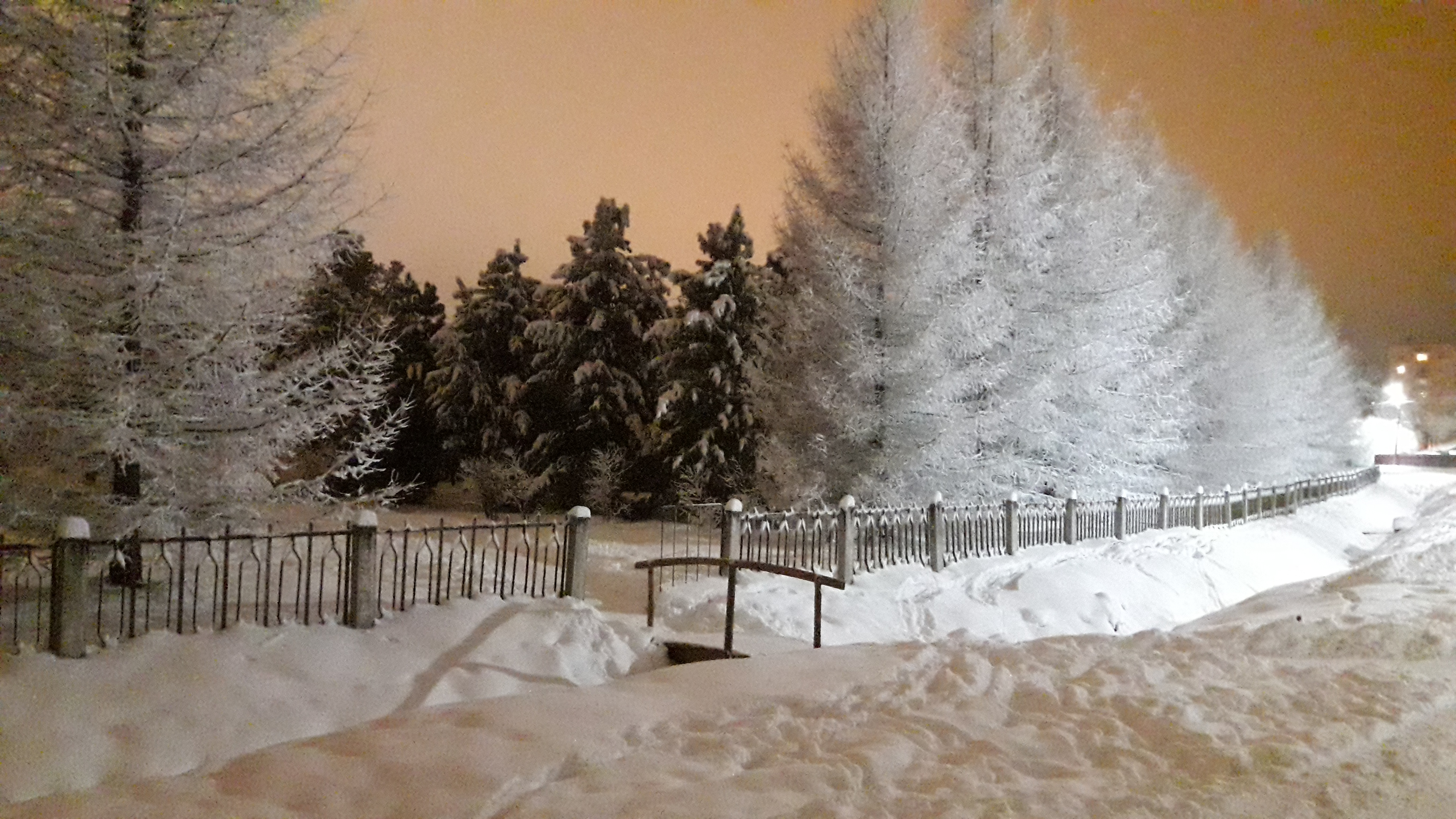
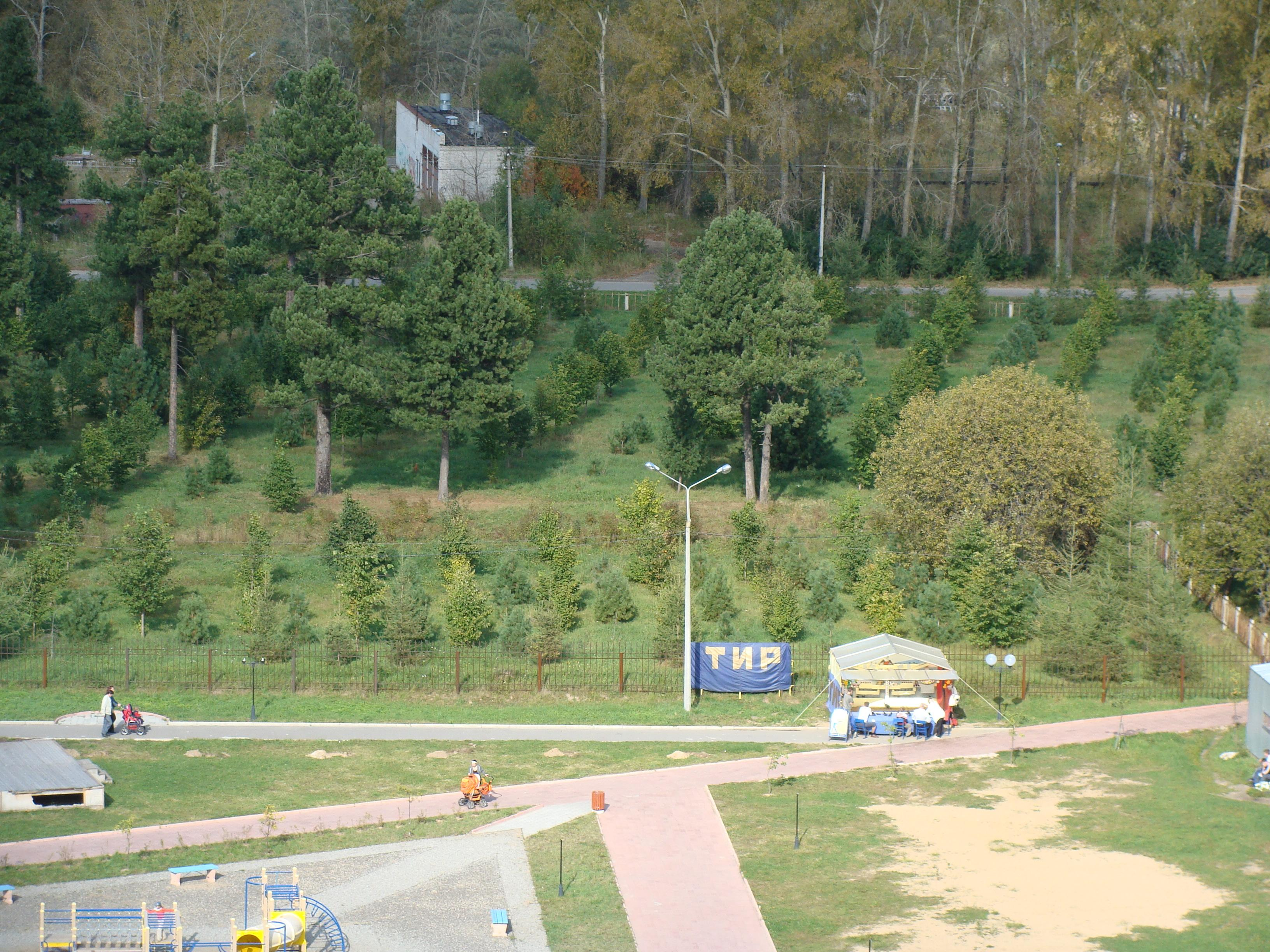
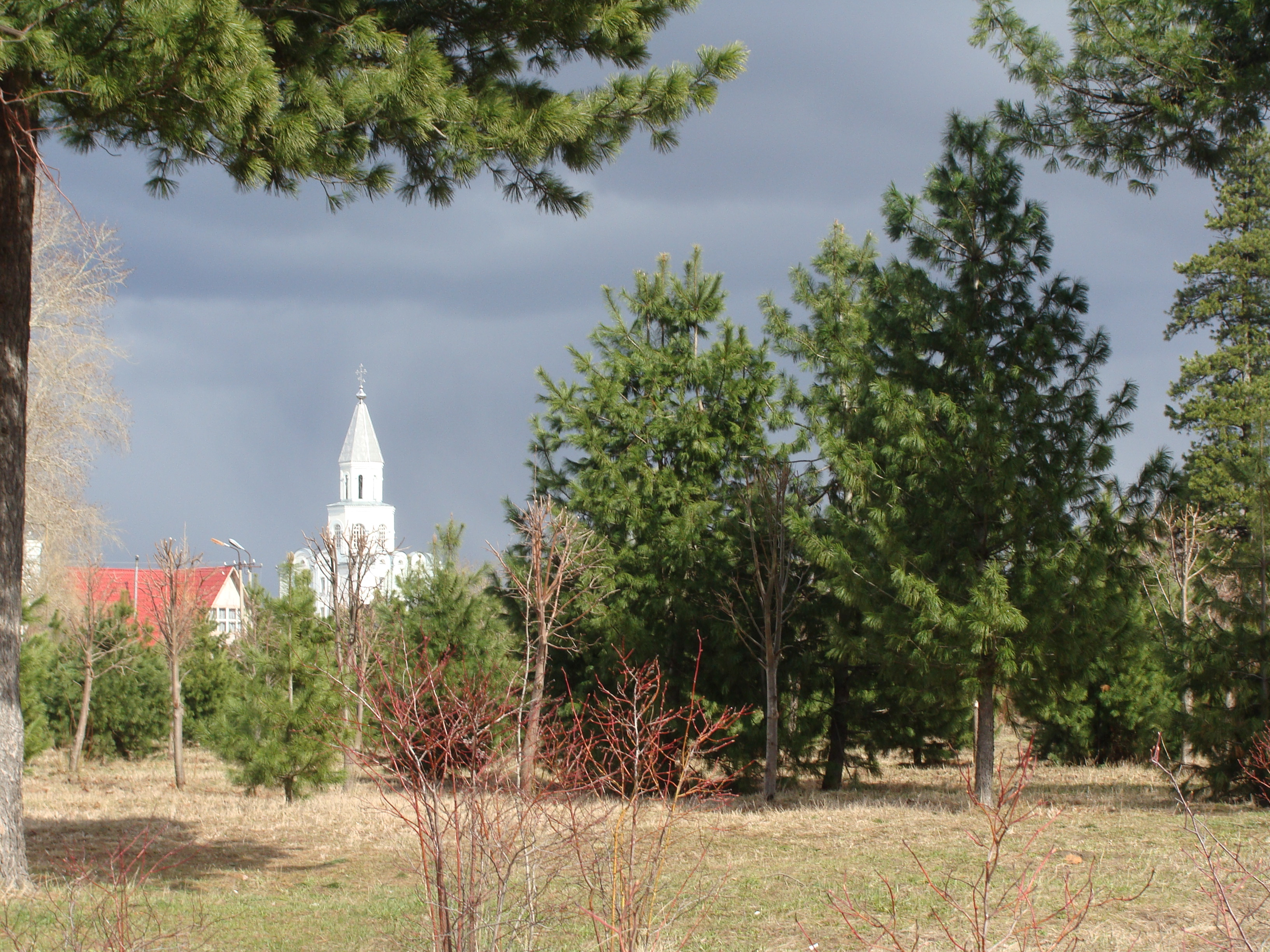
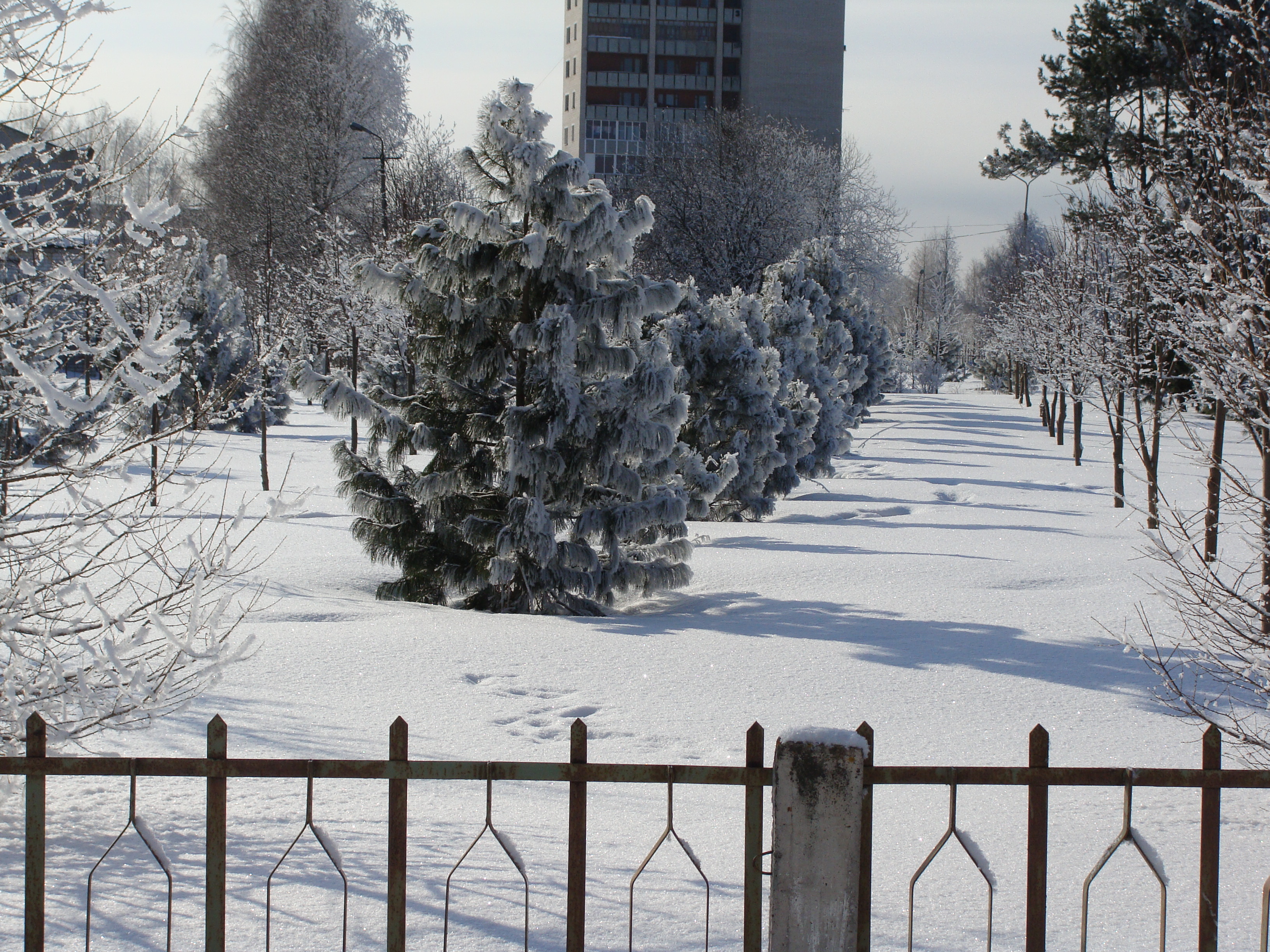
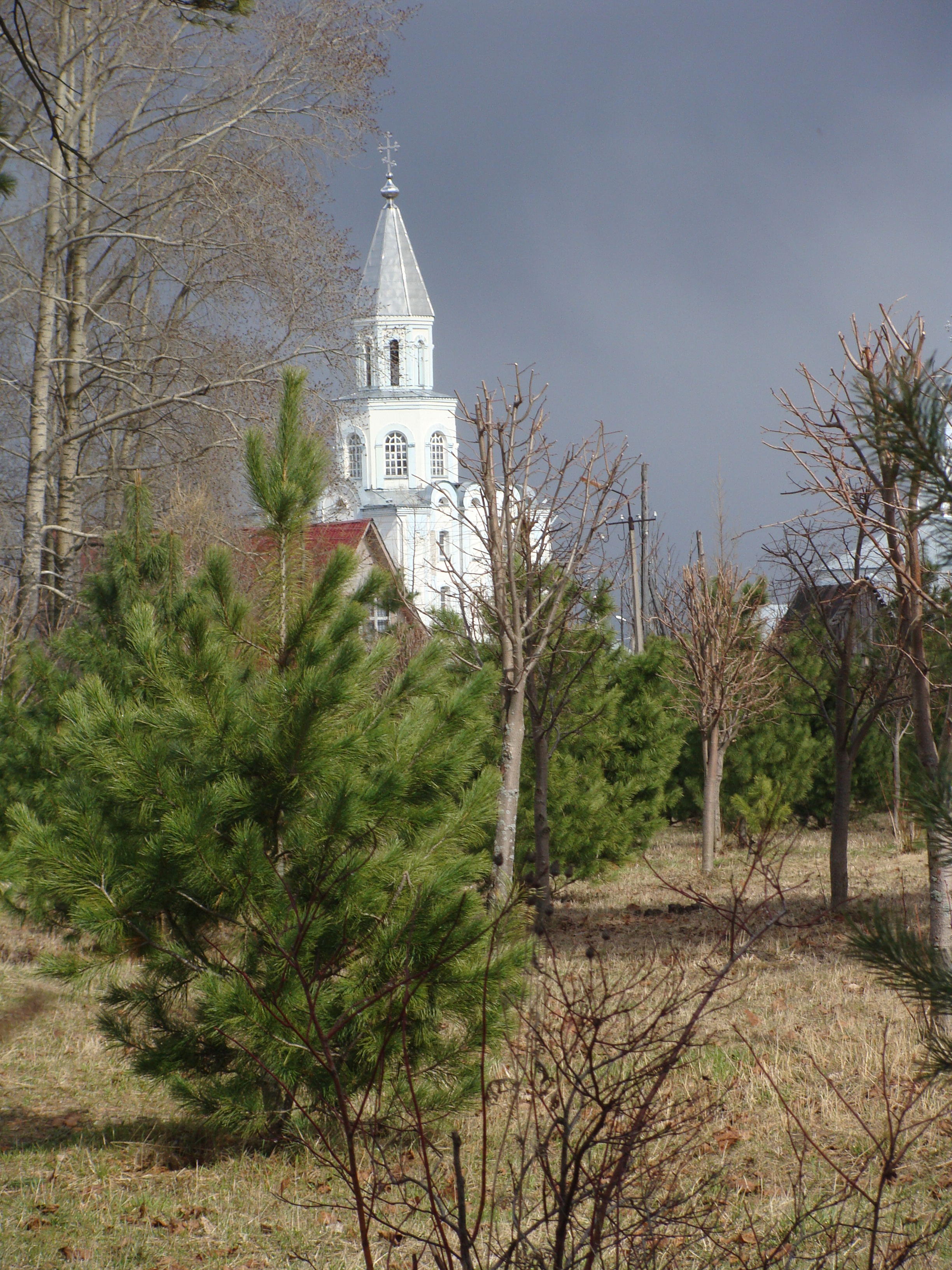
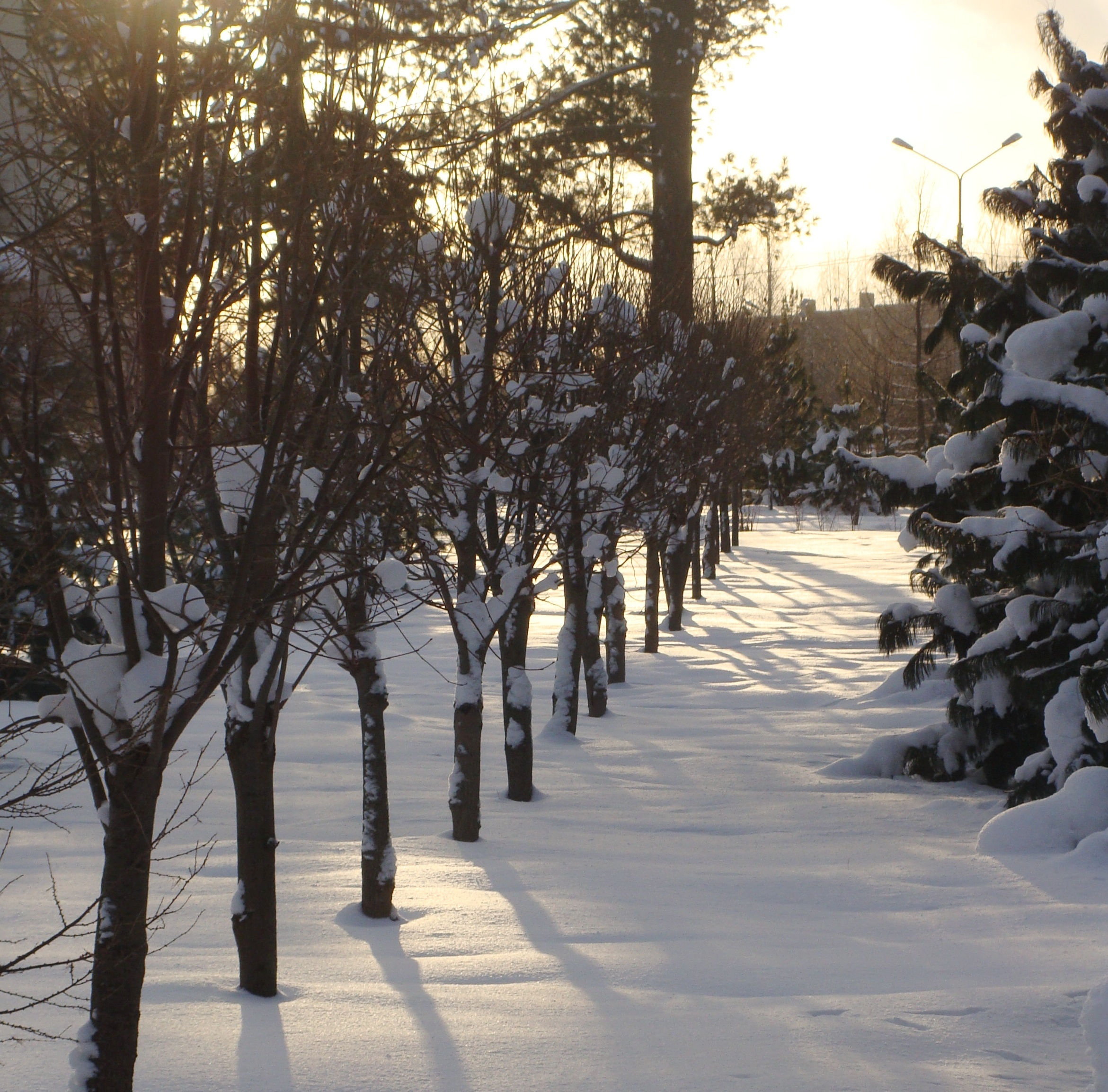
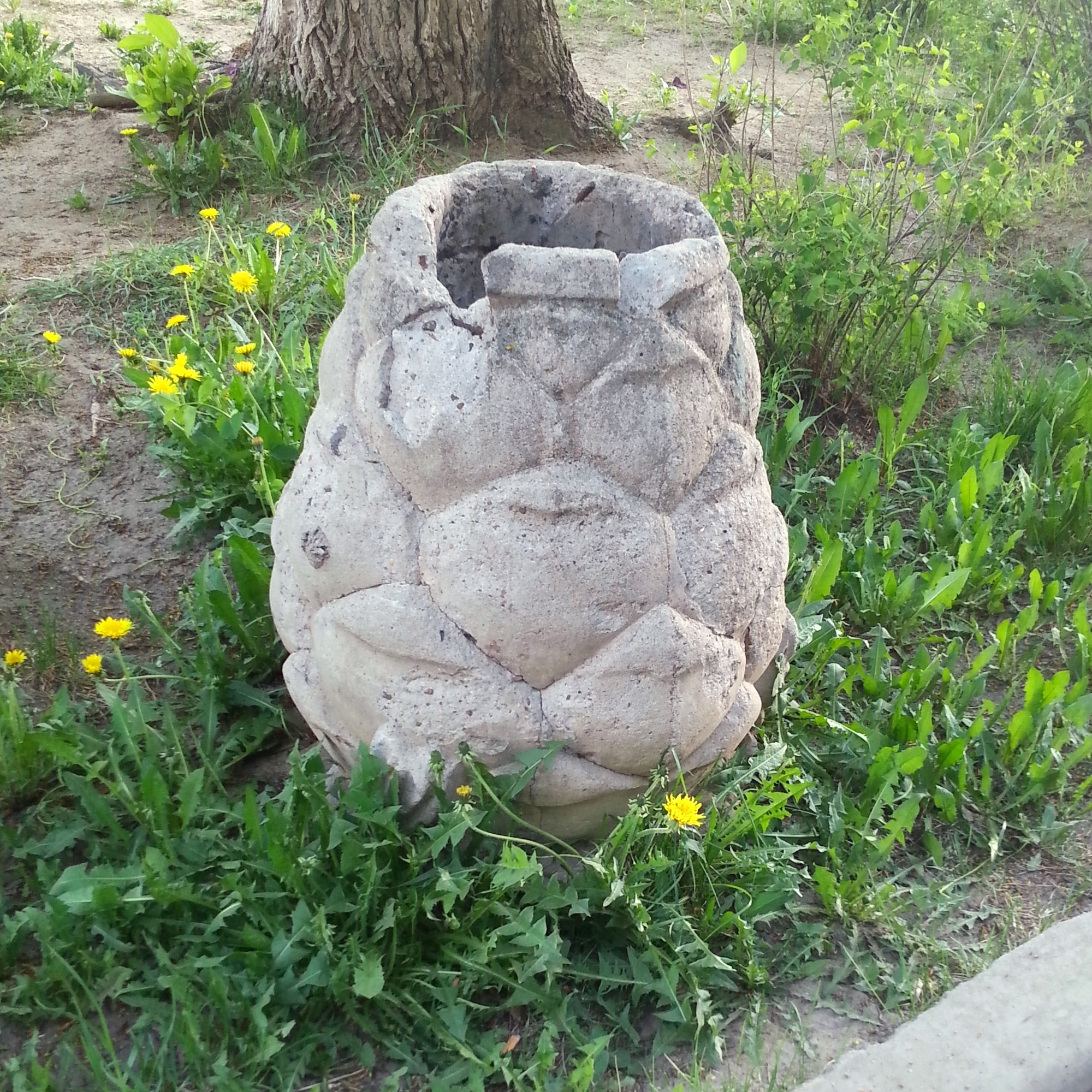
Урна в виде кедрового ореха. Ранее были в большом количестве в городе. Сейчас осталось несколько штук

### Реки и водоемы Коряжмы

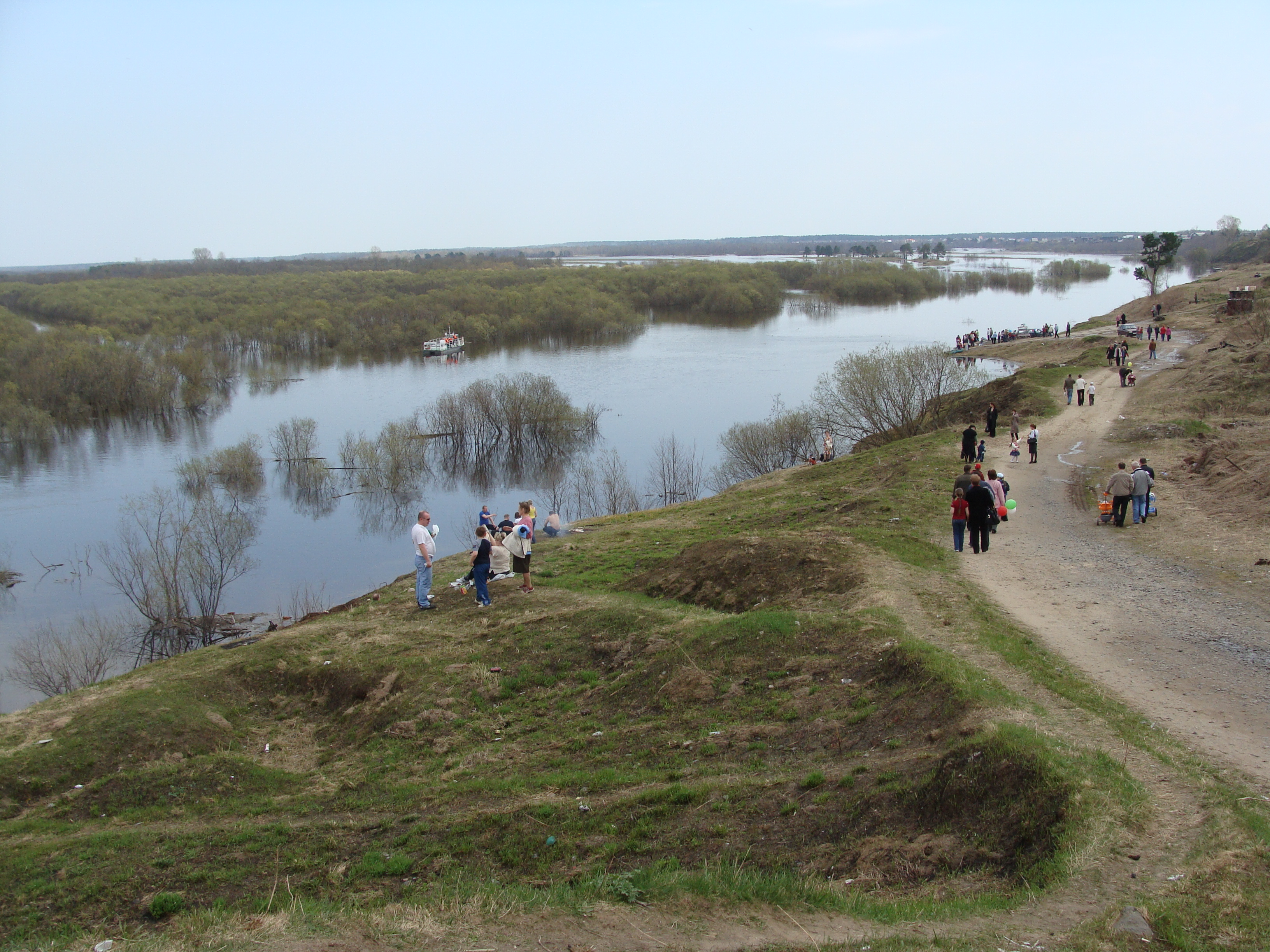
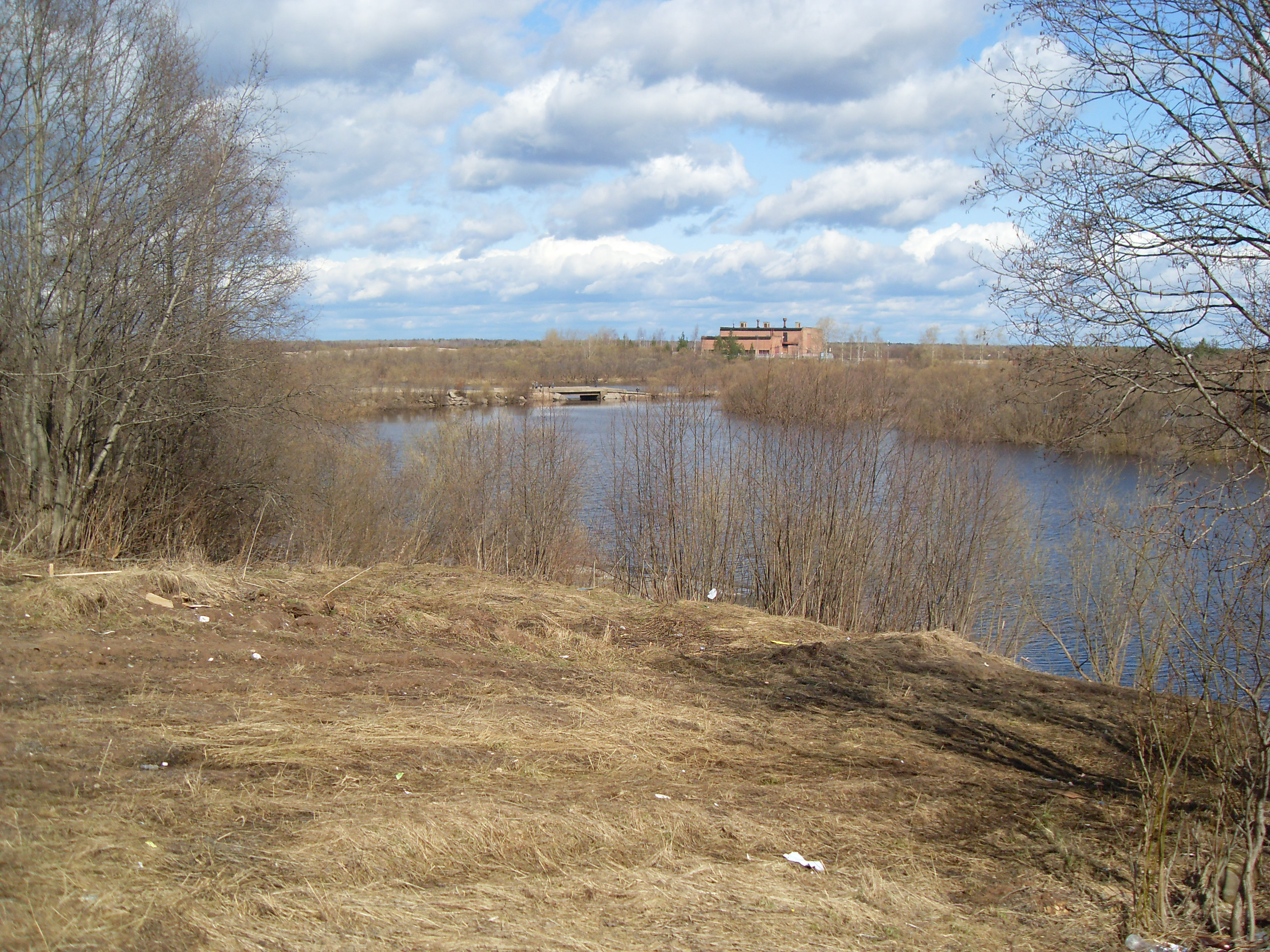
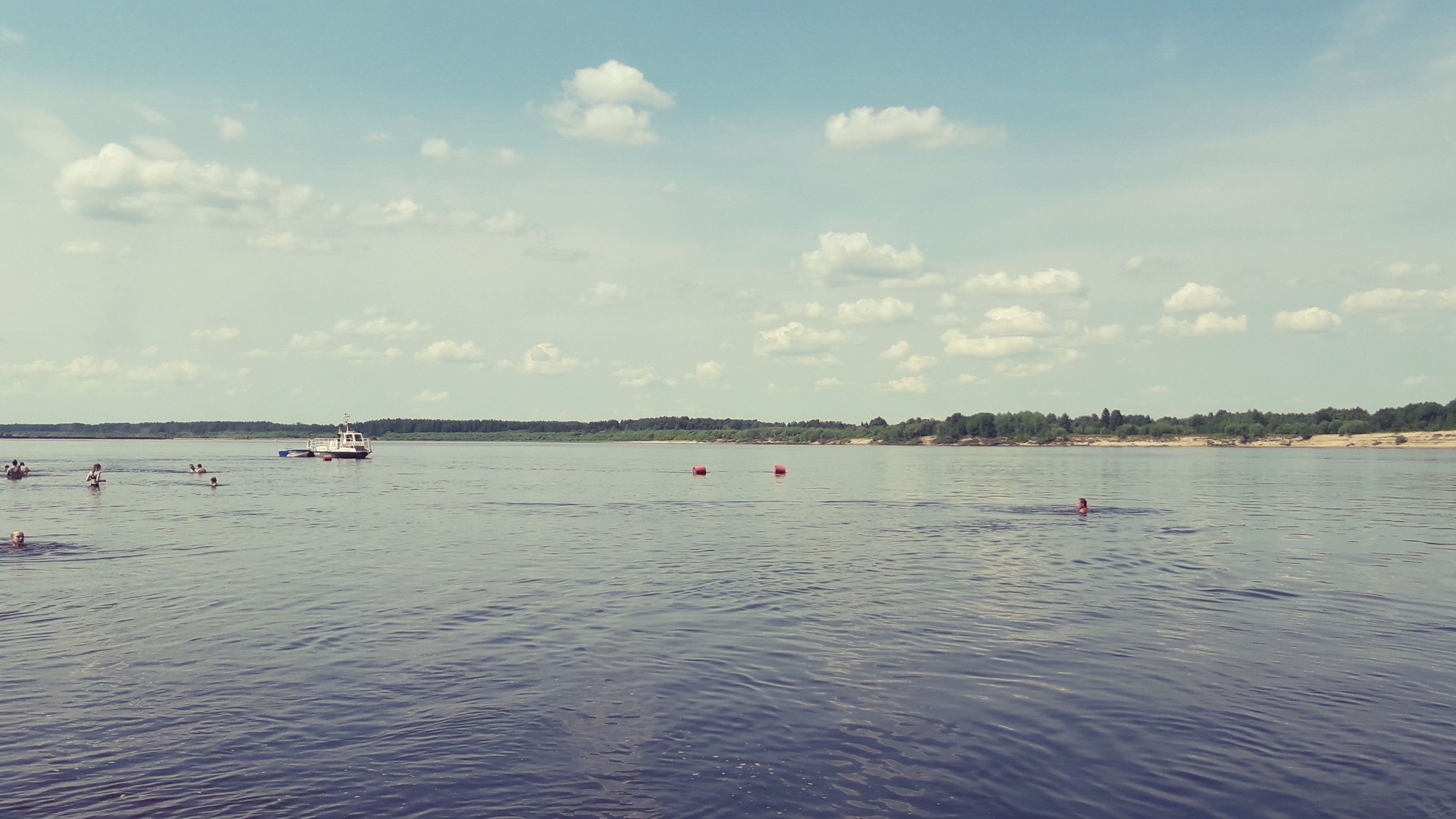
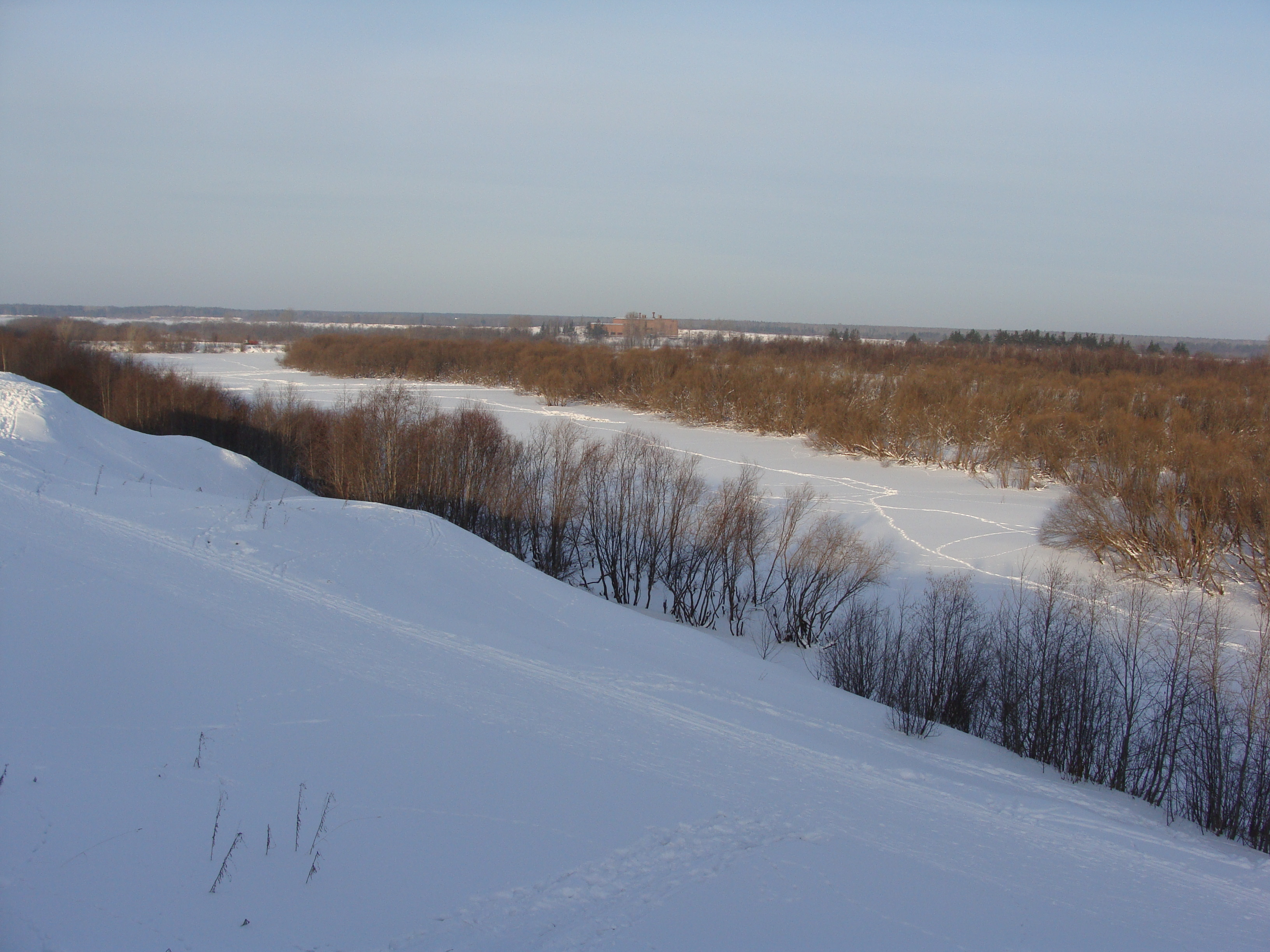
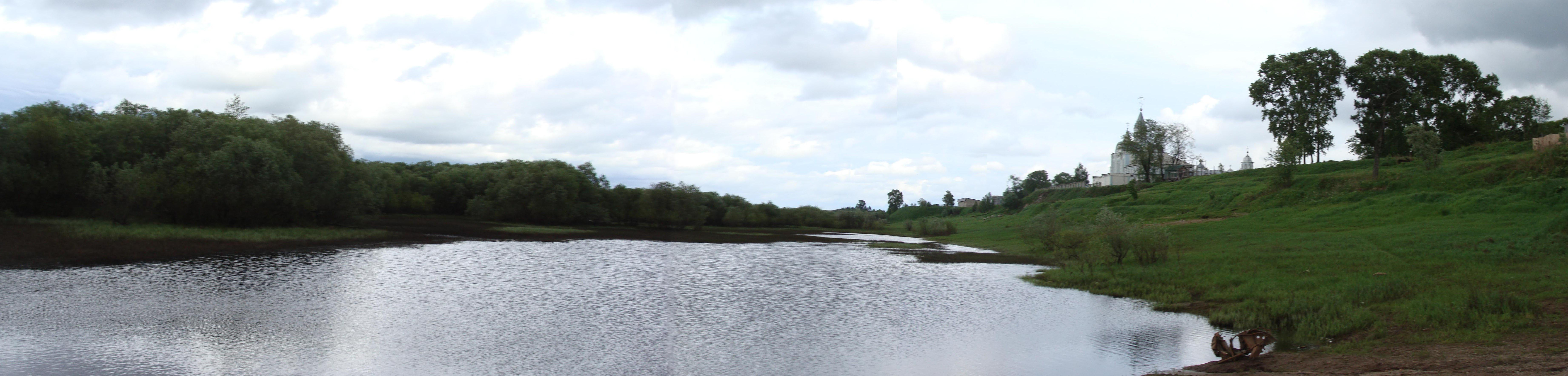
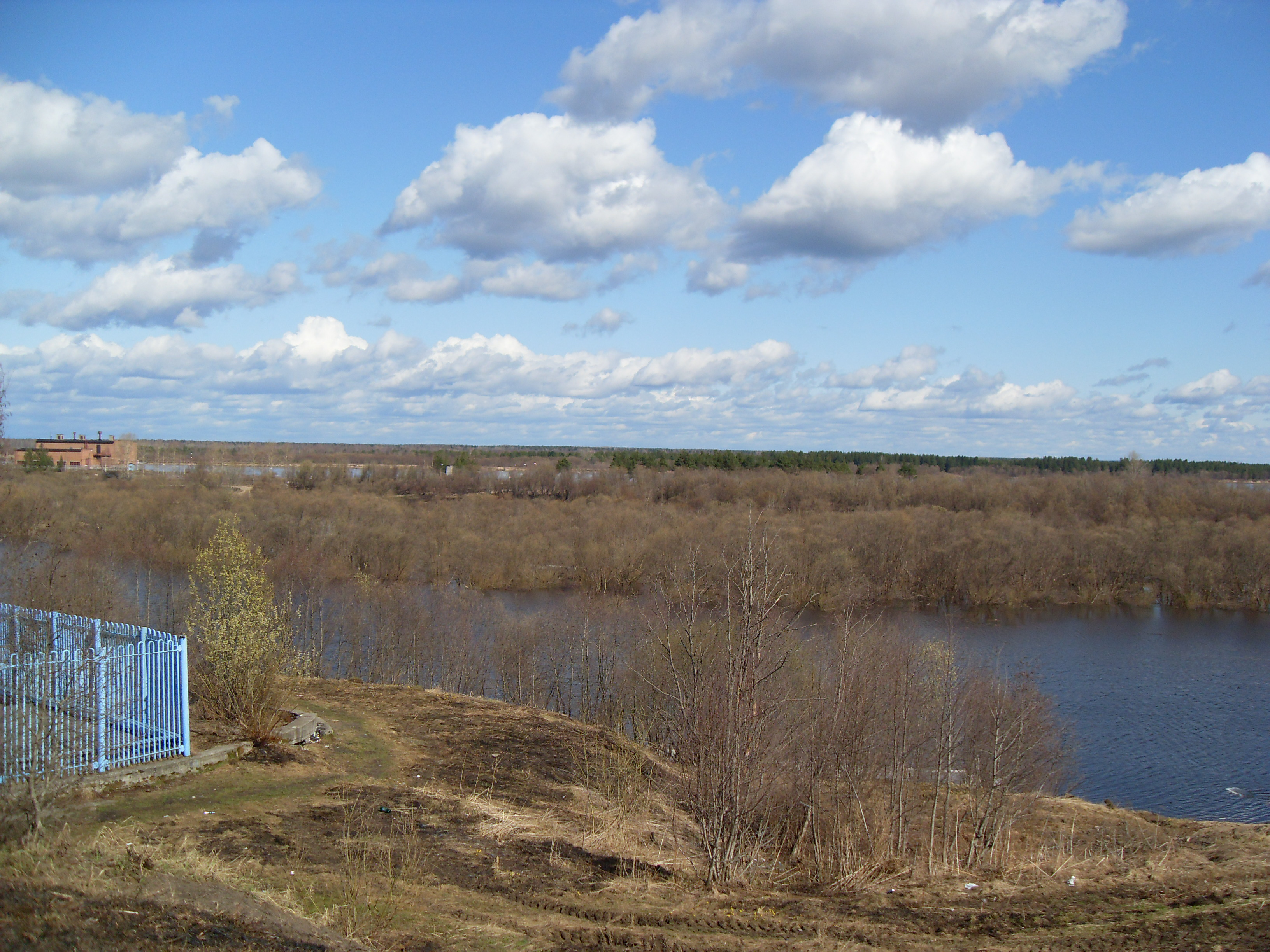
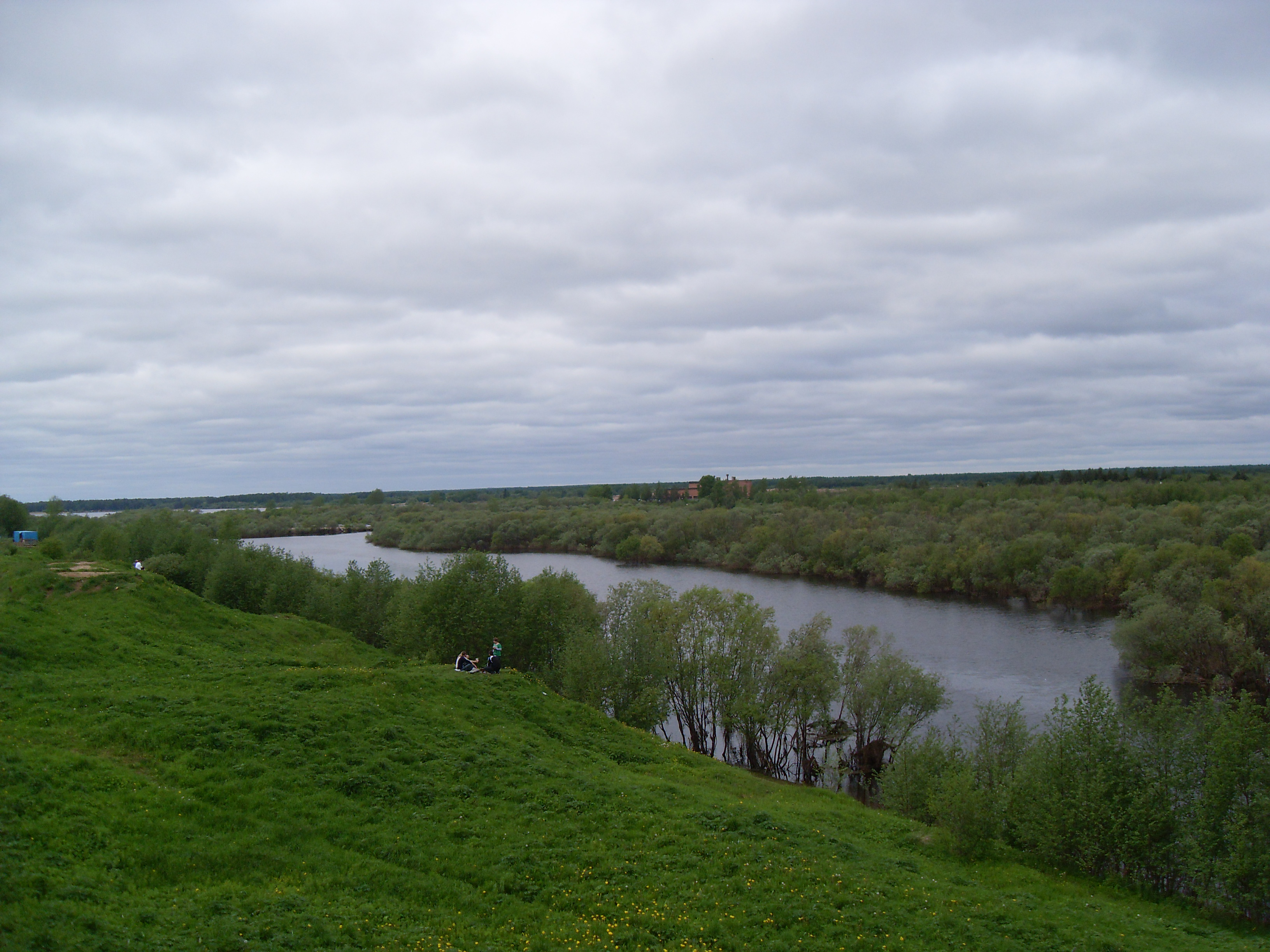
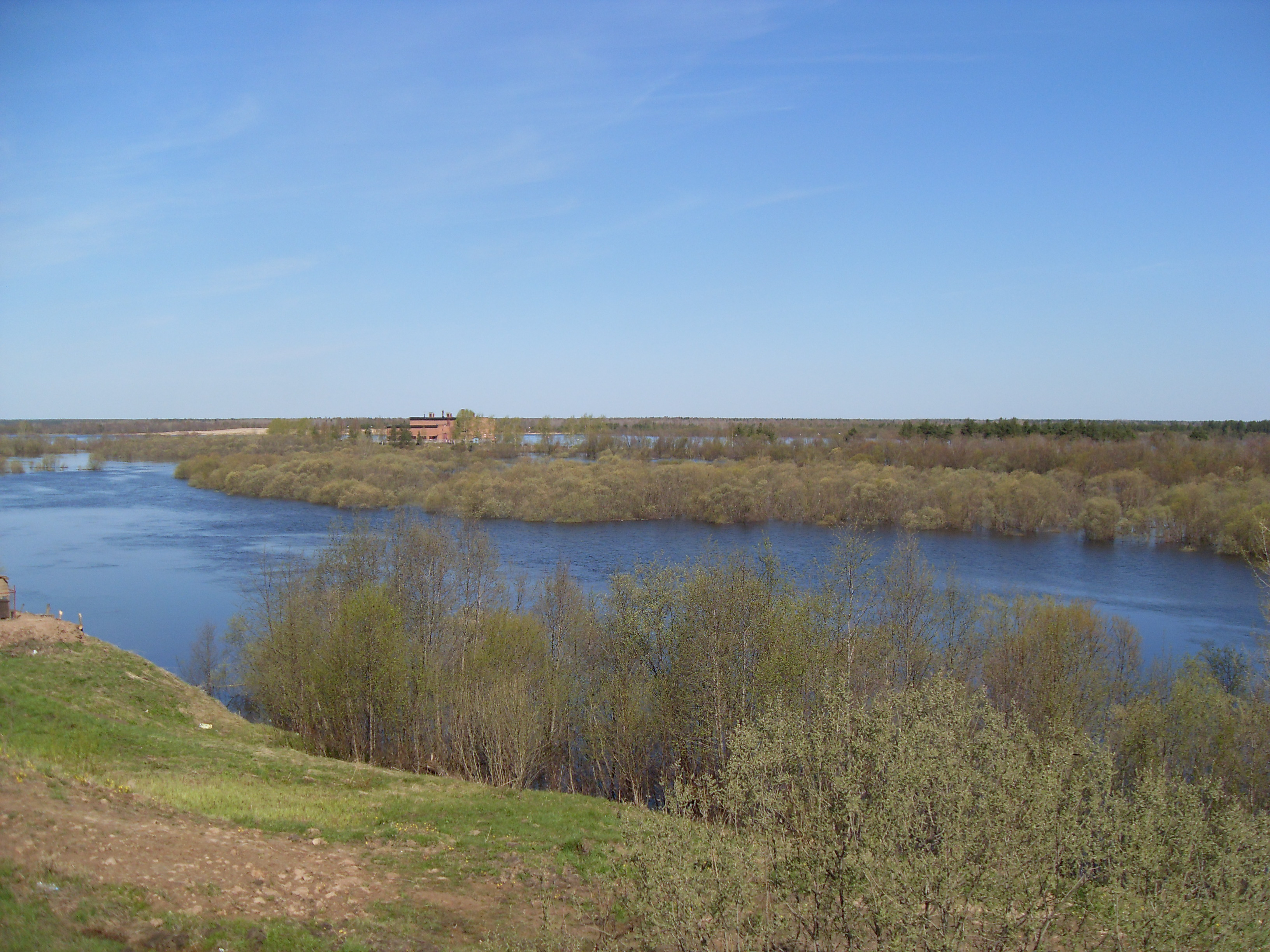
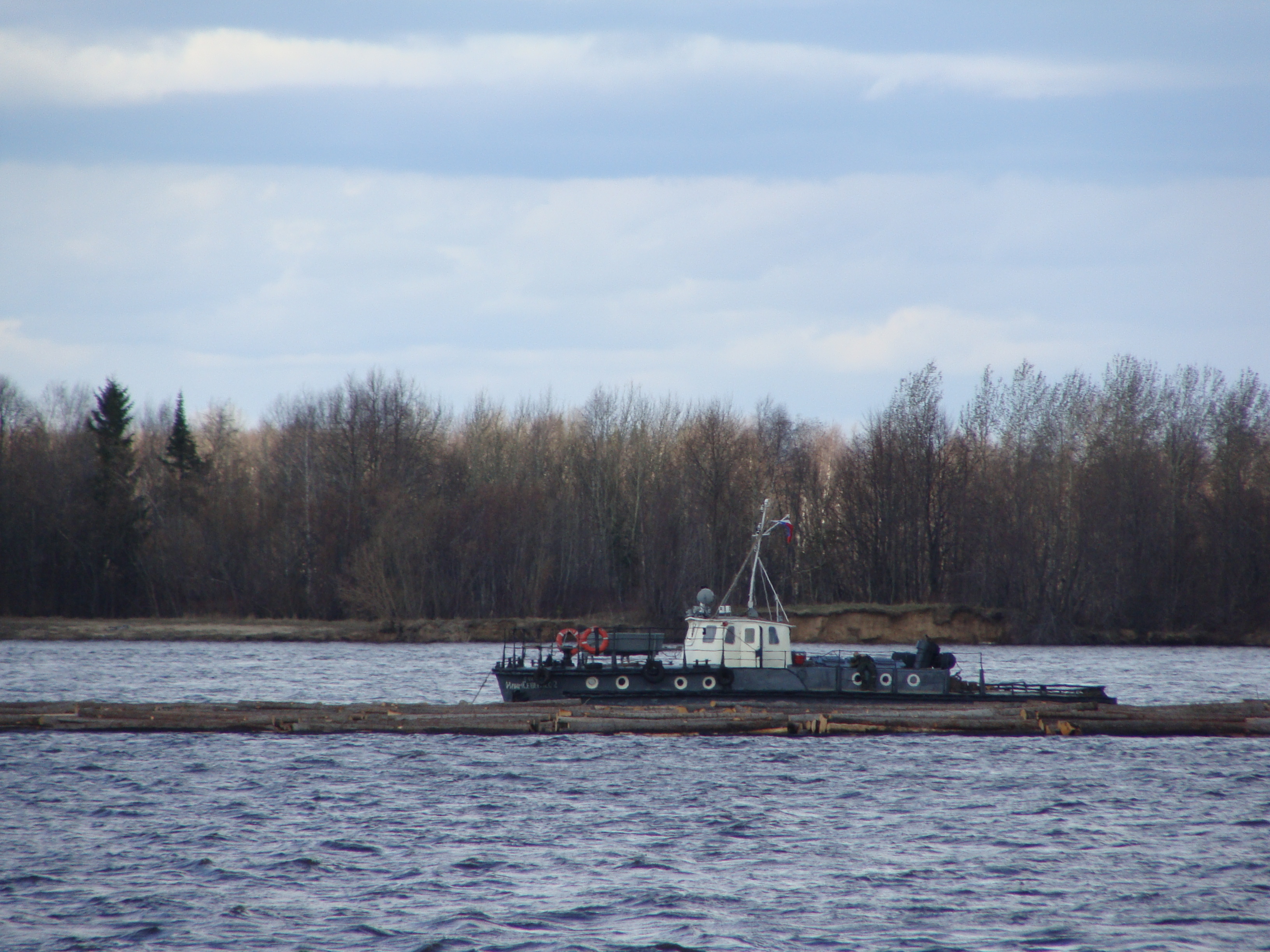
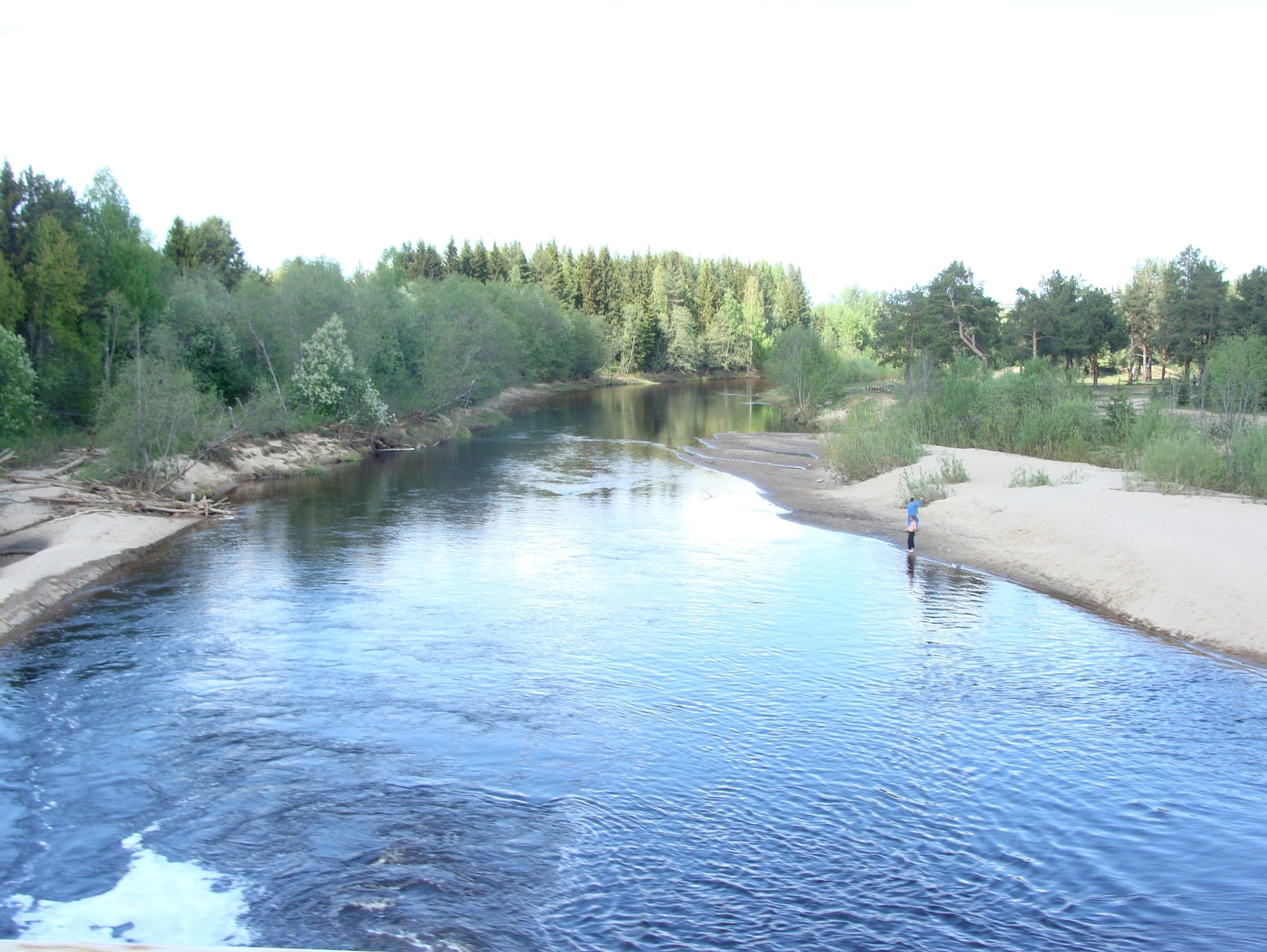
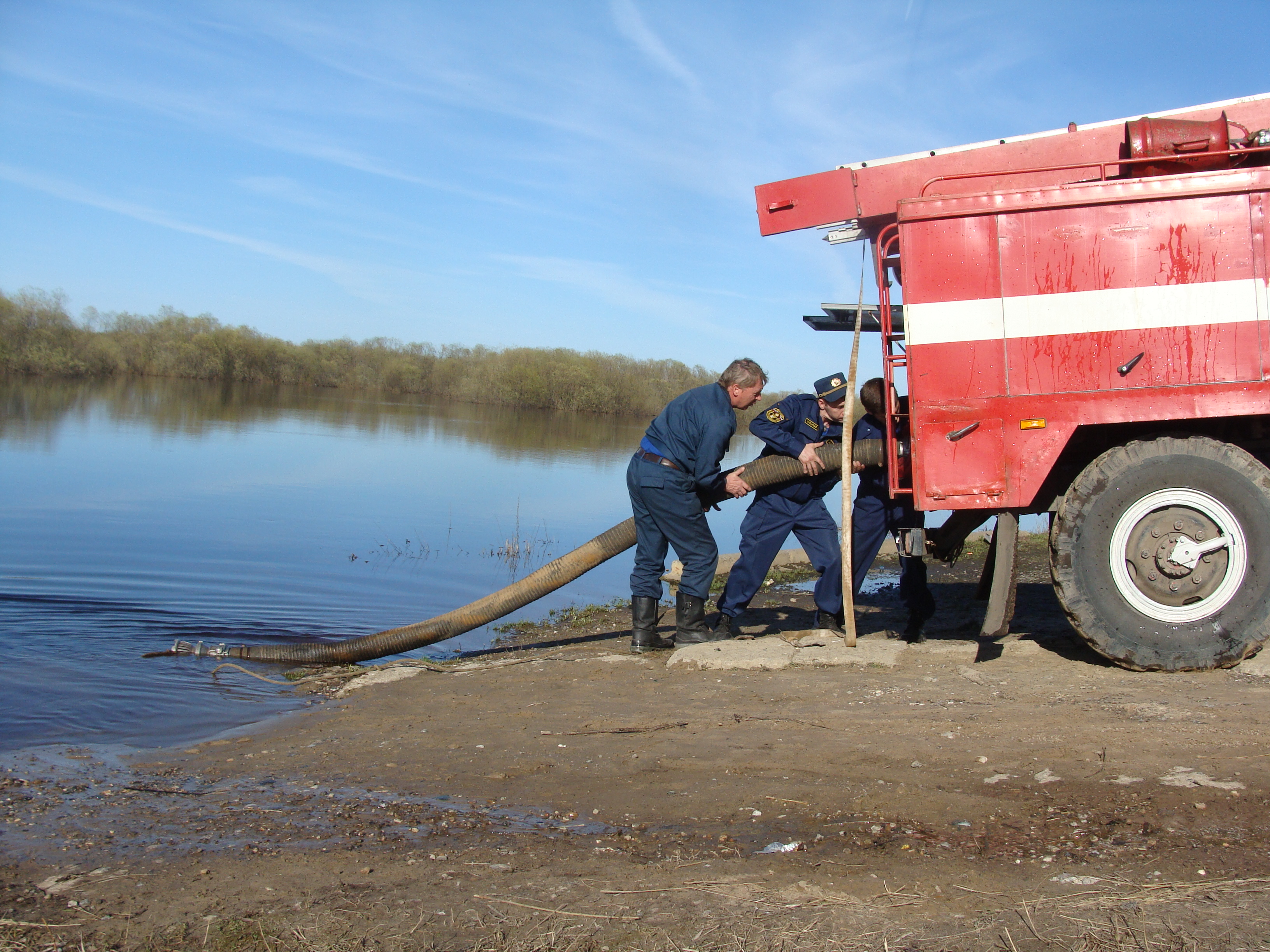
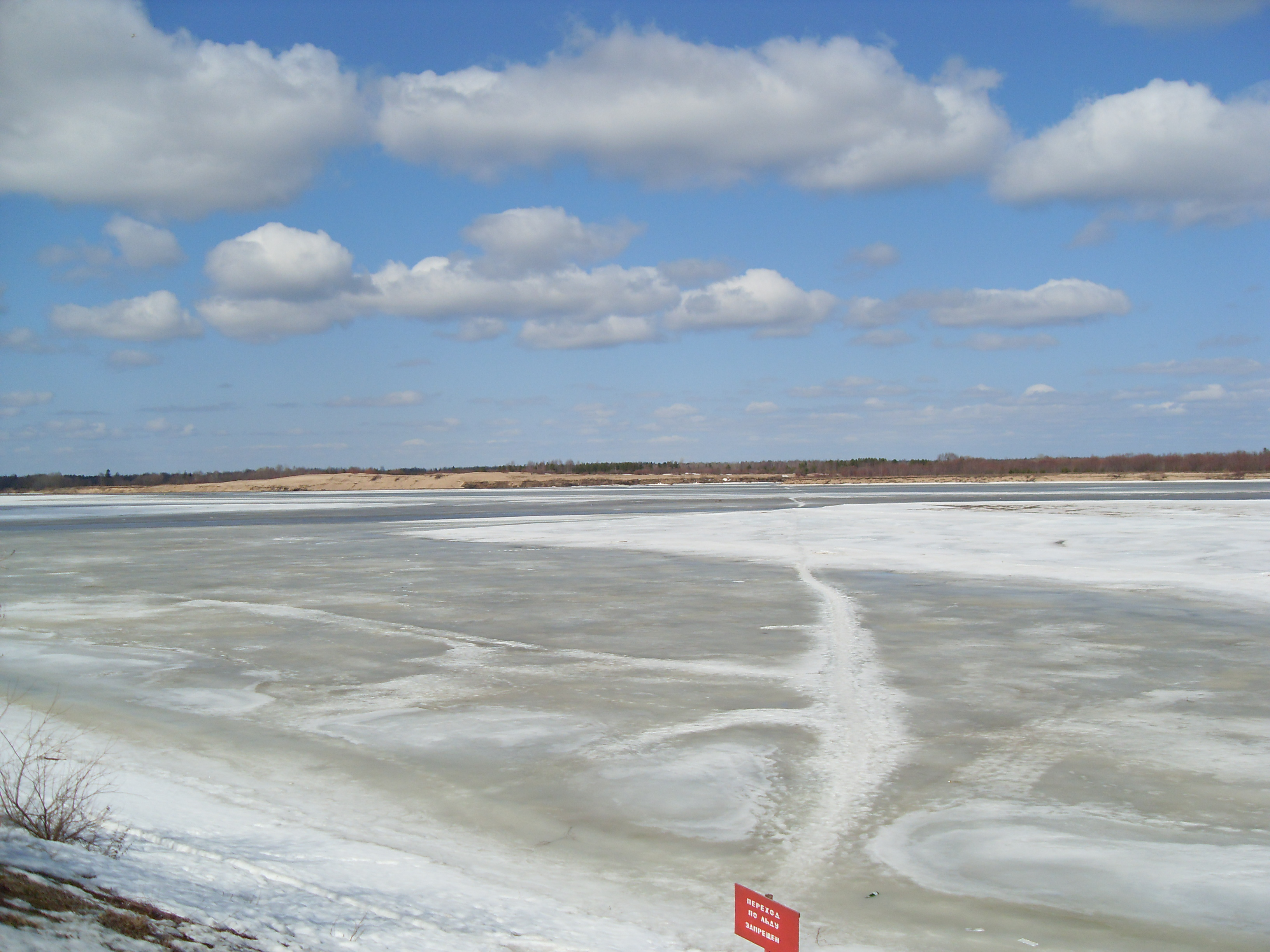
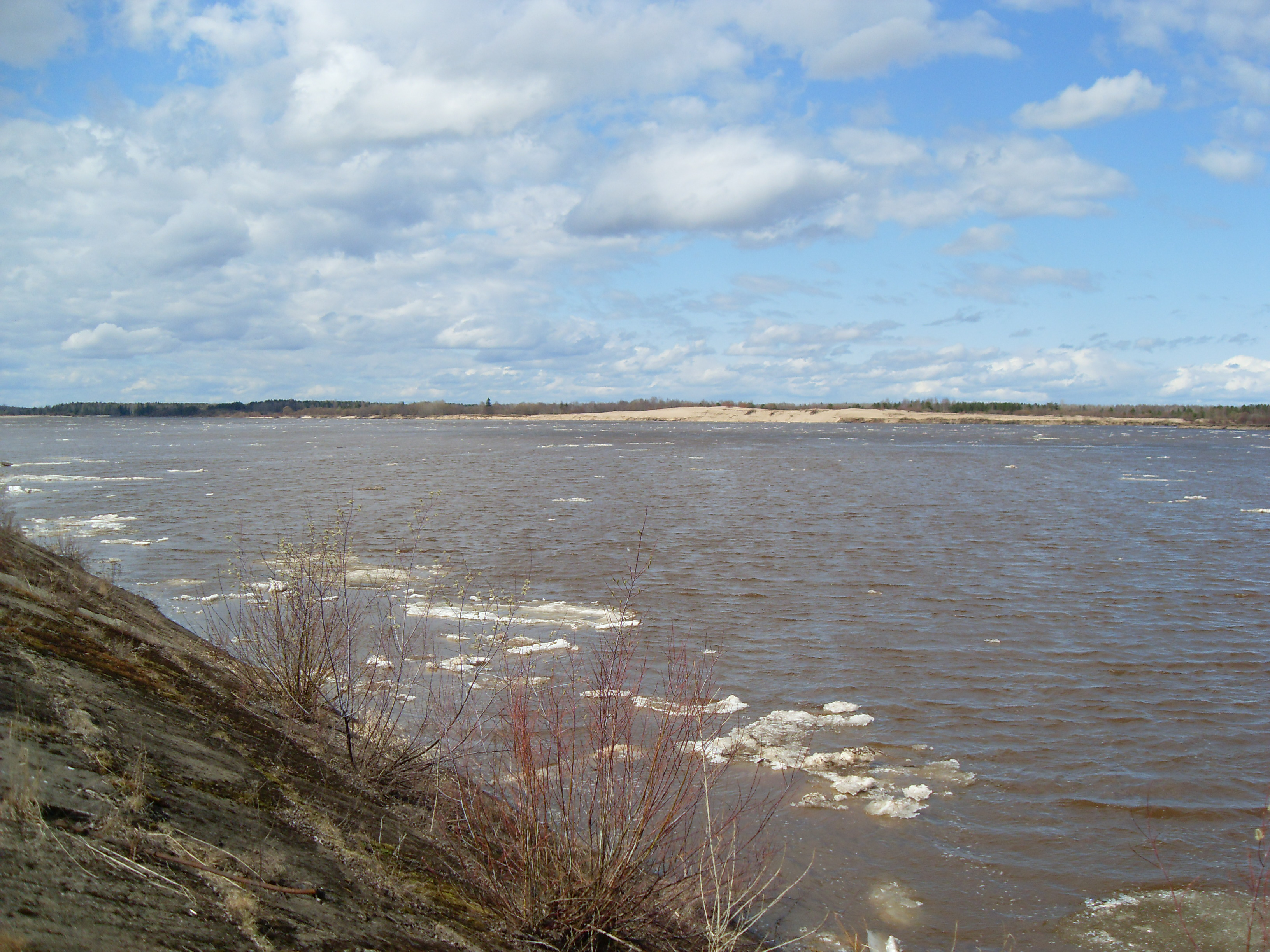
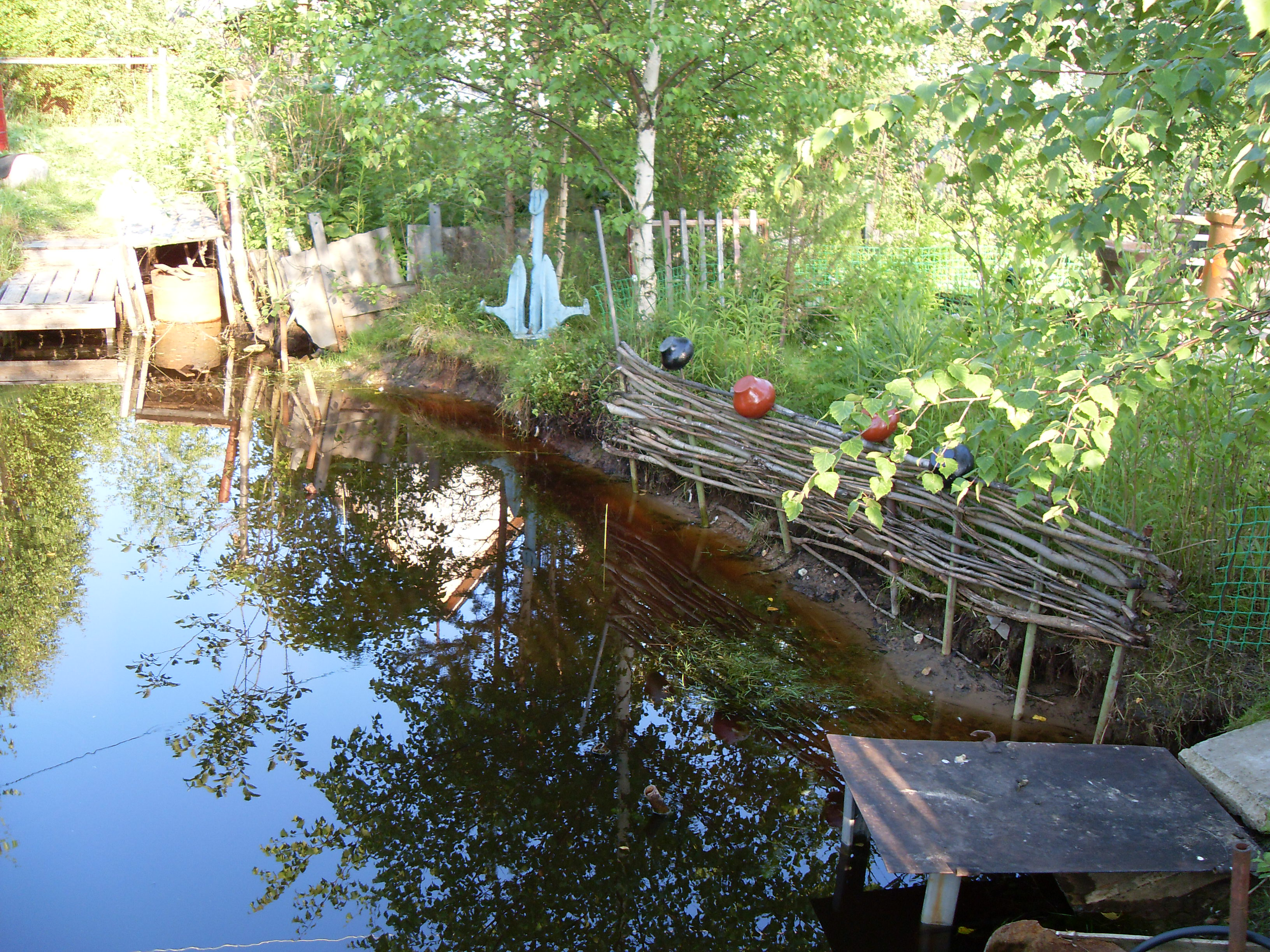
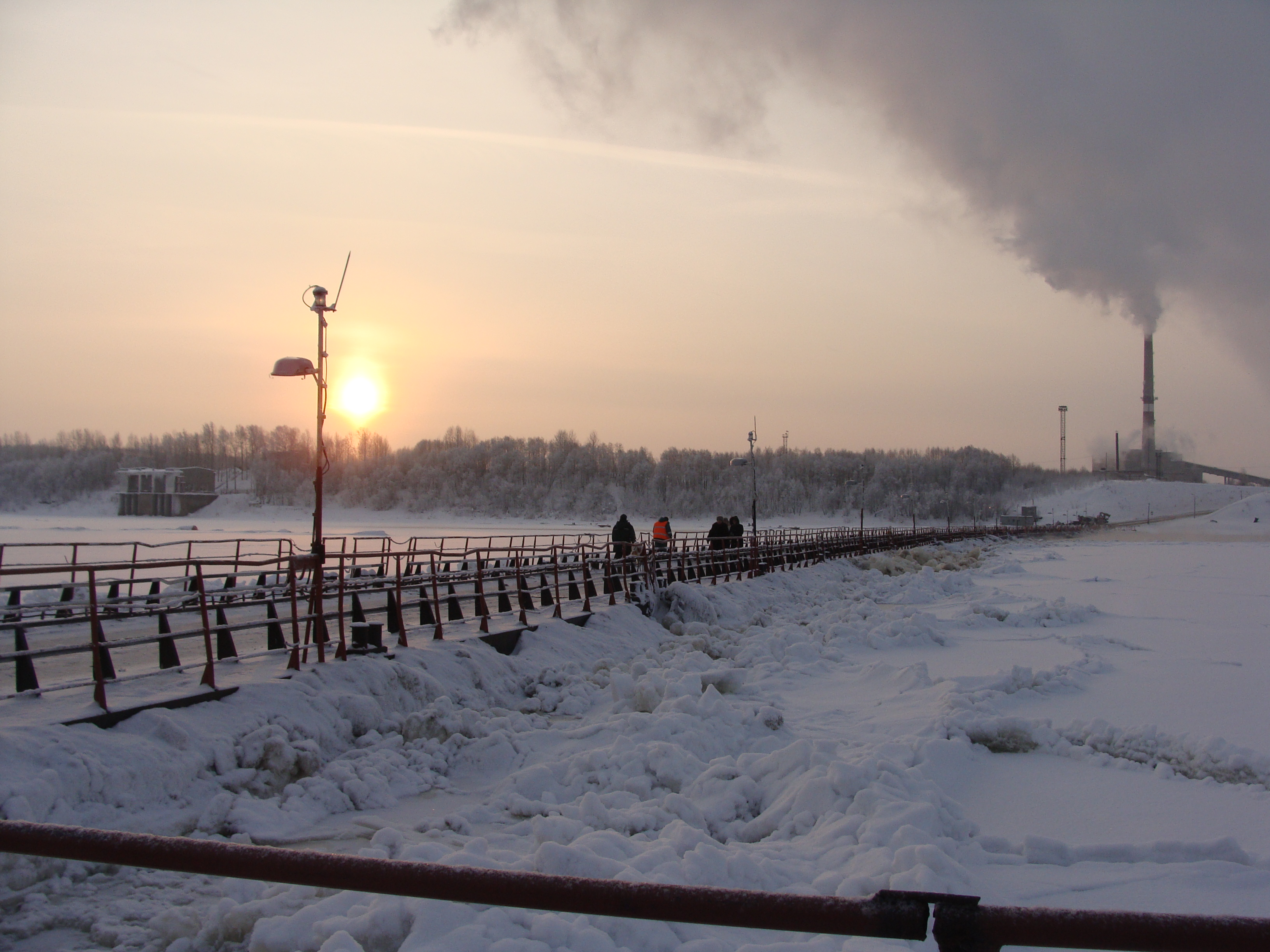
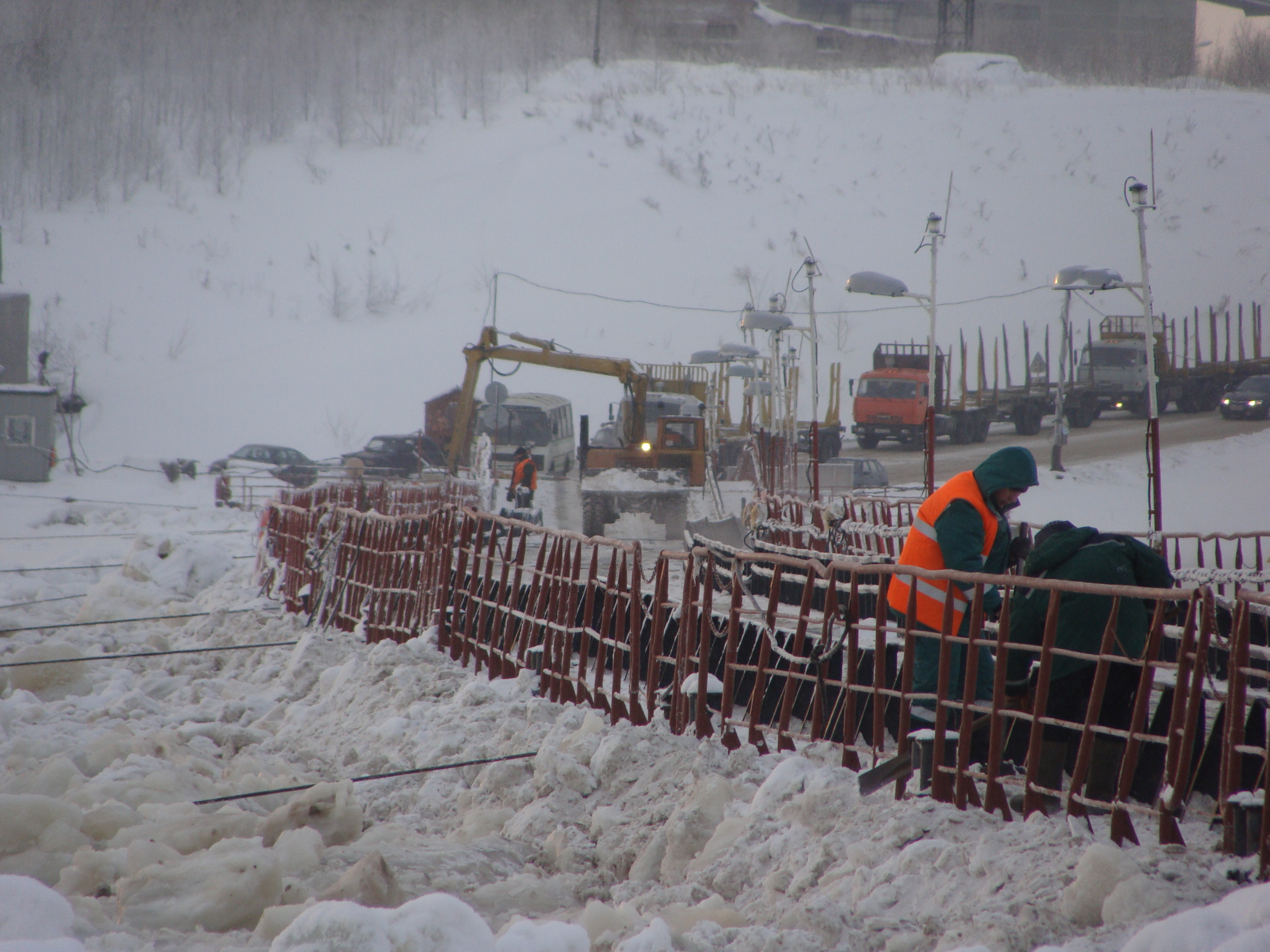
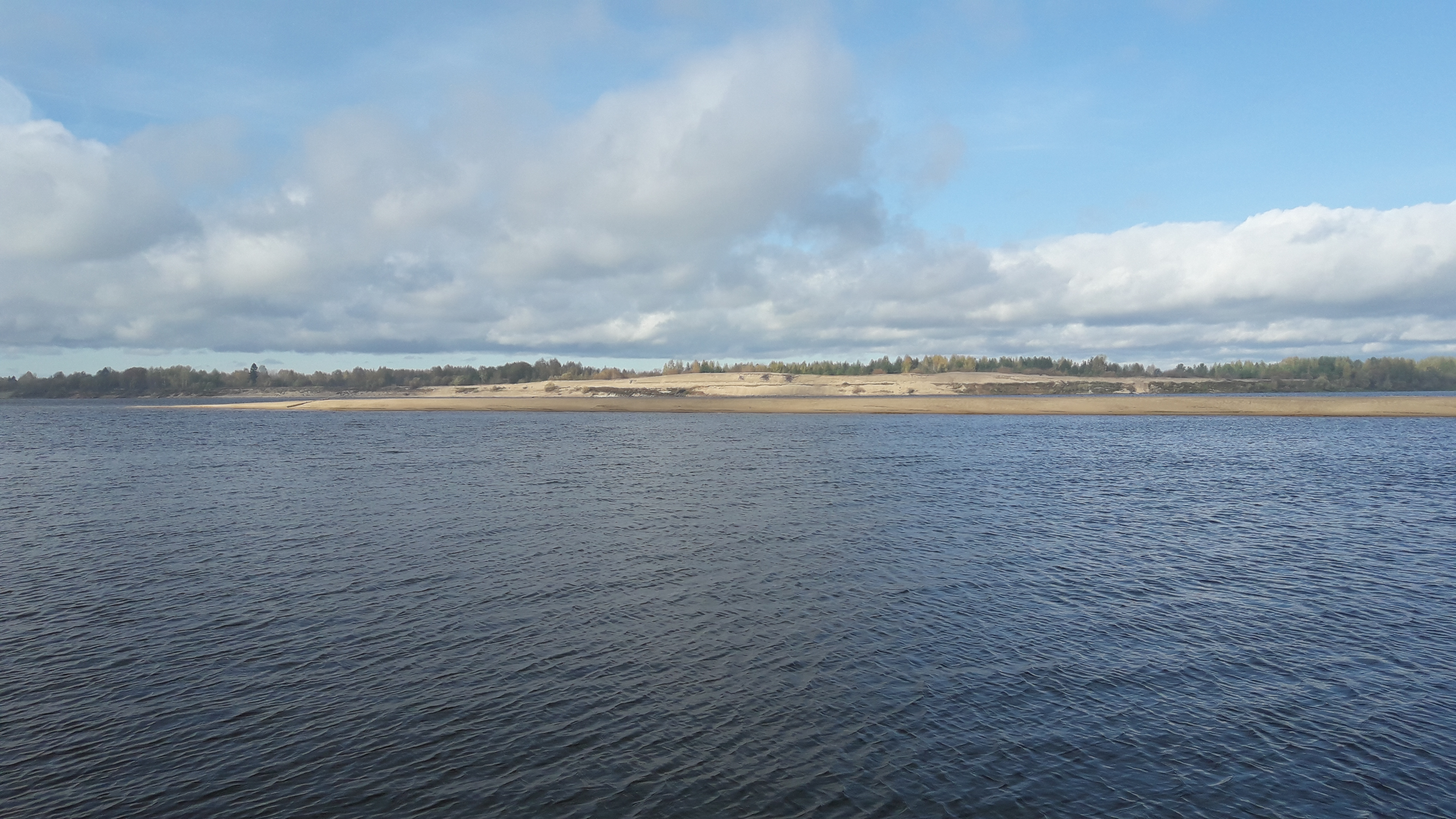
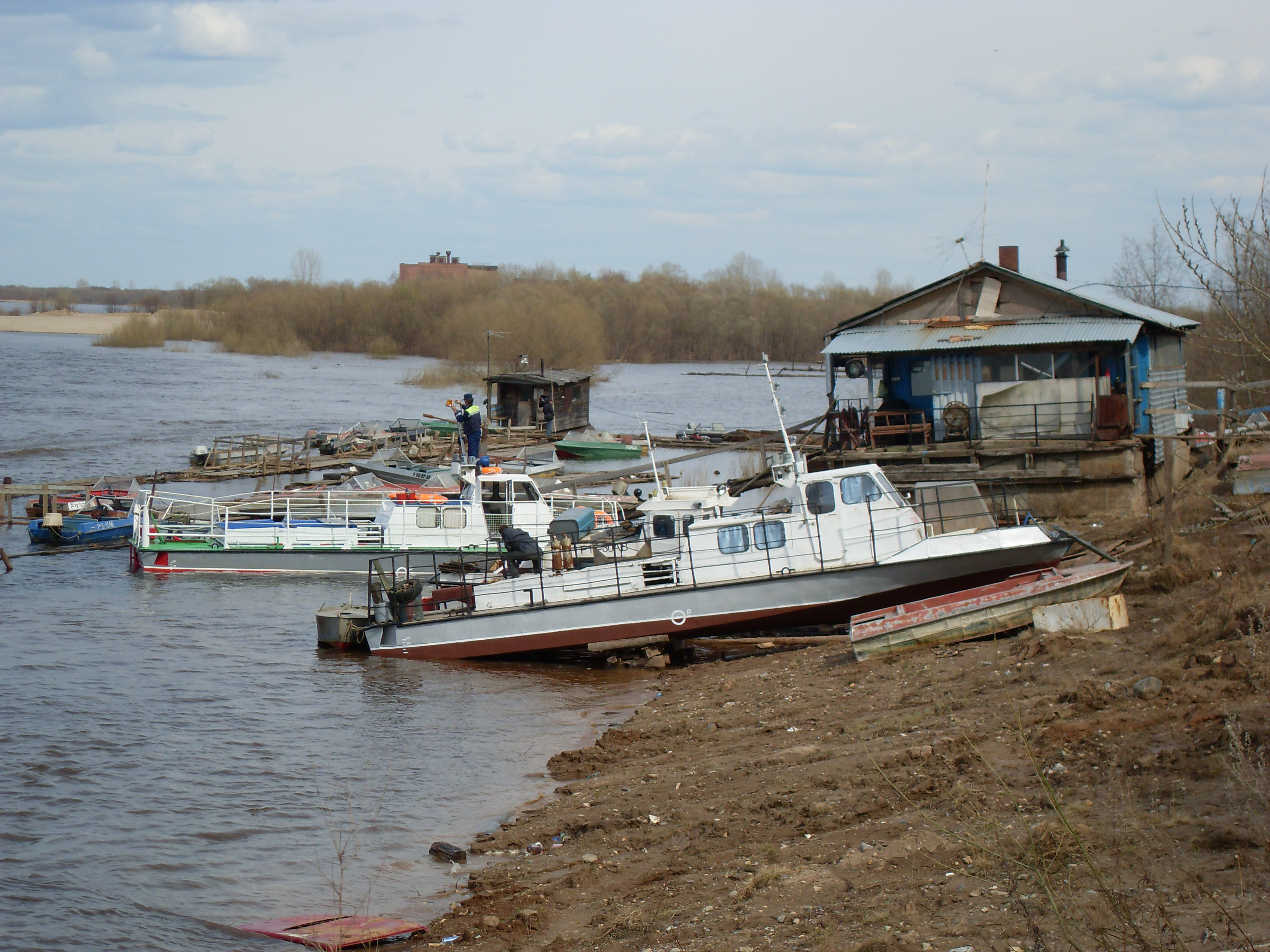
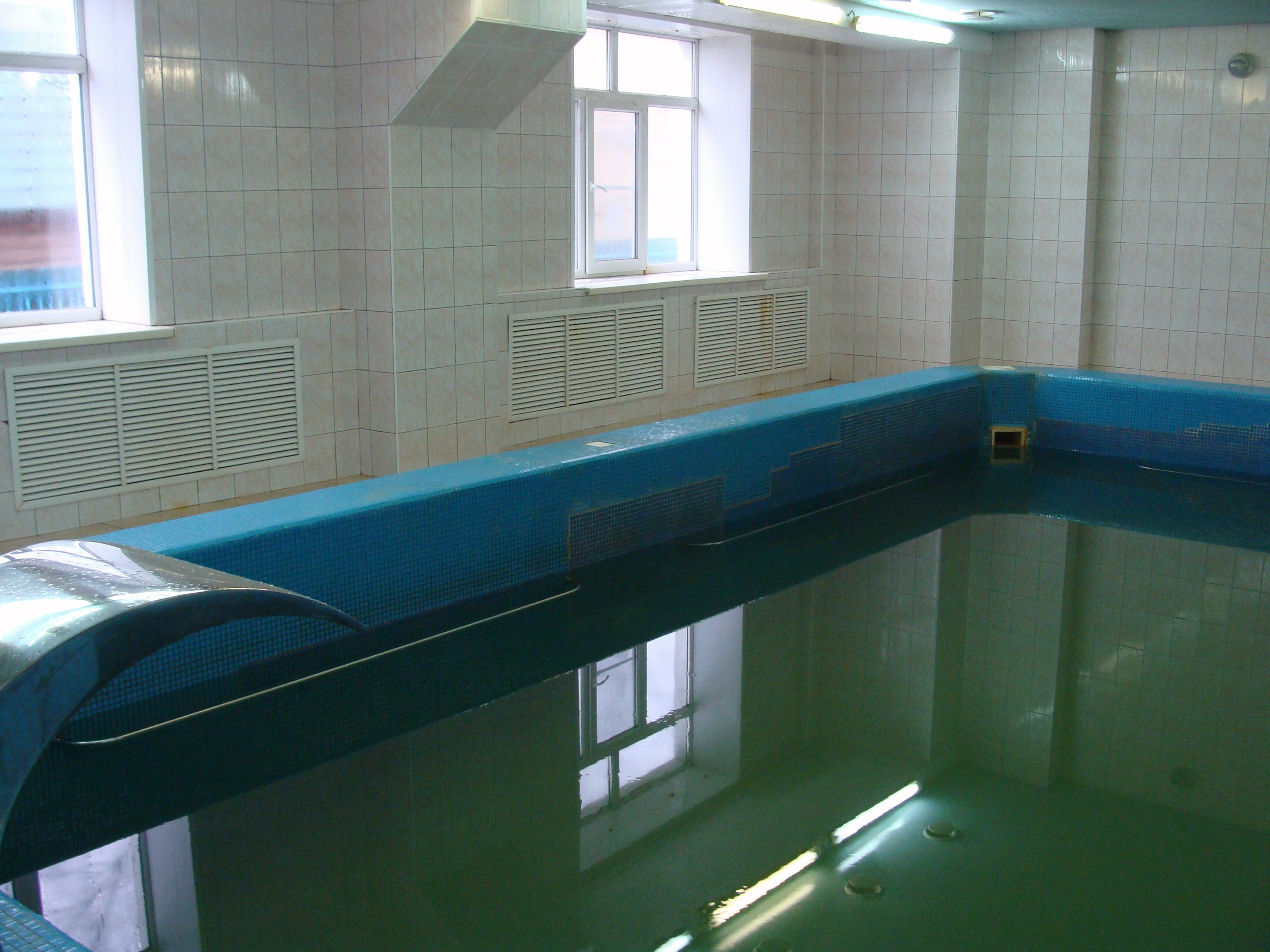
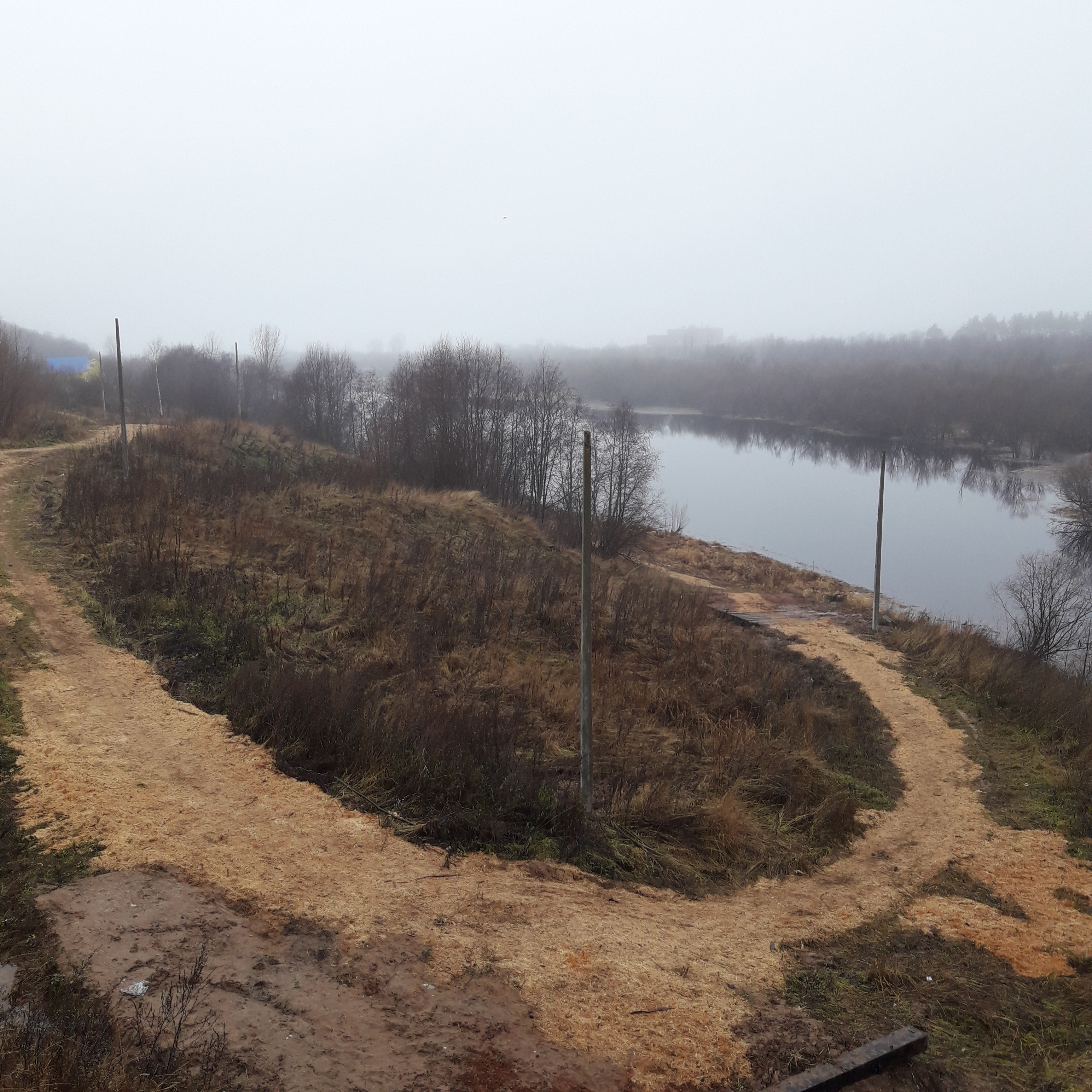

## Климат
Город Коряжма приравнен к районам Крайнего Севера. Климат умеренно-холодный. В течение года выпадает значительное количество осадков, даже в сухие месяцы. По классификации климатов Кёппена — влажный континентальный климат (индекс Dfb) с равномерным увлажнением.
- Среднегодовая температура воздуха — 1,1 °C
- Относительная влажность воздуха — 73 %
- Средняя скорость ветра — 3,1 м/с

| Показатель                    | Янв.  | Фев.  | Март  | Апр. | Май  | Июнь | Июль | Авг. | Сен. | Окт. | Нояб. | Дек.  | Год  |
| ----------------------------- | ----- | ----- | ----- | ---- | ---- | ---- | ---- | ---- | ---- | ---- | ----- | ----- | ---- |
| Средний суточный максимум, °C | −11,2 | −8,9  | −1,2  | 6,7  | 14,4 | 20,4 | 22,6 | 19,6 | 12,3 | 4,0  | −3    | −8    | 5,5  |
| Средняя температура, °C       | −15,2 | −13,1 | −6    | 1,6  | 8,5  | 14,2 | 16,7 | 14,1 | 8,1  | 1,3  | −5,7  | −11,4 | 1,1  |
| Средний суточный минимум, °C  | −19,2 | −17,3 | −10,8 | −3,5 | 2,6  | 8,0  | 10,9 | 8,6  | 4,0  | −1,3 | −8,4  | −14,7 | −3,3 |
| Норма осадков, мм             | 34    | 24    | 24    | 35   | 47   | 58   | 73   | 69   | 55   | 56   | 46    | 41    | 562  |
| Источник: Климат Коряжмы      |       |       |       |      |      |      |      |      |      |      |       |       |      |

## Экономика

### Промышленность
История возникновения и развития города связана с Котласским целлюлозно-бумажным комбинатом, ныне — филиал ОАО «Группа „Илим“» в Коряжме, который является градообразующим предприятием, занимая долю в размере 91,7 % от общего городского объёма продукции и услуг.
Также в городе имеются предприятия:
- ОАО «Котласский химический завод»
- ОАО «Коряжемский комбинат промышленных предприятий» — предприятие ликвидировано[75]
- ОАО «Коряжемский строительный трест» — предприятие ликвидировано[76]

Объём отгруженных товаров собственного производства, выполнено работ и услуг собственными силами по обрабатывающим производствам за 2009 год 15,37 млрд рублей.
В 2008 году группой «Илим» был запущен инвестиционный проект под названием «Большая Коряжма», который был завершён в 2013 году возведением автоматизированного завода по производству нейтральной сульфитной полуцеллюлозы, обновлением кадрового состава, закупкой нового оборудования, установкой самой современной бумагоделательной машины в России и выход на европейские уровни производства. Ныне в работе находится проект под названием Полярная звезда, целью которого глубокая модернизация всего действующего оборудования и многократное увеличение производительности. Уже сейчас заводом производится высококачественная чистоцеллюлозная мелованная бумага «Омела». 26 апреля 2017 года у филиала группы Илим появился новый руководитель — уроженец города, Сергей Николаевич Кривошапкин.

### Потребительский рынок
Продовольственный сектор представлен магазинами крупных сетей ретейлеров — Пятёрочка, Магнит, Дикси. В городе работает крупный двухэтажный торговый комплекс — «Виконда», общей площадью 9000 м²., открытый 29 ноября 2008 года. 3 мая 2017 года открылся магазин-представитель крупнейшей книжной сети России — Буквоед.

### Банковская сфера
Основным банком, представленным в городе, является «Сбербанк», имеющий 5 офисов, располагающихся в различных кварталах города. Из первой тридцатки крупнейших банков России в Коряжме представлены «Росбанк». Также в городе имеются филиалы «Тинькофф банка», «РГС банка», банка «Хоум Кредит», «Мособлбанка» и «Балтинвестбанка».

### Транспорт

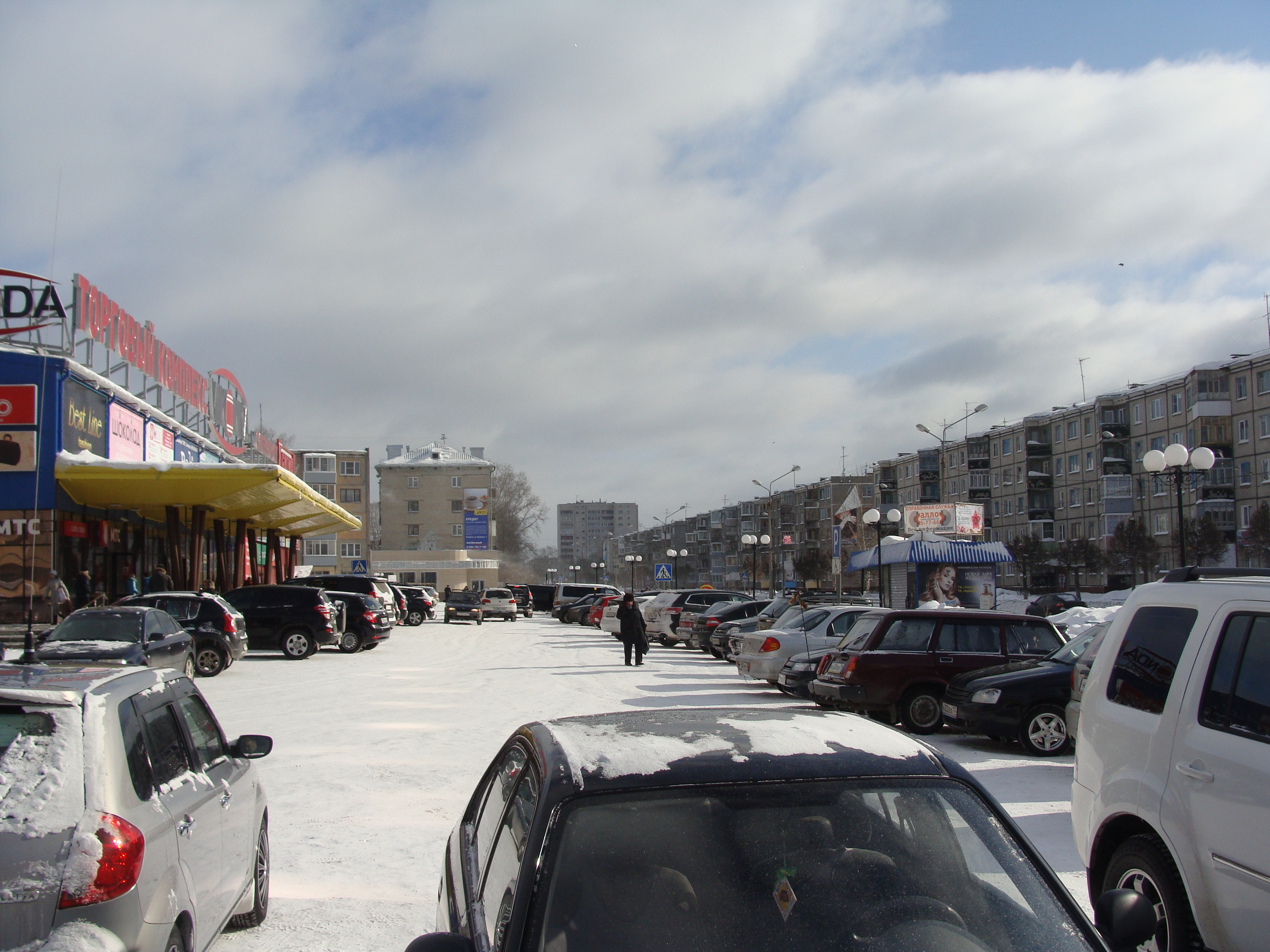
Проспект им. Ленина

Сферой общественного транспорта в Коряжме занимается муниципальное казённое учреждение города Коряжмы Архангельской области «Организатор перевозок», который исследует пассажиропоток, составляет расписание движения, планирует маршруты и рассматривает поступающие жалобы. Единственным видом городского сообщения является автобус. Всего имеется шесть городских маршрутов (от № 1 до № 6), среди них — экспрессное движение. Пять пригородных направлений (№ 362-№ 364, № 368-№ 369) и 13 междугородних, которые связывают город с Архангельском, Котласом, Сольвычегодском, Сыктывкаром, Кировом, Великим Устюгом, Красноборском и Северодвинском.
Ближайший аэропорт расположен в городе Котлас. Имеет авиасообщение с Архангельском, Сыктывкаром и Санкт-Петербургом. Железнодорожное сообщение идёт через станцию «Низовка», которую проходят поезда в том числе и из Москвы и Санкт-Петербурга.
По данным 2015 года, в городе зарегистрировано 18798 единиц транспорта, из них — 17423 единицы транспорта на физических лицах. По уровню на душу населения по этому показателю Коряжма находится на одном уровне с Москвой. Среди них — 13145 автомобилей (6808 — иномарки), с каждым годом данные цифры увеличиваются. Особенно отмечается возрастание, новых, не использованных транспортных средств. По данным управления муниципального хозяйства, в городе насчитывается 17 парковок, а если считать таковыми парковки у крупных магазинов и больницы, то 24. Их малое количество является проблемой, из неё идёт захламление внутренних дворов жилых домов и их труднодоступность.

## Культура
В Коряжме расположен Дом Детского Творчества. Учреждён в 1967 году. До 1992 года являлся домом пионеров. До 2014 года — самостоятельное учреждение, после — относится к школе № 1.
В городе проводятся массовые досуговые мероприятия: общероссийские праздники, день города, фестивали авторской песни, открытый фестиваль свободного творчества «Магия бумаги», фестиваль молодёжного творчества «Движение».
В июне 2016 года в городе было открыто символическое «Дерево счастья», на котором молодожёны могут скреплять свои замки, являющиеся неотъемлемой частью церемонии свадеб.

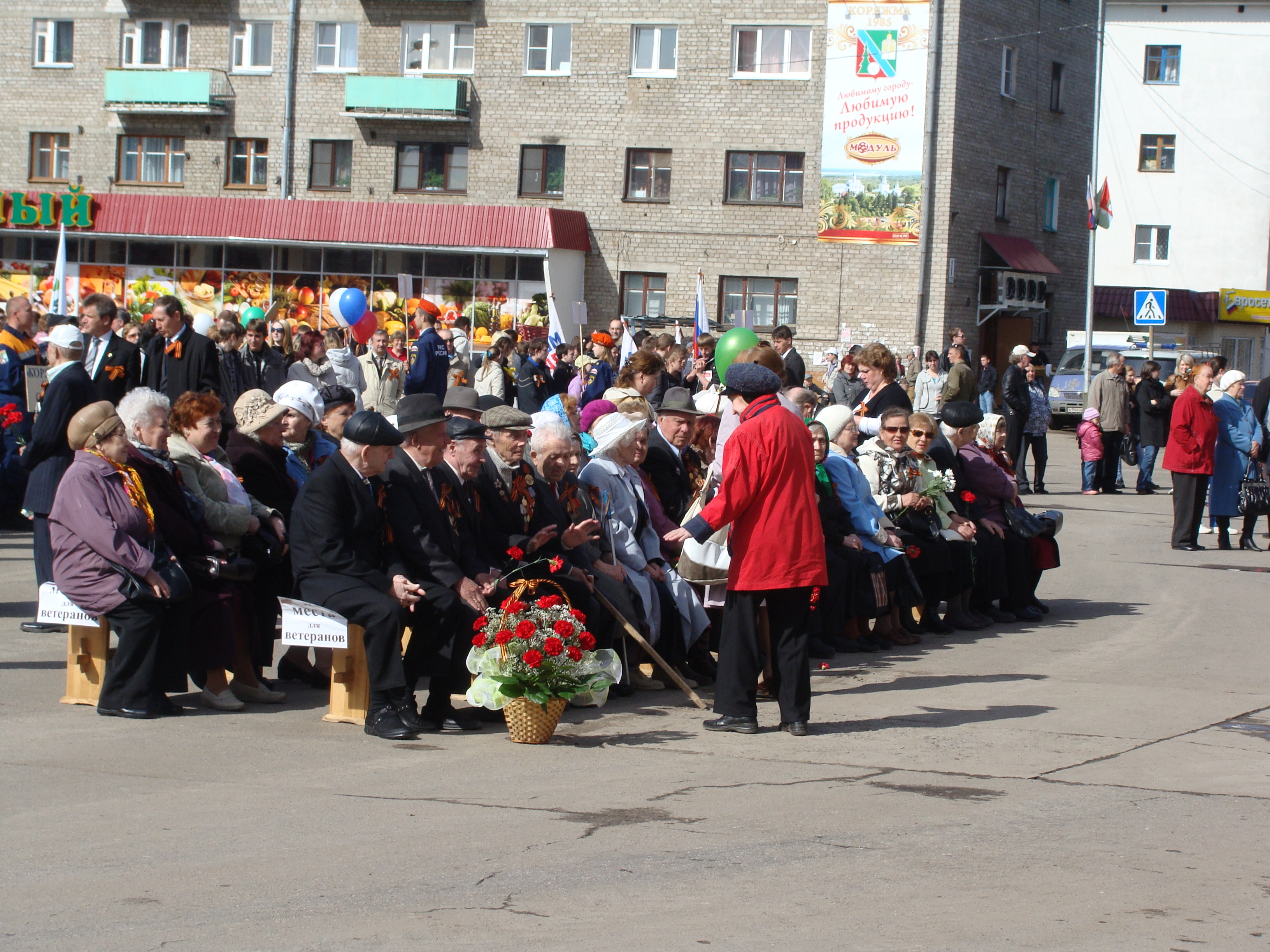
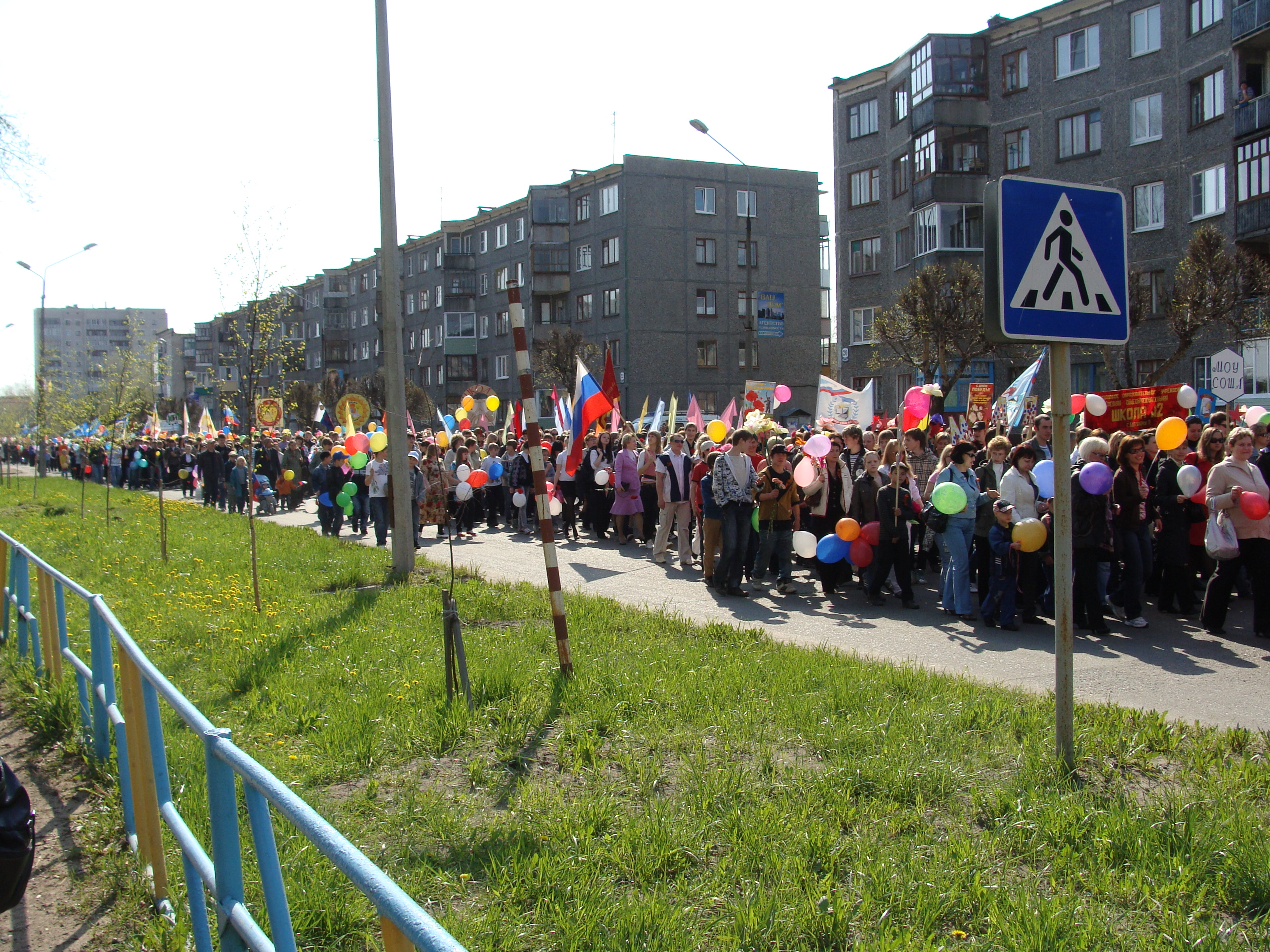
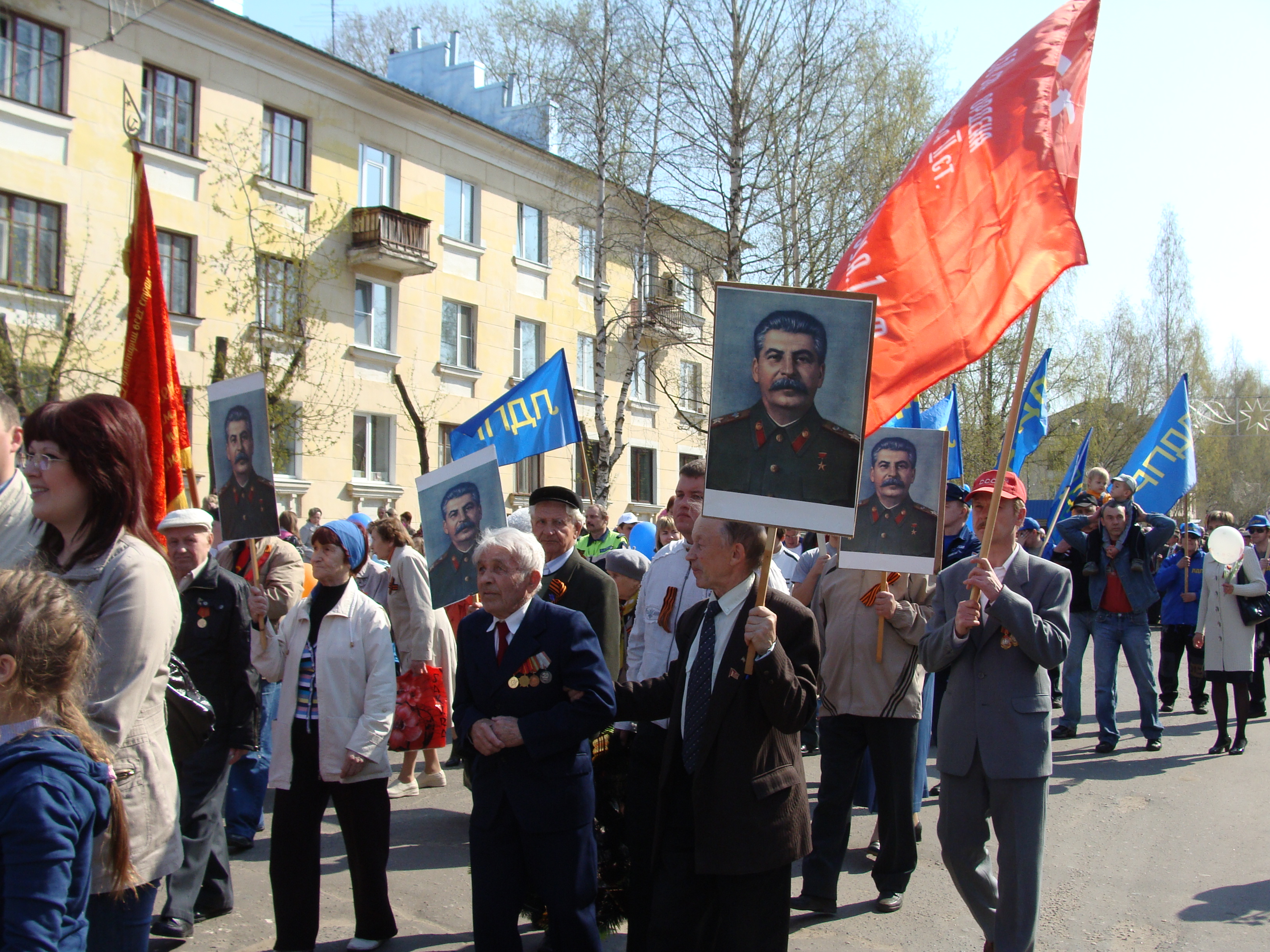
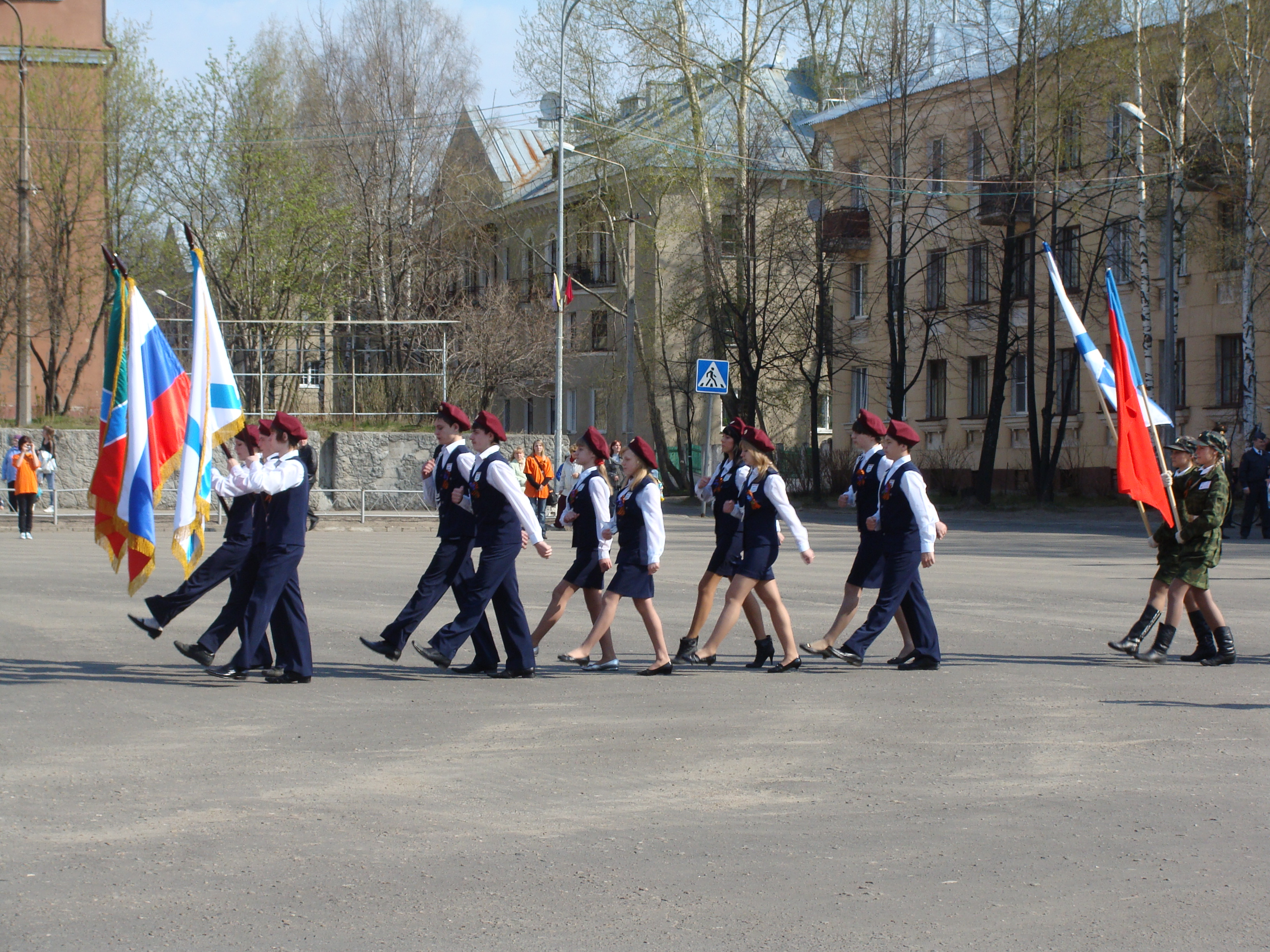
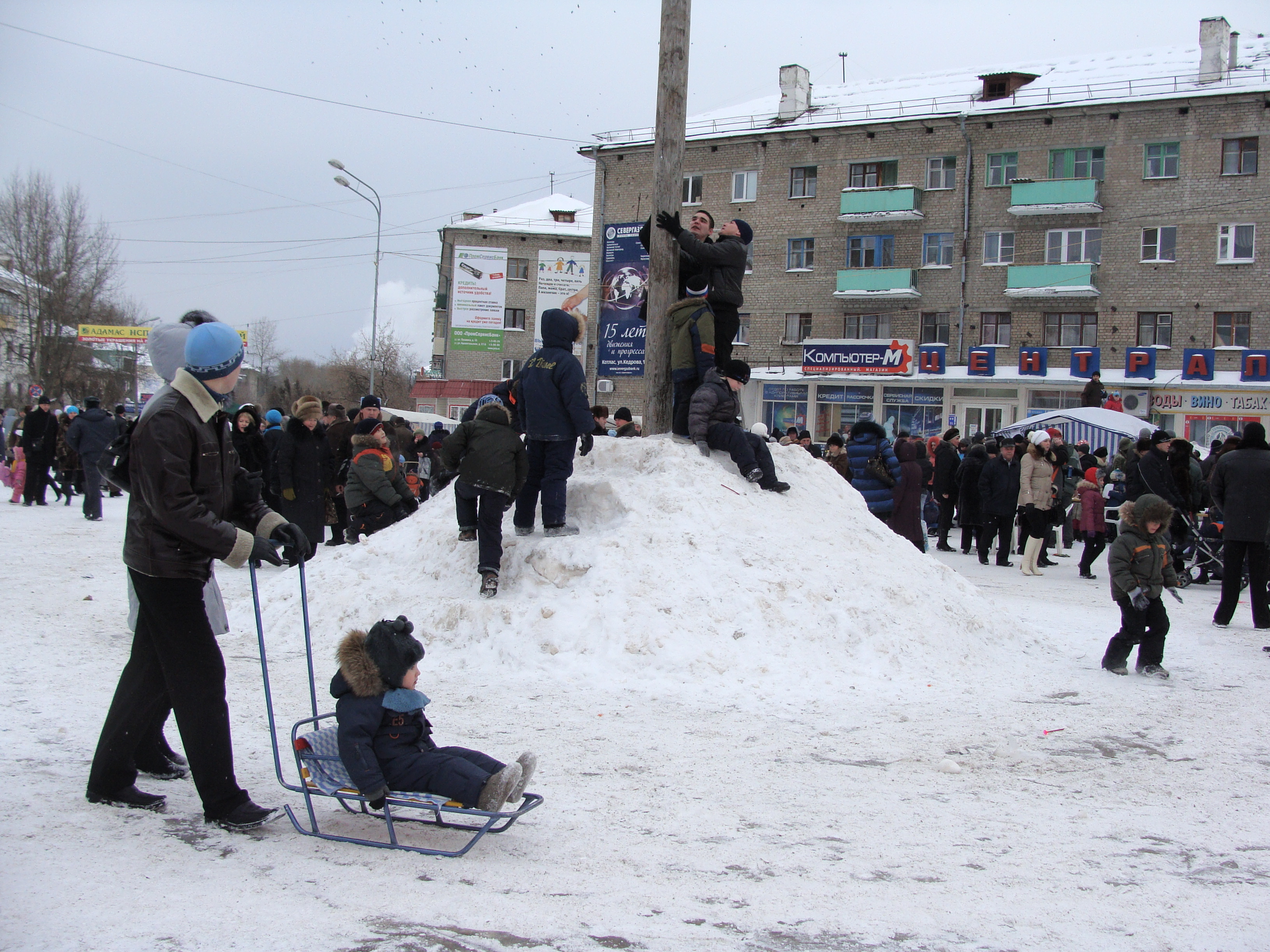
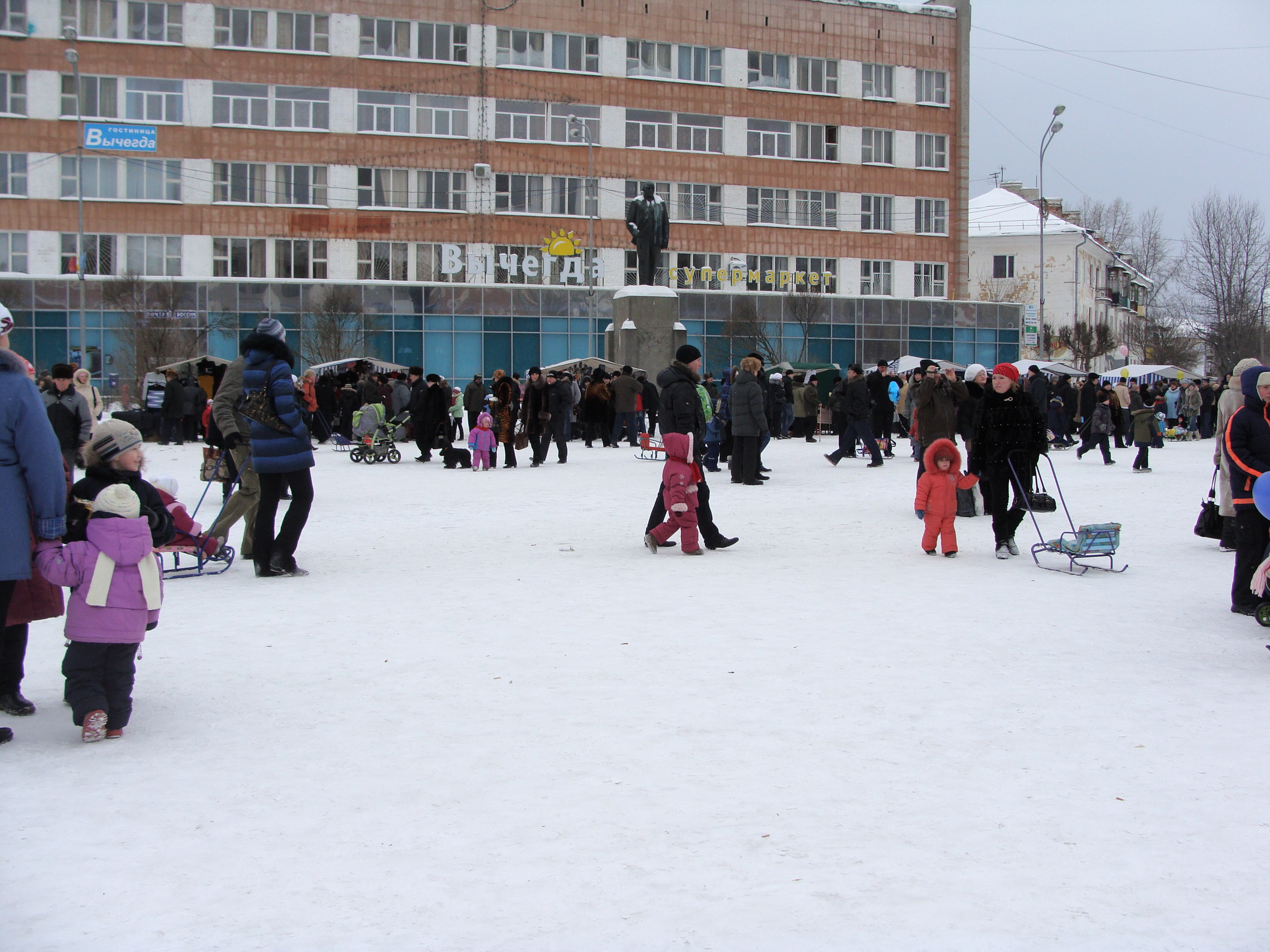
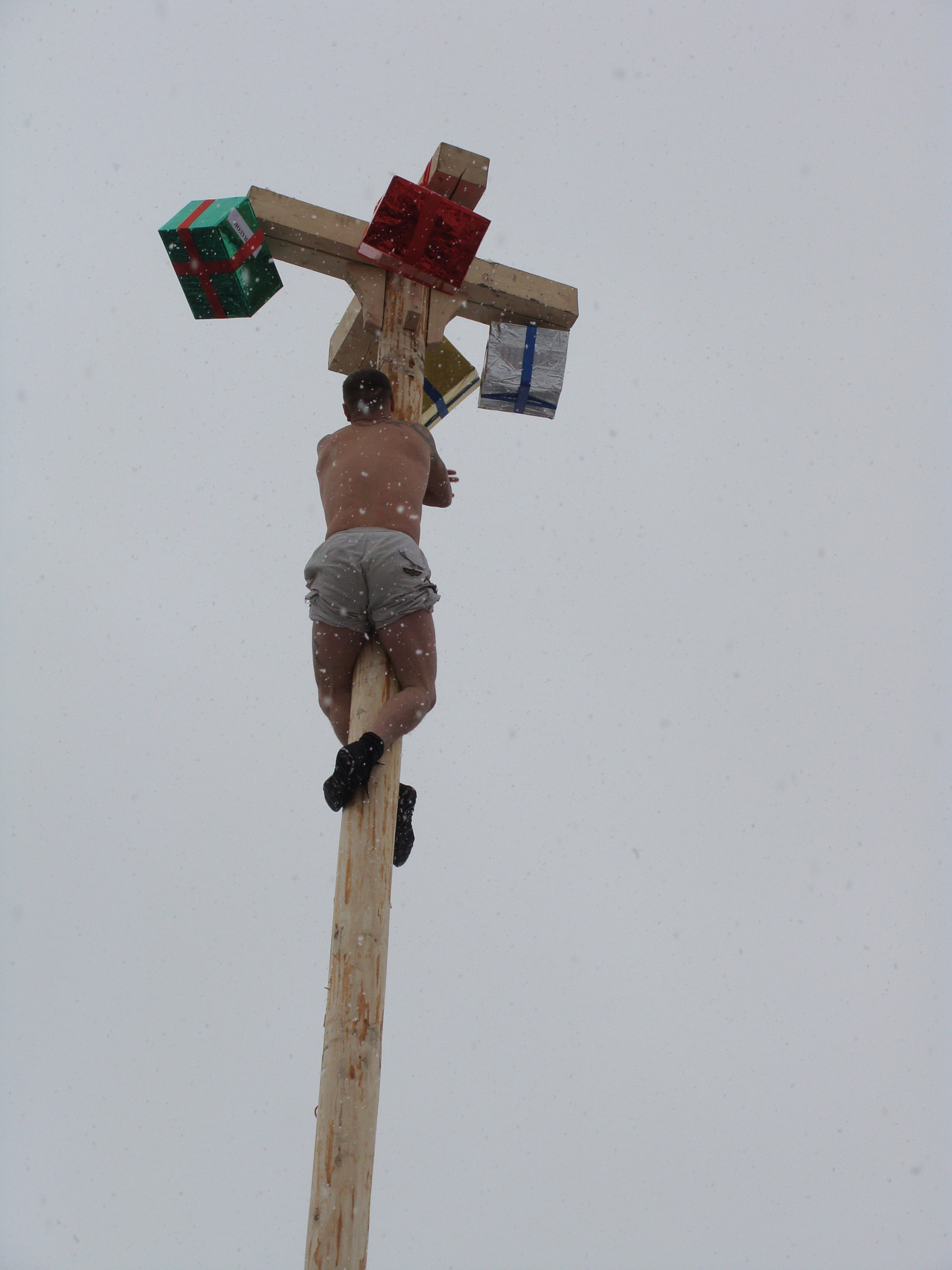
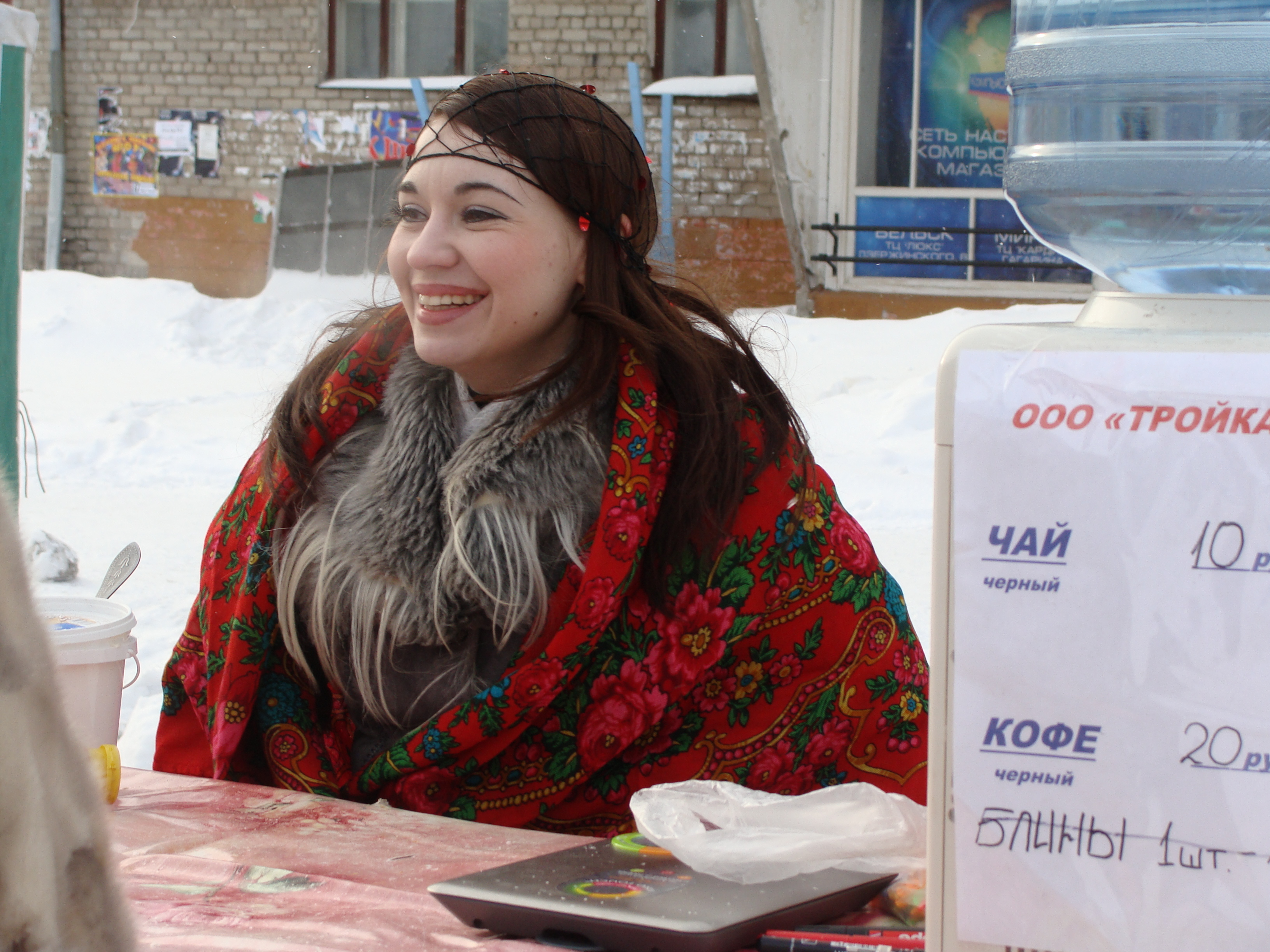
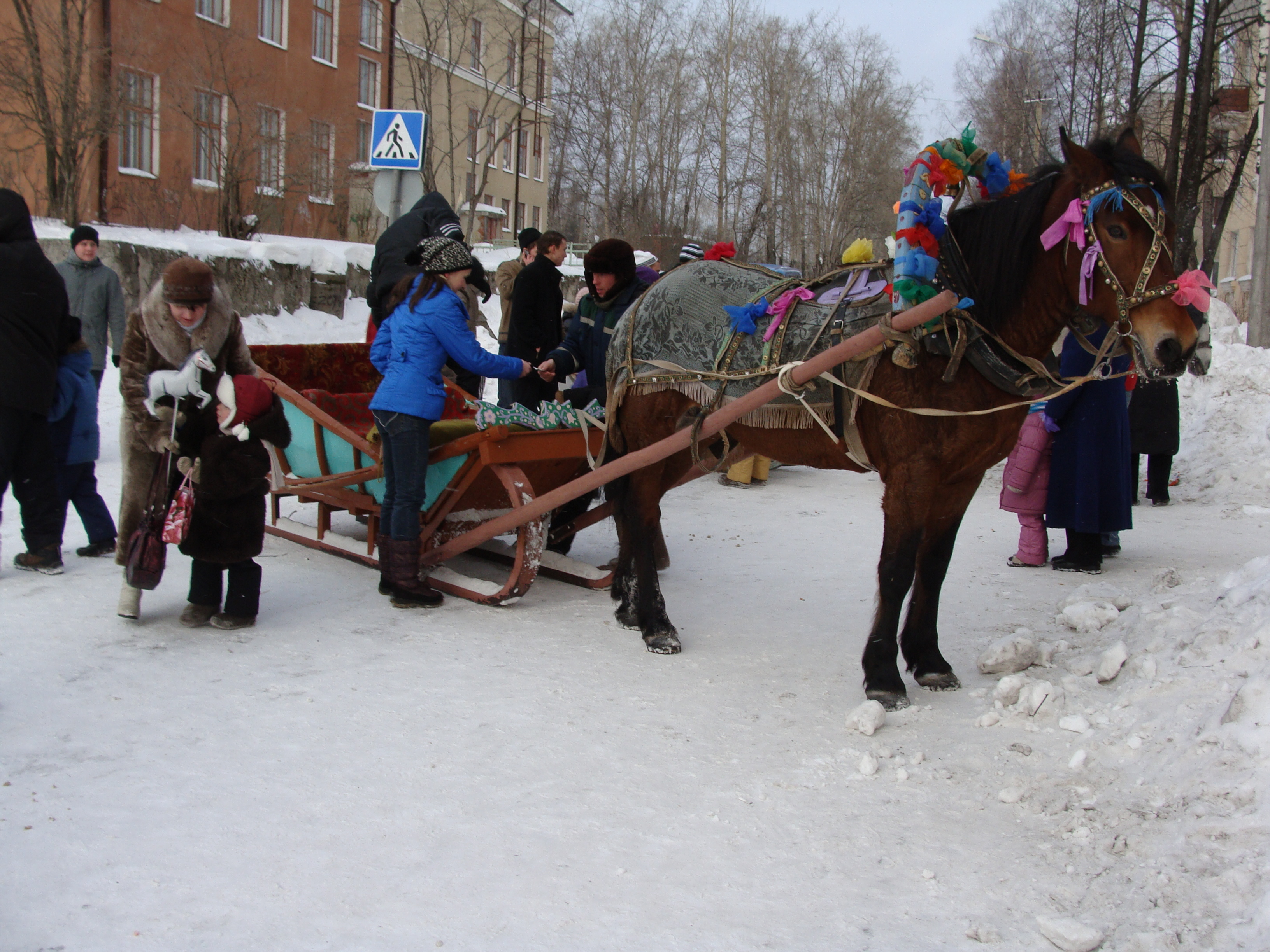
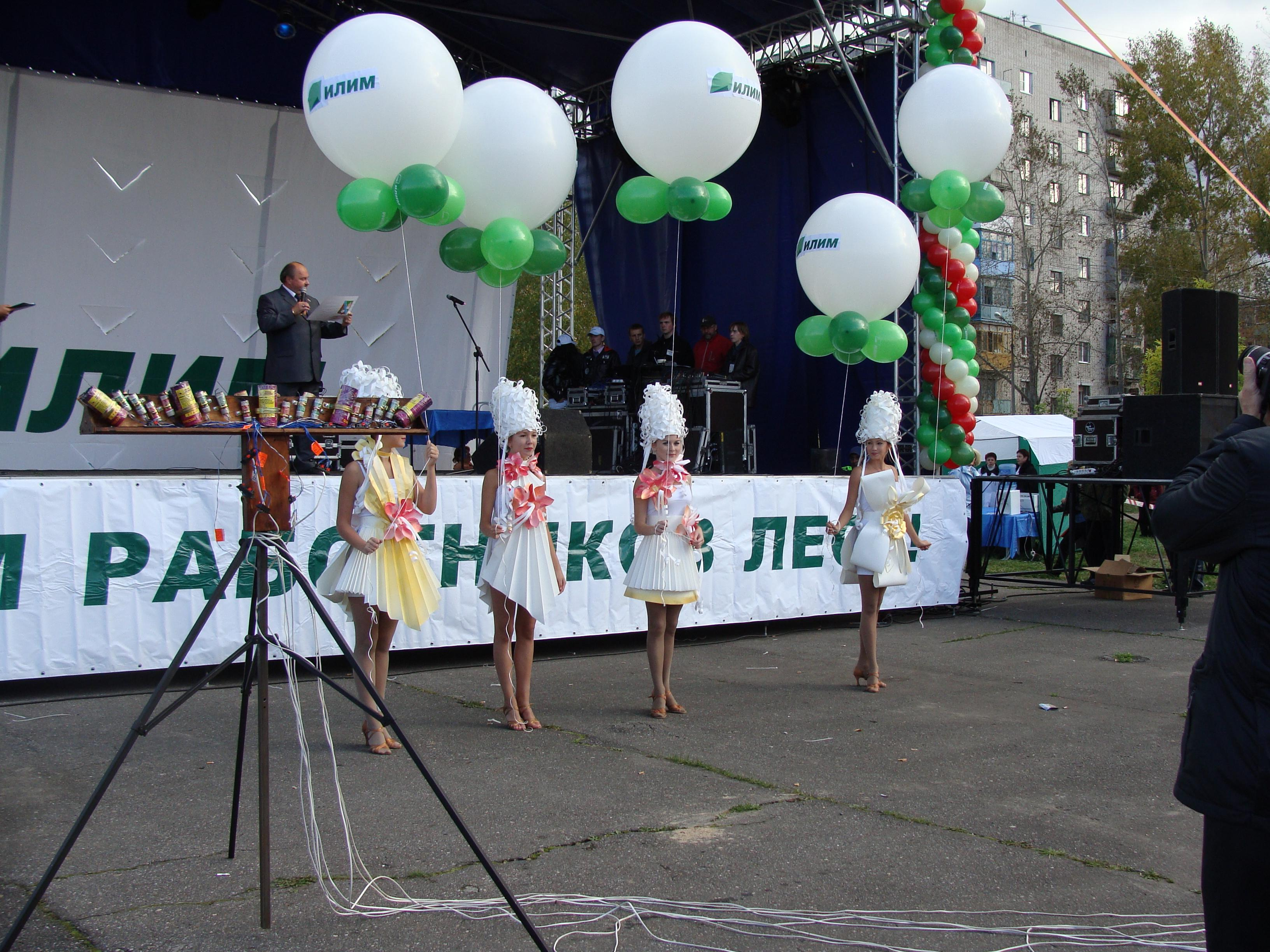
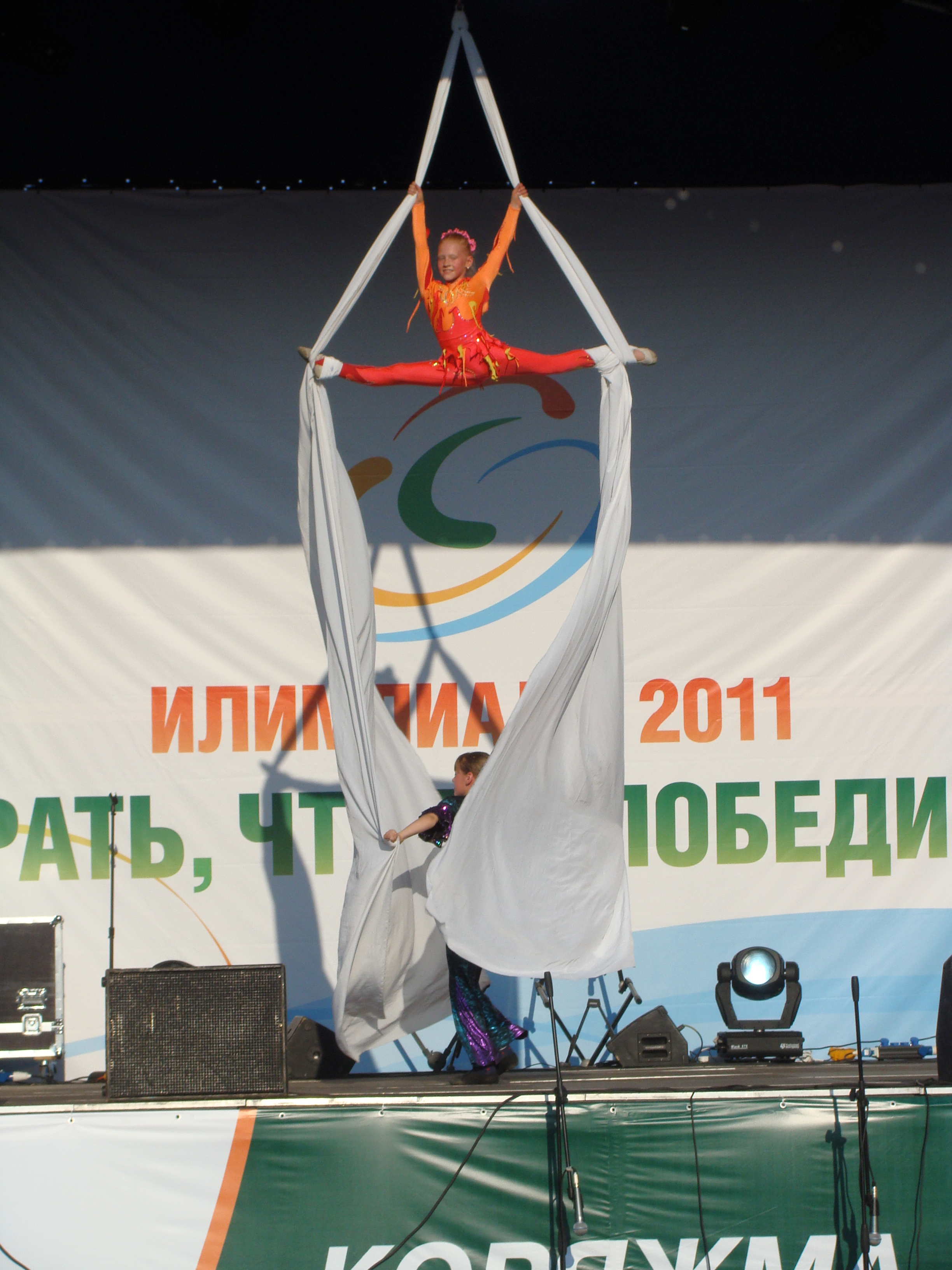

## Социальная сфера

### Гостиничная сфера
В городе имеются четыре гостиницы: «Вычегда», «Мон Плезир», «Белые Ночи» и «Виконда». Последняя имеет три звезды. Жилой комплекс — 39 номеров различных категорий, в том числе 3 номера «люкс» и 1 номер — «апартаменты».

## Спорт
Главной спортивной командой Коряжмы является футбольный клуб Футбольный клуб «Химик». Основан он в 1992 году, ныне участвует в любительском первенстве — третьем российском дивизионе. Главным спонсором является филиал ОАО «Группа Илим» — бывший Котласский ЦБК. Свои матчи Химик проводит на городском стадионе «Труд», вместимость которого составляет 3000 зрителей.
Также в городе работает семейный спортивный комплекс «Олимп». Он включает в себя большой 50-метровый бассейн, бассейн детский, спортивные залы для командных игр, залы для аэробики.
При поддержке всё той же «Группы Илим» в Коряжме еженедельно происходят соревнования различного уровня. Устраиваются лыжные марафоны «Полюс», проводит семейный спортивный праздник — «Папа, мама, я — спортивная семья!».
Кроме того молодых спортсменов готовит Коряжемская детско-юношеская спортивная школа. В ней открыты 13 секций: баскетбол, бокс, волейбол, дзюдо, самбо, легкая атлетика, лыжные гонки, настольный теннис, плавание, тяжелая атлетика, футбол, хоккей с мячом, хоккей с шайбой. В школе № 1 открыт спортивный клуб «Панкратион», где школьники могут получать и совершенствовать своё мастерство.
6 июля 2016 года стало известно, что правительство Архангельской области профинансировало строительство ледового дворца в Коряжме. Его строительство началось в 2020 году. Ожидаемая площадь составит более 4000 м². Строительство должно быть завершено к концу 2022 года.

## Средства массовой информации
- «Объектив Коряжмы» — муниципальное телевидение города Коряжма.
- «Русское Радио — Коряжма» — служба новостей Коряжемской информационной компании.
- «Коряжемский муниципальный вестник» — городская массовая газета, учрежденная городской думой. Издаётся с 7 февраля 2001 года. Распространяется по подписке и в розницу.
- «Трудовая Коряжма» — городская массовая газета. Издаётся с 1986 года. По состоянию на начало 2019 года выпускается еженедельно и распространяется бесплатно[98].
- «Котласский бумажник» — еженедельная газета ОАО «Группа „Илим“». Издаётся с 1967 года. 1 раз в неделю. 4 полосы А3 в неделю. Тираж 9600 экз. Распространяется бесплатно.
- «ТВ Коряжма» — городской информационно-новостной канал. Ежедневное 18-часовое вещание с 06:00 до 00:00.
- «КТВ» — кабельное телевидение Коряжмы. 37 каналов. 10000 абонентов.
- «Инфо-проспект» — рекламно-информационный еженедельник. Издаётся с 2003 года. 8 полос А3, полноцвет. тираж 16500 экз. Распространяется бесплатно.
- «Юг Севера»[99] — рекламно-информационное издание. Издаётся с 1998 года. 16-20 страниц А3, полноцвет. Тираж 20000 экз. Распространяется бесплатно.

### Радио
- 101,2 (Молчит) Радио Рекорд (Котлас)
- 101,7 Радио Шансон (Котлас)
- 102,2 Русское радио (Коряжма)
- 102,7 (Молчит) Ретро FM (Котлас)
- 104,2 Радио Дача (Котлас)
- 104,7 Европа Плюс (Котлас)
- 106,0 Дорожное радио (Котлас)
- 107,0 Love Radio (Котлас)
- 107,5 Авторадио (Котлас)

### Телевидение
На территории Коряжмы работают два мультиплекса — РТРС-1 и РСРС-2 — цифрового эфирного телевидения российской телевизионной и радиовещательной сети. В состав первого мультплекса РТРС-1 входят каналы: Первый канал, Россия-1, Матч ТВ, НТВ, Пятый канал, Культура, Россия-24, Карусель, ОТР, ТВ Центр. Каналы в составе второго мультиплекса РТРС-2: РЕН ТВ, Спас, СТС, Домашний, ТВ-3, Пятница!, Звезда, Мир, ТНТ, МузТВ.